# Голливудская «Аллея славы» — список лауреатов за вклад в киноиндустрию
Список заслуженных деятелей кино, а также персонажи из фильмов и мультфильмов, чьи звёзды находятся на голливудской «Аллее славы».
| Содержание: Начало — 0–9 А Б В Г Д Е Ё Ж З И К Л М Н О П Р С Т У Ф Х Ц Ч Ш Щ Э Ю Я |

## Список

### A
| Имя, Фамилия          | Адрес (там где находится звезда) | Фотографии некоторых лауреатов           |
| --------------------- | -------------------------------- | ---------------------------------------- |
| Эми Адамс             | 6280 Голливудский б-р            | - Рене Адоре - Роско Арбакл - Фред Астер |
| Рене Адоре            | 1601 Вайн-стрит                  | - Рене Адоре - Роско Арбакл - Фред Астер |
| Джилл Айрленд         | 6751 Голливудский б-р            | - Рене Адоре - Роско Арбакл - Фред Астер |
| Майкл Айснер          | 6834 Голливудский б-р            | - Рене Адоре - Роско Арбакл - Фред Астер |
| Рекс Аллен            | 6821 Голливудский б-р            | - Рене Адоре - Роско Арбакл - Фред Астер |
| Тим Аллен             | 6834 Голливудский б-р            | - Рене Адоре - Роско Арбакл - Фред Астер |
| Дон Альварадо         | 6504 Голливудский б-р            | - Рене Адоре - Роско Арбакл - Фред Астер |
| Филип Ан              | 6211 Голливудский б-р            | - Рене Адоре - Роско Арбакл - Фред Астер |
| Брончо Билли Андерсон | 1651 Вайн-стрит                  | - Рене Адоре - Роско Арбакл - Фред Астер |
| Мэри Андерсон         | 1645 Вайн-стрит                  | - Рене Адоре - Роско Арбакл - Фред Астер |
| Роско Арбакл          | 6701 Голливудский б-р            | - Рене Адоре - Роско Арбакл - Фред Астер |
| Дороти Арзнер         | 1500 Вайн-стрит                  | - Рене Адоре - Роско Арбакл - Фред Астер |
| Алан Аркин            | 6914 Голливудский б-р            | - Рене Адоре - Роско Арбакл - Фред Астер |
| Сэмюэл З. Аркофф      | 7046 Голливудский б-р            | - Рене Адоре - Роско Арбакл - Фред Астер |
| Ричард Арлен          | 6755 Голливудский б-р            | - Рене Адоре - Роско Арбакл - Фред Астер |
| Джордж Арлисс         | 6648-1/2 Голливудский б-р        | - Рене Адоре - Роско Арбакл - Фред Астер |
| Деси Арнас            | 6325-1/2 Голливудский б-р        | - Рене Адоре - Роско Арбакл - Фред Астер |
| Джин Артур            | 6333 Голливудский б-р            | - Рене Адоре - Роско Арбакл - Фред Астер |
| Нильс Астер           | 6705 Голливудский б-р            | - Рене Адоре - Роско Арбакл - Фред Астер |
| Фред Астер            | 6756 Голливудский б-р            | - Рене Адоре - Роско Арбакл - Фред Астер |
| Мэри Астор            | 6701 Голливудский б-р            | - Рене Адоре - Роско Арбакл - Фред Астер |
| Брайан Ахерн          | 1772 Вайн-стрит                  |                                          |

### Б
| Имя, Фамилия        | Адрес (там где находится звезда) | Фотографии некоторых лауреатов |
| ------------------- | -------------------------------- | --- |
| Спринг Байинтон     | 6507 Голливудский б-р            | - Антонио Бандерас - Теда Бара - Анджела Бассетт - Ким Бейсингер - Белоснежка - Аннетт Бенинг - Хэлли Берри - Кейт Бланшетт - Марлон Брандо - Джефф Бриджес - Мэттью Бродерик - Чарльз Бронсон - Пирс Броснан - Сандра Буллок - Кевин Бэйкон - Дрю Бэрримор |
| Уорнер Бакстер      | 6284 Голливудский б-р            | - Антонио Бандерас - Теда Бара - Анджела Бассетт - Ким Бейсингер - Белоснежка - Аннетт Бенинг - Хэлли Берри - Кейт Бланшетт - Марлон Брандо - Джефф Бриджес - Мэттью Бродерик - Чарльз Бронсон - Пирс Броснан - Сандра Буллок - Кевин Бэйкон - Дрю Бэрримор |
| Энн Бакстер         | 6741 Голливудский б-р            | - Антонио Бандерас - Теда Бара - Анджела Бассетт - Ким Бейсингер - Белоснежка - Аннетт Бенинг - Хэлли Берри - Кейт Бланшетт - Марлон Брандо - Джефф Бриджес - Мэттью Бродерик - Чарльз Бронсон - Пирс Броснан - Сандра Буллок - Кевин Бэйкон - Дрю Бэрримор |
| Антонио Бандерас    | 6801 Голливудский б-р            | - Антонио Бандерас - Теда Бара - Анджела Бассетт - Ким Бейсингер - Белоснежка - Аннетт Бенинг - Хэлли Берри - Кейт Бланшетт - Марлон Брандо - Джефф Бриджес - Мэттью Бродерик - Чарльз Бронсон - Пирс Броснан - Сандра Буллок - Кевин Бэйкон - Дрю Бэрримор |
| Вильма Банки        | 7021 Голливудский б-р            | - Антонио Бандерас - Теда Бара - Анджела Бассетт - Ким Бейсингер - Белоснежка - Аннетт Бенинг - Хэлли Берри - Кейт Бланшетт - Марлон Брандо - Джефф Бриджес - Мэттью Бродерик - Чарльз Бронсон - Пирс Броснан - Сандра Буллок - Кевин Бэйкон - Дрю Бэрримор |
| Багз Банни          | 7007 Голливудский б-р            | - Антонио Бандерас - Теда Бара - Анджела Бассетт - Ким Бейсингер - Белоснежка - Аннетт Бенинг - Хэлли Берри - Кейт Бланшетт - Марлон Брандо - Джефф Бриджес - Мэттью Бродерик - Чарльз Бронсон - Пирс Броснан - Сандра Буллок - Кевин Бэйкон - Дрю Бэрримор |
| Джон Банни          | 1715 Вайн-стрит                  | - Антонио Бандерас - Теда Бара - Анджела Бассетт - Ким Бейсингер - Белоснежка - Аннетт Бенинг - Хэлли Берри - Кейт Бланшетт - Марлон Брандо - Джефф Бриджес - Мэттью Бродерик - Чарльз Бронсон - Пирс Броснан - Сандра Буллок - Кевин Бэйкон - Дрю Бэрримор |
| Теда Бара           | 6307 Голливудский б-р            | - Антонио Бандерас - Теда Бара - Анджела Бассетт - Ким Бейсингер - Белоснежка - Аннетт Бенинг - Хэлли Берри - Кейт Бланшетт - Марлон Брандо - Джефф Бриджес - Мэттью Бродерик - Чарльз Бронсон - Пирс Броснан - Сандра Буллок - Кевин Бэйкон - Дрю Бэрримор |
| Хавьер Бардем       | 6834 Голливудский б-р            | - Антонио Бандерас - Теда Бара - Анджела Бассетт - Ким Бейсингер - Белоснежка - Аннетт Бенинг - Хэлли Берри - Кейт Бланшетт - Марлон Брандо - Джефф Бриджес - Мэттью Бродерик - Чарльз Бронсон - Пирс Броснан - Сандра Буллок - Кевин Бэйкон - Дрю Бэрримор |
| Линн Бари           | 6116 Голливудский б-р            | - Антонио Бандерас - Теда Бара - Анджела Бассетт - Ким Бейсингер - Белоснежка - Аннетт Бенинг - Хэлли Берри - Кейт Бланшетт - Марлон Брандо - Джефф Бриджес - Мэттью Бродерик - Чарльз Бронсон - Пирс Броснан - Сандра Буллок - Кевин Бэйкон - Дрю Бэрримор |
| Мона Барри          | 6140 Голливудский б-р            | - Антонио Бандерас - Теда Бара - Анджела Бассетт - Ким Бейсингер - Белоснежка - Аннетт Бенинг - Хэлли Берри - Кейт Бланшетт - Марлон Брандо - Джефф Бриджес - Мэттью Бродерик - Чарльз Бронсон - Пирс Броснан - Сандра Буллок - Кевин Бэйкон - Дрю Бэрримор |
| Венди Барри         | 1708 Вайн-стрит                  | - Антонио Бандерас - Теда Бара - Анджела Бассетт - Ким Бейсингер - Белоснежка - Аннетт Бенинг - Хэлли Берри - Кейт Бланшетт - Марлон Брандо - Джефф Бриджес - Мэттью Бродерик - Чарльз Бронсон - Пирс Броснан - Сандра Буллок - Кевин Бэйкон - Дрю Бэрримор |
| Бесси Баррискейл    | 6652 Голливудский б-р            | - Антонио Бандерас - Теда Бара - Анджела Бассетт - Ким Бейсингер - Белоснежка - Аннетт Бенинг - Хэлли Берри - Кейт Бланшетт - Марлон Брандо - Джефф Бриджес - Мэттью Бродерик - Чарльз Бронсон - Пирс Броснан - Сандра Буллок - Кевин Бэйкон - Дрю Бэрримор |
| Бинни Барнс         | 1501 Вайн-стрит                  | - Антонио Бандерас - Теда Бара - Анджела Бассетт - Ким Бейсингер - Белоснежка - Аннетт Бенинг - Хэлли Берри - Кейт Бланшетт - Марлон Брандо - Джефф Бриджес - Мэттью Бродерик - Чарльз Бронсон - Пирс Броснан - Сандра Буллок - Кевин Бэйкон - Дрю Бэрримор |
| Боб Барнс           | 1601 Вайн-стрит                  | - Антонио Бандерас - Теда Бара - Анджела Бассетт - Ким Бейсингер - Белоснежка - Аннетт Бенинг - Хэлли Берри - Кейт Бланшетт - Марлон Брандо - Джефф Бриджес - Мэттью Бродерик - Чарльз Бронсон - Пирс Броснан - Сандра Буллок - Кевин Бэйкон - Дрю Бэрримор |
| Ричард Бартелмесс   | 6755 Голливудский б-р            | - Антонио Бандерас - Теда Бара - Анджела Бассетт - Ким Бейсингер - Белоснежка - Аннетт Бенинг - Хэлли Берри - Кейт Бланшетт - Марлон Брандо - Джефф Бриджес - Мэттью Бродерик - Чарльз Бронсон - Пирс Броснан - Сандра Буллок - Кевин Бэйкон - Дрю Бэрримор |
| Фредди Бартоломью   | 6663 Голливудский б-р            | - Антонио Бандерас - Теда Бара - Анджела Бассетт - Ким Бейсингер - Белоснежка - Аннетт Бенинг - Хэлли Берри - Кейт Бланшетт - Марлон Брандо - Джефф Бриджес - Мэттью Бродерик - Чарльз Бронсон - Пирс Броснан - Сандра Буллок - Кевин Бэйкон - Дрю Бэрримор |
| Лина Баскетт        | 1529 Вайн-стрит                  | - Антонио Бандерас - Теда Бара - Анджела Бассетт - Ким Бейсингер - Белоснежка - Аннетт Бенинг - Хэлли Берри - Кейт Бланшетт - Марлон Брандо - Джефф Бриджес - Мэттью Бродерик - Чарльз Бронсон - Пирс Броснан - Сандра Буллок - Кевин Бэйкон - Дрю Бэрримор |
| Анджела Бассетт     | 7000 Голливудский б-р            | - Антонио Бандерас - Теда Бара - Анджела Бассетт - Ким Бейсингер - Белоснежка - Аннетт Бенинг - Хэлли Берри - Кейт Бланшетт - Марлон Брандо - Джефф Бриджес - Мэттью Бродерик - Чарльз Бронсон - Пирс Броснан - Сандра Буллок - Кевин Бэйкон - Дрю Бэрримор |
| Дэвид Батлер        | 6561 Голливудский б-р            | - Антонио Бандерас - Теда Бара - Анджела Бассетт - Ким Бейсингер - Белоснежка - Аннетт Бенинг - Хэлли Берри - Кейт Бланшетт - Марлон Брандо - Джефф Бриджес - Мэттью Бродерик - Чарльз Бронсон - Пирс Броснан - Сандра Буллок - Кевин Бэйкон - Дрю Бэрримор |
| Чарлз Баттеруорт    | 7036 Голливудский б-р            | - Антонио Бандерас - Теда Бара - Анджела Бассетт - Ким Бейсингер - Белоснежка - Аннетт Бенинг - Хэлли Берри - Кейт Бланшетт - Марлон Брандо - Джефф Бриджес - Мэттью Бродерик - Чарльз Бронсон - Пирс Броснан - Сандра Буллок - Кевин Бэйкон - Дрю Бэрримор |
| Джон Бауэрс         | 1709 Вайн-стрит                  | - Антонио Бандерас - Теда Бара - Анджела Бассетт - Ким Бейсингер - Белоснежка - Аннетт Бенинг - Хэлли Берри - Кейт Бланшетт - Марлон Брандо - Джефф Бриджес - Мэттью Бродерик - Чарльз Бронсон - Пирс Броснан - Сандра Буллок - Кевин Бэйкон - Дрю Бэрримор |
| Кэрролл Бейкер      | 1725 Вайн-стрит                  | - Антонио Бандерас - Теда Бара - Анджела Бассетт - Ким Бейсингер - Белоснежка - Аннетт Бенинг - Хэлли Берри - Кейт Бланшетт - Марлон Брандо - Джефф Бриджес - Мэттью Бродерик - Чарльз Бронсон - Пирс Броснан - Сандра Буллок - Кевин Бэйкон - Дрю Бэрримор |
| Рик Бейкер          | 6764 Голливудский б-р            | - Антонио Бандерас - Теда Бара - Анджела Бассетт - Ким Бейсингер - Белоснежка - Аннетт Бенинг - Хэлли Берри - Кейт Бланшетт - Марлон Брандо - Джефф Бриджес - Мэттью Бродерик - Чарльз Бронсон - Пирс Броснан - Сандра Буллок - Кевин Бэйкон - Дрю Бэрримор |
| Беверли Бейн        | 1752 Вайн-стрит                  | - Антонио Бандерас - Теда Бара - Анджела Бассетт - Ким Бейсингер - Белоснежка - Аннетт Бенинг - Хэлли Берри - Кейт Бланшетт - Марлон Брандо - Джефф Бриджес - Мэттью Бродерик - Чарльз Бронсон - Пирс Броснан - Сандра Буллок - Кевин Бэйкон - Дрю Бэрримор |
| Ким Бейсингер       | 7021 Голливудский б-р            | - Антонио Бандерас - Теда Бара - Анджела Бассетт - Ким Бейсингер - Белоснежка - Аннетт Бенинг - Хэлли Берри - Кейт Бланшетт - Марлон Брандо - Джефф Бриджес - Мэттью Бродерик - Чарльз Бронсон - Пирс Броснан - Сандра Буллок - Кевин Бэйкон - Дрю Бэрримор |
| Ричард Бейсхарт     | 6276 Голливудский б-р            | - Антонио Бандерас - Теда Бара - Анджела Бассетт - Ким Бейсингер - Белоснежка - Аннетт Бенинг - Хэлли Берри - Кейт Бланшетт - Марлон Брандо - Джефф Бриджес - Мэттью Бродерик - Чарльз Бронсон - Пирс Броснан - Сандра Буллок - Кевин Бэйкон - Дрю Бэрримор |
| Джейсон Бейтман     | 6533 Голливудский б-р            | - Антонио Бандерас - Теда Бара - Анджела Бассетт - Ким Бейсингер - Белоснежка - Аннетт Бенинг - Хэлли Берри - Кейт Бланшетт - Марлон Брандо - Джефф Бриджес - Мэттью Бродерик - Чарльз Бронсон - Пирс Броснан - Сандра Буллок - Кевин Бэйкон - Дрю Бэрримор |
| Кристен Белл        | 6225 Голливудский б-р            | - Антонио Бандерас - Теда Бара - Анджела Бассетт - Ким Бейсингер - Белоснежка - Аннетт Бенинг - Хэлли Берри - Кейт Бланшетт - Марлон Брандо - Джефф Бриджес - Мэттью Бродерик - Чарльз Бронсон - Пирс Броснан - Сандра Буллок - Кевин Бэйкон - Дрю Бэрримор |
| Тинкер Белл         | 6834 Голливудский б-р            | - Антонио Бандерас - Теда Бара - Анджела Бассетт - Ким Бейсингер - Белоснежка - Аннетт Бенинг - Хэлли Берри - Кейт Бланшетт - Марлон Брандо - Джефф Бриджес - Мэттью Бродерик - Чарльз Бронсон - Пирс Броснан - Сандра Буллок - Кевин Бэйкон - Дрю Бэрримор |
| Мэдж Беллами        | 6517 Голливудский б-р            | - Антонио Бандерас - Теда Бара - Анджела Бассетт - Ким Бейсингер - Белоснежка - Аннетт Бенинг - Хэлли Берри - Кейт Бланшетт - Марлон Брандо - Джефф Бриджес - Мэттью Бродерик - Чарльз Бронсон - Пирс Броснан - Сандра Буллок - Кевин Бэйкон - Дрю Бэрримор |
| Белоснежка          | 6910 Голливудский б-р            | - Антонио Бандерас - Теда Бара - Анджела Бассетт - Ким Бейсингер - Белоснежка - Аннетт Бенинг - Хэлли Берри - Кейт Бланшетт - Марлон Брандо - Джефф Бриджес - Мэттью Бродерик - Чарльз Бронсон - Пирс Броснан - Сандра Буллок - Кевин Бэйкон - Дрю Бэрримор |
| Джон Белуши         | 6355 Голливудский б-р            | - Антонио Бандерас - Теда Бара - Анджела Бассетт - Ким Бейсингер - Белоснежка - Аннетт Бенинг - Хэлли Берри - Кейт Бланшетт - Марлон Брандо - Джефф Бриджес - Мэттью Бродерик - Чарльз Бронсон - Пирс Броснан - Сандра Буллок - Кевин Бэйкон - Дрю Бэрримор |
| Аннетт Бенинг       | 6927 Голливудский б-р            | - Антонио Бандерас - Теда Бара - Анджела Бассетт - Ким Бейсингер - Белоснежка - Аннетт Бенинг - Хэлли Берри - Кейт Бланшетт - Марлон Брандо - Джефф Бриджес - Мэттью Бродерик - Чарльз Бронсон - Пирс Броснан - Сандра Буллок - Кевин Бэйкон - Дрю Бэрримор |
| Белль Беннетт       | 1511 Вайн-стрит                  | - Антонио Бандерас - Теда Бара - Анджела Бассетт - Ким Бейсингер - Белоснежка - Аннетт Бенинг - Хэлли Берри - Кейт Бланшетт - Марлон Брандо - Джефф Бриджес - Мэттью Бродерик - Чарльз Бронсон - Пирс Броснан - Сандра Буллок - Кевин Бэйкон - Дрю Бэрримор |
| Джоан Беннетт       | 6300 Голливудский б-р            | - Антонио Бандерас - Теда Бара - Анджела Бассетт - Ким Бейсингер - Белоснежка - Аннетт Бенинг - Хэлли Берри - Кейт Бланшетт - Марлон Брандо - Джефф Бриджес - Мэттью Бродерик - Чарльз Бронсон - Пирс Броснан - Сандра Буллок - Кевин Бэйкон - Дрю Бэрримор |
| Констанс Беннетт    | 6250 Голливудский б-р            | - Антонио Бандерас - Теда Бара - Анджела Бассетт - Ким Бейсингер - Белоснежка - Аннетт Бенинг - Хэлли Берри - Кейт Бланшетт - Марлон Брандо - Джефф Бриджес - Мэттью Бродерик - Чарльз Бронсон - Пирс Броснан - Сандра Буллок - Кевин Бэйкон - Дрю Бэрримор |
| Джек Бенни          | 6650 Голливудский б-р            | - Антонио Бандерас - Теда Бара - Анджела Бассетт - Ким Бейсингер - Белоснежка - Аннетт Бенинг - Хэлли Берри - Кейт Бланшетт - Марлон Брандо - Джефф Бриджес - Мэттью Бродерик - Чарльз Бронсон - Пирс Броснан - Сандра Буллок - Кевин Бэйкон - Дрю Бэрримор |
| Роберт Бенчли       | 1724 Вайн-стрит                  | - Антонио Бандерас - Теда Бара - Анджела Бассетт - Ким Бейсингер - Белоснежка - Аннетт Бенинг - Хэлли Берри - Кейт Бланшетт - Марлон Брандо - Джефф Бриджес - Мэттью Бродерик - Чарльз Бронсон - Пирс Броснан - Сандра Буллок - Кевин Бэйкон - Дрю Бэрримор |
| Эдгар Берген        | 6766 Голливудский б-р            | - Антонио Бандерас - Теда Бара - Анджела Бассетт - Ким Бейсингер - Белоснежка - Аннетт Бенинг - Хэлли Берри - Кейт Бланшетт - Марлон Брандо - Джефф Бриджес - Мэттью Бродерик - Чарльз Бронсон - Пирс Броснан - Сандра Буллок - Кевин Бэйкон - Дрю Бэрримор |
| Ингрид Бергман      | 6759 Голливудский б-р            | - Антонио Бандерас - Теда Бара - Анджела Бассетт - Ким Бейсингер - Белоснежка - Аннетт Бенинг - Хэлли Берри - Кейт Бланшетт - Марлон Брандо - Джефф Бриджес - Мэттью Бродерик - Чарльз Бронсон - Пирс Броснан - Сандра Буллок - Кевин Бэйкон - Дрю Бэрримор |
| Бернардо Бертолуччи | 6925 Голливудский б-р            | - Антонио Бандерас - Теда Бара - Анджела Бассетт - Ким Бейсингер - Белоснежка - Аннетт Бенинг - Хэлли Берри - Кейт Бланшетт - Марлон Брандо - Джефф Бриджес - Мэттью Бродерик - Чарльз Бронсон - Пирс Броснан - Сандра Буллок - Кевин Бэйкон - Дрю Бэрримор |
| Сара Бернар         | 1751 Вайн-стрит                  | - Антонио Бандерас - Теда Бара - Анджела Бассетт - Ким Бейсингер - Белоснежка - Аннетт Бенинг - Хэлли Берри - Кейт Бланшетт - Марлон Брандо - Джефф Бриджес - Мэттью Бродерик - Чарльз Бронсон - Пирс Броснан - Сандра Буллок - Кевин Бэйкон - Дрю Бэрримор |
| Смайли Бернетт      | 6125 Голливудский б-р            | - Антонио Бандерас - Теда Бара - Анджела Бассетт - Ким Бейсингер - Белоснежка - Аннетт Бенинг - Хэлли Берри - Кейт Бланшетт - Марлон Брандо - Джефф Бриджес - Мэттью Бродерик - Чарльз Бронсон - Пирс Броснан - Сандра Буллок - Кевин Бэйкон - Дрю Бэрримор |
| Боб Бернс           | 1601 Вайн-стрит                  | - Антонио Бандерас - Теда Бара - Анджела Бассетт - Ким Бейсингер - Белоснежка - Аннетт Бенинг - Хэлли Берри - Кейт Бланшетт - Марлон Брандо - Джефф Бриджес - Мэттью Бродерик - Чарльз Бронсон - Пирс Броснан - Сандра Буллок - Кевин Бэйкон - Дрю Бэрримор |
| Ричард Бёртон       | 6336 Голливудский б-р            | - Антонио Бандерас - Теда Бара - Анджела Бассетт - Ким Бейсингер - Белоснежка - Аннетт Бенинг - Хэлли Берри - Кейт Бланшетт - Марлон Брандо - Джефф Бриджес - Мэттью Бродерик - Чарльз Бронсон - Пирс Броснан - Сандра Буллок - Кевин Бэйкон - Дрю Бэрримор |
| Тим Бёртон          | 6600 Голливудский б-р            | - Антонио Бандерас - Теда Бара - Анджела Бассетт - Ким Бейсингер - Белоснежка - Аннетт Бенинг - Хэлли Берри - Кейт Бланшетт - Марлон Брандо - Джефф Бриджес - Мэттью Бродерик - Чарльз Бронсон - Пирс Броснан - Сандра Буллок - Кевин Бэйкон - Дрю Бэрримор |
| Джордж Бёрнс        | 1639 Вайн-стрит                  | - Антонио Бандерас - Теда Бара - Анджела Бассетт - Ким Бейсингер - Белоснежка - Аннетт Бенинг - Хэлли Берри - Кейт Бланшетт - Марлон Брандо - Джефф Бриджес - Мэттью Бродерик - Чарльз Бронсон - Пирс Броснан - Сандра Буллок - Кевин Бэйкон - Дрю Бэрримор |
| Элмер Бернстайн     | 7083 Голливудский б-р            | - Антонио Бандерас - Теда Бара - Анджела Бассетт - Ким Бейсингер - Белоснежка - Аннетт Бенинг - Хэлли Берри - Кейт Бланшетт - Марлон Брандо - Джефф Бриджес - Мэттью Бродерик - Чарльз Бронсон - Пирс Броснан - Сандра Буллок - Кевин Бэйкон - Дрю Бэрримор |
| Хэлли Берри         | 6801 Голливудский б-р            | - Антонио Бандерас - Теда Бара - Анджела Бассетт - Ким Бейсингер - Белоснежка - Аннетт Бенинг - Хэлли Берри - Кейт Бланшетт - Марлон Брандо - Джефф Бриджес - Мэттью Бродерик - Чарльз Бронсон - Пирс Броснан - Сандра Буллок - Кевин Бэйкон - Дрю Бэрримор |
| Джон Берримор       | 6667 Голливудский б-р            | - Антонио Бандерас - Теда Бара - Анджела Бассетт - Ким Бейсингер - Белоснежка - Аннетт Бенинг - Хэлли Берри - Кейт Бланшетт - Марлон Брандо - Джефф Бриджес - Мэттью Бродерик - Чарльз Бронсон - Пирс Броснан - Сандра Буллок - Кевин Бэйкон - Дрю Бэрримор |
| Лайонел Берримор    | 1724 Вайн-стрит                  | - Антонио Бандерас - Теда Бара - Анджела Бассетт - Ким Бейсингер - Белоснежка - Аннетт Бенинг - Хэлли Берри - Кейт Бланшетт - Марлон Брандо - Джефф Бриджес - Мэттью Бродерик - Чарльз Бронсон - Пирс Броснан - Сандра Буллок - Кевин Бэйкон - Дрю Бэрримор |
| Этель Берримор      | 7001 Голливудский б-р            | - Антонио Бандерас - Теда Бара - Анджела Бассетт - Ким Бейсингер - Белоснежка - Аннетт Бенинг - Хэлли Берри - Кейт Бланшетт - Марлон Брандо - Джефф Бриджес - Мэттью Бродерик - Чарльз Бронсон - Пирс Броснан - Сандра Буллок - Кевин Бэйкон - Дрю Бэрримор |
| Эдна Бест           | 6124 Голливудский б-р            | - Антонио Бандерас - Теда Бара - Анджела Бассетт - Ким Бейсингер - Белоснежка - Аннетт Бенинг - Хэлли Берри - Кейт Бланшетт - Марлон Брандо - Джефф Бриджес - Мэттью Бродерик - Чарльз Бронсон - Пирс Броснан - Сандра Буллок - Кевин Бэйкон - Дрю Бэрримор |
| Билли Берк          | 6617 Голливудский б-р            | - Антонио Бандерас - Теда Бара - Анджела Бассетт - Ким Бейсингер - Белоснежка - Аннетт Бенинг - Хэлли Берри - Кейт Бланшетт - Марлон Брандо - Джефф Бриджес - Мэттью Бродерик - Чарльз Бронсон - Пирс Броснан - Сандра Буллок - Кевин Бэйкон - Дрю Бэрримор |
| Чарльз Бикфорд      | 6780 Голливудский б-р            | - Антонио Бандерас - Теда Бара - Анджела Бассетт - Ким Бейсингер - Белоснежка - Аннетт Бенинг - Хэлли Берри - Кейт Бланшетт - Марлон Брандо - Джефф Бриджес - Мэттью Бродерик - Чарльз Бронсон - Пирс Броснан - Сандра Буллок - Кевин Бэйкон - Дрю Бэрримор |
| Констанс Бинней     | 6301 Голливудский б-р            | - Антонио Бандерас - Теда Бара - Анджела Бассетт - Ким Бейсингер - Белоснежка - Аннетт Бенинг - Хэлли Берри - Кейт Бланшетт - Марлон Брандо - Джефф Бриджес - Мэттью Бродерик - Чарльз Бронсон - Пирс Броснан - Сандра Буллок - Кевин Бэйкон - Дрю Бэрримор |
| Уоллес Бири         | 7001 Голливудский б-р            | - Антонио Бандерас - Теда Бара - Анджела Бассетт - Ким Бейсингер - Белоснежка - Аннетт Бенинг - Хэлли Берри - Кейт Бланшетт - Марлон Брандо - Джефф Бриджес - Мэттью Бродерик - Чарльз Бронсон - Пирс Броснан - Сандра Буллок - Кевин Бэйкон - Дрю Бэрримор |
| Бетти Блайт         | 1708 Вайн-стрит                  | - Антонио Бандерас - Теда Бара - Анджела Бассетт - Ким Бейсингер - Белоснежка - Аннетт Бенинг - Хэлли Берри - Кейт Бланшетт - Марлон Брандо - Джефф Бриджес - Мэттью Бродерик - Чарльз Бронсон - Пирс Броснан - Сандра Буллок - Кевин Бэйкон - Дрю Бэрримор |
| Кейт Бланшетт       | 6712 Голливудский б-р            | - Антонио Бандерас - Теда Бара - Анджела Бассетт - Ким Бейсингер - Белоснежка - Аннетт Бенинг - Хэлли Берри - Кейт Бланшетт - Марлон Брандо - Джефф Бриджес - Мэттью Бродерик - Чарльз Бронсон - Пирс Броснан - Сандра Буллок - Кевин Бэйкон - Дрю Бэрримор |
| Энн Блит            | 6733 Голливудский б-р            | - Антонио Бандерас - Теда Бара - Анджела Бассетт - Ким Бейсингер - Белоснежка - Аннетт Бенинг - Хэлли Берри - Кейт Бланшетт - Марлон Брандо - Джефф Бриджес - Мэттью Бродерик - Чарльз Бронсон - Пирс Броснан - Сандра Буллок - Кевин Бэйкон - Дрю Бэрримор |
| Джоан Блонделл      | 6311 Голливудский б-р            | - Антонио Бандерас - Теда Бара - Анджела Бассетт - Ким Бейсингер - Белоснежка - Аннетт Бенинг - Хэлли Берри - Кейт Бланшетт - Марлон Брандо - Джефф Бриджес - Мэттью Бродерик - Чарльз Бронсон - Пирс Броснан - Сандра Буллок - Кевин Бэйкон - Дрю Бэрримор |
| Орландо Блум        | 6927 Голливудский б-р            | - Антонио Бандерас - Теда Бара - Анджела Бассетт - Ким Бейсингер - Белоснежка - Аннетт Бенинг - Хэлли Берри - Кейт Бланшетт - Марлон Брандо - Джефф Бриджес - Мэттью Бродерик - Чарльз Бронсон - Пирс Броснан - Сандра Буллок - Кевин Бэйкон - Дрю Бэрримор |
| Джек Блэк           | 6441 Голливудский б-р            | - Антонио Бандерас - Теда Бара - Анджела Бассетт - Ким Бейсингер - Белоснежка - Аннетт Бенинг - Хэлли Берри - Кейт Бланшетт - Марлон Брандо - Джефф Бриджес - Мэттью Бродерик - Чарльз Бронсон - Пирс Броснан - Сандра Буллок - Кевин Бэйкон - Дрю Бэрримор |
| Сидни Блэкмер       | 1625 Вайн-стрит                  | - Антонио Бандерас - Теда Бара - Анджела Бассетт - Ким Бейсингер - Белоснежка - Аннетт Бенинг - Хэлли Берри - Кейт Бланшетт - Марлон Брандо - Джефф Бриджес - Мэттью Бродерик - Чарльз Бронсон - Пирс Броснан - Сандра Буллок - Кевин Бэйкон - Дрю Бэрримор |
| Карлайл Блэкуелл    | 6340 Голливудский б-р            | - Антонио Бандерас - Теда Бара - Анджела Бассетт - Ким Бейсингер - Белоснежка - Аннетт Бенинг - Хэлли Берри - Кейт Бланшетт - Марлон Брандо - Джефф Бриджес - Мэттью Бродерик - Чарльз Бронсон - Пирс Броснан - Сандра Буллок - Кевин Бэйкон - Дрю Бэрримор |
| Монти Блю           | 6290 Голливудский б-р            | - Антонио Бандерас - Теда Бара - Анджела Бассетт - Ким Бейсингер - Белоснежка - Аннетт Бенинг - Хэлли Берри - Кейт Бланшетт - Марлон Брандо - Джефф Бриджес - Мэттью Бродерик - Чарльз Бронсон - Пирс Броснан - Сандра Буллок - Кевин Бэйкон - Дрю Бэрримор |
| Хамфри Богарт       | 6322 Голливудский б-р            | - Антонио Бандерас - Теда Бара - Анджела Бассетт - Ким Бейсингер - Белоснежка - Аннетт Бенинг - Хэлли Берри - Кейт Бланшетт - Марлон Брандо - Джефф Бриджес - Мэттью Бродерик - Чарльз Бронсон - Пирс Броснан - Сандра Буллок - Кевин Бэйкон - Дрю Бэрримор |
| Уильям Бодайн       | 1777 Вайн-стрит                  | - Антонио Бандерас - Теда Бара - Анджела Бассетт - Ким Бейсингер - Белоснежка - Аннетт Бенинг - Хэлли Берри - Кейт Бланшетт - Марлон Брандо - Джефф Бриджес - Мэттью Бродерик - Чарльз Бронсон - Пирс Броснан - Сандра Буллок - Кевин Бэйкон - Дрю Бэрримор |
| Уильям Бойд         | 1734 Вайн-стрит                  | - Антонио Бандерас - Теда Бара - Анджела Бассетт - Ким Бейсингер - Белоснежка - Аннетт Бенинг - Хэлли Берри - Кейт Бланшетт - Марлон Брандо - Джефф Бриджес - Мэттью Бродерик - Чарльз Бронсон - Пирс Броснан - Сандра Буллок - Кевин Бэйкон - Дрю Бэрримор |
| Мэри Боланд         | 6150 Голливудский б-р            | - Антонио Бандерас - Теда Бара - Анджела Бассетт - Ким Бейсингер - Белоснежка - Аннетт Бенинг - Хэлли Берри - Кейт Бланшетт - Марлон Брандо - Джефф Бриджес - Мэттью Бродерик - Чарльз Бронсон - Пирс Броснан - Сандра Буллок - Кевин Бэйкон - Дрю Бэрримор |
| Рэй Болджер         | 6788 Голливудский б-р            | - Антонио Бандерас - Теда Бара - Анджела Бассетт - Ким Бейсингер - Белоснежка - Аннетт Бенинг - Хэлли Берри - Кейт Бланшетт - Марлон Брандо - Джефф Бриджес - Мэттью Бродерик - Чарльз Бронсон - Пирс Броснан - Сандра Буллок - Кевин Бэйкон - Дрю Бэрримор |
| Ричард Болеславский | 7021 Голливудский б-р            | - Антонио Бандерас - Теда Бара - Анджела Бассетт - Ким Бейсингер - Белоснежка - Аннетт Бенинг - Хэлли Берри - Кейт Бланшетт - Марлон Брандо - Джефф Бриджес - Мэттью Бродерик - Чарльз Бронсон - Пирс Броснан - Сандра Буллок - Кевин Бэйкон - Дрю Бэрримор |
| Люсиль Болл         | 6436 Голливудский б-р            | - Антонио Бандерас - Теда Бара - Анджела Бассетт - Ким Бейсингер - Белоснежка - Аннетт Бенинг - Хэлли Берри - Кейт Бланшетт - Марлон Брандо - Джефф Бриджес - Мэттью Бродерик - Чарльз Бронсон - Пирс Броснан - Сандра Буллок - Кевин Бэйкон - Дрю Бэрримор |
| Эрнест Боргнайн     | 6324 Голливудский б-р            | - Антонио Бандерас - Теда Бара - Анджела Бассетт - Ким Бейсингер - Белоснежка - Аннетт Бенинг - Хэлли Берри - Кейт Бланшетт - Марлон Брандо - Джефф Бриджес - Мэттью Бродерик - Чарльз Бронсон - Пирс Броснан - Сандра Буллок - Кевин Бэйкон - Дрю Бэрримор |
| Бьюла Бонди         | 1718 Вайн-стрит                  | - Антонио Бандерас - Теда Бара - Анджела Бассетт - Ким Бейсингер - Белоснежка - Аннетт Бенинг - Хэлли Берри - Кейт Бланшетт - Марлон Брандо - Джефф Бриджес - Мэттью Бродерик - Чарльз Бронсон - Пирс Броснан - Сандра Буллок - Кевин Бэйкон - Дрю Бэрримор |
| Олив Борден         | 6801 Голливудский б-р            | - Антонио Бандерас - Теда Бара - Анджела Бассетт - Ким Бейсингер - Белоснежка - Аннетт Бенинг - Хэлли Берри - Кейт Бланшетт - Марлон Брандо - Джефф Бриджес - Мэттью Бродерик - Чарльз Бронсон - Пирс Броснан - Сандра Буллок - Кевин Бэйкон - Дрю Бэрримор |
| Элинор Бордман      | 6928 Голливудский б-р            | - Антонио Бандерас - Теда Бара - Анджела Бассетт - Ким Бейсингер - Белоснежка - Аннетт Бенинг - Хэлли Берри - Кейт Бланшетт - Марлон Брандо - Джефф Бриджес - Мэттью Бродерик - Чарльз Бронсон - Пирс Броснан - Сандра Буллок - Кевин Бэйкон - Дрю Бэрримор |
| Фрэнк Борзейги      | 6300 Голливудский б-р            | - Антонио Бандерас - Теда Бара - Анджела Бассетт - Ким Бейсингер - Белоснежка - Аннетт Бенинг - Хэлли Берри - Кейт Бланшетт - Марлон Брандо - Джефф Бриджес - Мэттью Бродерик - Чарльз Бронсон - Пирс Броснан - Сандра Буллок - Кевин Бэйкон - Дрю Бэрримор |
| Хобарт Босворт      | 6522 Голливудский б-р            | - Антонио Бандерас - Теда Бара - Анджела Бассетт - Ким Бейсингер - Белоснежка - Аннетт Бенинг - Хэлли Берри - Кейт Бланшетт - Марлон Брандо - Джефф Бриджес - Мэттью Бродерик - Чарльз Бронсон - Пирс Броснан - Сандра Буллок - Кевин Бэйкон - Дрю Бэрримор |
| Клара Боу           | 1500 Вайн-стрит                  | - Антонио Бандерас - Теда Бара - Анджела Бассетт - Ким Бейсингер - Белоснежка - Аннетт Бенинг - Хэлли Берри - Кейт Бланшетт - Марлон Брандо - Джефф Бриджес - Мэттью Бродерик - Чарльз Бронсон - Пирс Броснан - Сандра Буллок - Кевин Бэйкон - Дрю Бэрримор |
| Джон Боулз          | 6530 Голливудский б-р            | - Антонио Бандерас - Теда Бара - Анджела Бассетт - Ким Бейсингер - Белоснежка - Аннетт Бенинг - Хэлли Берри - Кейт Бланшетт - Марлон Брандо - Джефф Бриджес - Мэттью Бродерик - Чарльз Бронсон - Пирс Броснан - Сандра Буллок - Кевин Бэйкон - Дрю Бэрримор |
| Мэри Брайан         | 1559 Вайн-стрит                  | - Антонио Бандерас - Теда Бара - Анджела Бассетт - Ким Бейсингер - Белоснежка - Аннетт Бенинг - Хэлли Берри - Кейт Бланшетт - Марлон Брандо - Джефф Бриджес - Мэттью Бродерик - Чарльз Бронсон - Пирс Броснан - Сандра Буллок - Кевин Бэйкон - Дрю Бэрримор |
| Фанни Брайс         | 6415 Голливудский б-р            | - Антонио Бандерас - Теда Бара - Анджела Бассетт - Ким Бейсингер - Белоснежка - Аннетт Бенинг - Хэлли Берри - Кейт Бланшетт - Марлон Брандо - Джефф Бриджес - Мэттью Бродерик - Чарльз Бронсон - Пирс Броснан - Сандра Буллок - Кевин Бэйкон - Дрю Бэрримор |
| Марлон Брандо       | 1765 Вайн-стрит                  | - Антонио Бандерас - Теда Бара - Анджела Бассетт - Ким Бейсингер - Белоснежка - Аннетт Бенинг - Хэлли Берри - Кейт Бланшетт - Марлон Брандо - Джефф Бриджес - Мэттью Бродерик - Чарльз Бронсон - Пирс Броснан - Сандра Буллок - Кевин Бэйкон - Дрю Бэрримор |
| Ванесса Браун       | 1621 Вайн-стрит                  | - Антонио Бандерас - Теда Бара - Анджела Бассетт - Ким Бейсингер - Белоснежка - Аннетт Бенинг - Хэлли Берри - Кейт Бланшетт - Марлон Брандо - Джефф Бриджес - Мэттью Бродерик - Чарльз Бронсон - Пирс Броснан - Сандра Буллок - Кевин Бэйкон - Дрю Бэрримор |
| Гарри Джо Браун     | 1700 Вайн-стрит                  | - Антонио Бандерас - Теда Бара - Анджела Бассетт - Ким Бейсингер - Белоснежка - Аннетт Бенинг - Хэлли Берри - Кейт Бланшетт - Марлон Брандо - Джефф Бриджес - Мэттью Бродерик - Чарльз Бронсон - Пирс Броснан - Сандра Буллок - Кевин Бэйкон - Дрю Бэрримор |
| Джо Э. Браун        | 1680 Вайн-стрит                  | - Антонио Бандерас - Теда Бара - Анджела Бассетт - Ким Бейсингер - Белоснежка - Аннетт Бенинг - Хэлли Берри - Кейт Бланшетт - Марлон Брандо - Джефф Бриджес - Мэттью Бродерик - Чарльз Бронсон - Пирс Броснан - Сандра Буллок - Кевин Бэйкон - Дрю Бэрримор |
| Тод Браунинг        | 6225 Голливудский б-р            | - Антонио Бандерас - Теда Бара - Анджела Бассетт - Ким Бейсингер - Белоснежка - Аннетт Бенинг - Хэлли Берри - Кейт Бланшетт - Марлон Брандо - Джефф Бриджес - Мэттью Бродерик - Чарльз Бронсон - Пирс Броснан - Сандра Буллок - Кевин Бэйкон - Дрю Бэрримор |
| Джонни Мак Браун    | 6101 Голливудский б-р            | - Антонио Бандерас - Теда Бара - Анджела Бассетт - Ким Бейсингер - Белоснежка - Аннетт Бенинг - Хэлли Берри - Кейт Бланшетт - Марлон Брандо - Джефф Бриджес - Мэттью Бродерик - Чарльз Бронсон - Пирс Броснан - Сандра Буллок - Кевин Бэйкон - Дрю Бэрримор |
| Кларенс Браун       | 1752 Вайн-стрит                  | - Антонио Бандерас - Теда Бара - Анджела Бассетт - Ким Бейсингер - Белоснежка - Аннетт Бенинг - Хэлли Берри - Кейт Бланшетт - Марлон Брандо - Джефф Бриджес - Мэттью Бродерик - Чарльз Бронсон - Пирс Броснан - Сандра Буллок - Кевин Бэйкон - Дрю Бэрримор |
| Том Браун           | 1648 Вайн-стрит                  | - Антонио Бандерас - Теда Бара - Анджела Бассетт - Ким Бейсингер - Белоснежка - Аннетт Бенинг - Хэлли Берри - Кейт Бланшетт - Марлон Брандо - Джефф Бриджес - Мэттью Бродерик - Чарльз Бронсон - Пирс Броснан - Сандра Буллок - Кевин Бэйкон - Дрю Бэрримор |
| Уолтер Бреннан      | 6501 Голливудский б-р            | - Антонио Бандерас - Теда Бара - Анджела Бассетт - Ким Бейсингер - Белоснежка - Аннетт Бенинг - Хэлли Берри - Кейт Бланшетт - Марлон Брандо - Джефф Бриджес - Мэттью Бродерик - Чарльз Бронсон - Пирс Броснан - Сандра Буллок - Кевин Бэйкон - Дрю Бэрримор |
| Эвелин Брент        | 6548 Голливудский б-р            | - Антонио Бандерас - Теда Бара - Анджела Бассетт - Ким Бейсингер - Белоснежка - Аннетт Бенинг - Хэлли Берри - Кейт Бланшетт - Марлон Брандо - Джефф Бриджес - Мэттью Бродерик - Чарльз Бронсон - Пирс Броснан - Сандра Буллок - Кевин Бэйкон - Дрю Бэрримор |
| Джордж Брент        | 1709 Вайн-стрит                  | - Антонио Бандерас - Теда Бара - Анджела Бассетт - Ким Бейсингер - Белоснежка - Аннетт Бенинг - Хэлли Берри - Кейт Бланшетт - Марлон Брандо - Джефф Бриджес - Мэттью Бродерик - Чарльз Бронсон - Пирс Броснан - Сандра Буллок - Кевин Бэйкон - Дрю Бэрримор |
| Джефф Бриджес       | 7065 Голливудский б-р            | - Антонио Бандерас - Теда Бара - Анджела Бассетт - Ким Бейсингер - Белоснежка - Аннетт Бенинг - Хэлли Берри - Кейт Бланшетт - Марлон Брандо - Джефф Бриджес - Мэттью Бродерик - Чарльз Бронсон - Пирс Броснан - Сандра Буллок - Кевин Бэйкон - Дрю Бэрримор |
| Юл Бриннер          | 6162 Голливудский б-р            | - Антонио Бандерас - Теда Бара - Анджела Бассетт - Ким Бейсингер - Белоснежка - Аннетт Бенинг - Хэлли Берри - Кейт Бланшетт - Марлон Брандо - Джефф Бриджес - Мэттью Бродерик - Чарльз Бронсон - Пирс Броснан - Сандра Буллок - Кевин Бэйкон - Дрю Бэрримор |
| Мэттью Бродерик     | 6801 Голливудский б-р            | - Антонио Бандерас - Теда Бара - Анджела Бассетт - Ким Бейсингер - Белоснежка - Аннетт Бенинг - Хэлли Берри - Кейт Бланшетт - Марлон Брандо - Джефф Бриджес - Мэттью Бродерик - Чарльз Бронсон - Пирс Броснан - Сандра Буллок - Кевин Бэйкон - Дрю Бэрримор |
| Альберт Брокколи    | 6910 Голливудский б-р            | - Антонио Бандерас - Теда Бара - Анджела Бассетт - Ким Бейсингер - Белоснежка - Аннетт Бенинг - Хэлли Берри - Кейт Бланшетт - Марлон Брандо - Джефф Бриджес - Мэттью Бродерик - Чарльз Бронсон - Пирс Броснан - Сандра Буллок - Кевин Бэйкон - Дрю Бэрримор |
| Чарльз Бронсон      | 6901 Голливудский б-р            | - Антонио Бандерас - Теда Бара - Анджела Бассетт - Ким Бейсингер - Белоснежка - Аннетт Бенинг - Хэлли Берри - Кейт Бланшетт - Марлон Брандо - Джефф Бриджес - Мэттью Бродерик - Чарльз Бронсон - Пирс Броснан - Сандра Буллок - Кевин Бэйкон - Дрю Бэрримор |
| Пирс Броснан        | 7021 Голливудский б-р            | - Антонио Бандерас - Теда Бара - Анджела Бассетт - Ким Бейсингер - Белоснежка - Аннетт Бенинг - Хэлли Берри - Кейт Бланшетт - Марлон Брандо - Джефф Бриджес - Мэттью Бродерик - Чарльз Бронсон - Пирс Броснан - Сандра Буллок - Кевин Бэйкон - Дрю Бэрримор |
| Мел Брукс           | 6712 Голливудский б-р            | - Антонио Бандерас - Теда Бара - Анджела Бассетт - Ким Бейсингер - Белоснежка - Аннетт Бенинг - Хэлли Берри - Кейт Бланшетт - Марлон Брандо - Джефф Бриджес - Мэттью Бродерик - Чарльз Бронсон - Пирс Броснан - Сандра Буллок - Кевин Бэйкон - Дрю Бэрримор |
| Ричард Брукс        | 6422 Голливудский б-р            | - Антонио Бандерас - Теда Бара - Анджела Бассетт - Ким Бейсингер - Белоснежка - Аннетт Бенинг - Хэлли Берри - Кейт Бланшетт - Марлон Брандо - Джефф Бриджес - Мэттью Бродерик - Чарльз Бронсон - Пирс Броснан - Сандра Буллок - Кевин Бэйкон - Дрю Бэрримор |
| Джерри Брукхаймер   | 6838 Голливудский б-р            | - Антонио Бандерас - Теда Бара - Анджела Бассетт - Ким Бейсингер - Белоснежка - Аннетт Бенинг - Хэлли Берри - Кейт Бланшетт - Марлон Брандо - Джефф Бриджес - Мэттью Бродерик - Чарльз Бронсон - Пирс Броснан - Сандра Буллок - Кевин Бэйкон - Дрю Бэрримор |
| Рэй Дуглас Брэдбери | 6644 Голливудский б-р            | - Антонио Бандерас - Теда Бара - Анджела Бассетт - Ким Бейсингер - Белоснежка - Аннетт Бенинг - Хэлли Берри - Кейт Бланшетт - Марлон Брандо - Джефф Бриджес - Мэттью Бродерик - Чарльз Бронсон - Пирс Броснан - Сандра Буллок - Кевин Бэйкон - Дрю Бэрримор |
| Элис Брэйди         | 6201 Голливудский б-р            | - Антонио Бандерас - Теда Бара - Анджела Бассетт - Ким Бейсингер - Белоснежка - Аннетт Бенинг - Хэлли Берри - Кейт Бланшетт - Марлон Брандо - Джефф Бриджес - Мэттью Бродерик - Чарльз Бронсон - Пирс Броснан - Сандра Буллок - Кевин Бэйкон - Дрю Бэрримор |
| Шарль Буайе         | 6300 Голливудский б-р            | - Антонио Бандерас - Теда Бара - Анджела Бассетт - Ким Бейсингер - Белоснежка - Аннетт Бенинг - Хэлли Берри - Кейт Бланшетт - Марлон Брандо - Джефф Бриджес - Мэттью Бродерик - Чарльз Бронсон - Пирс Броснан - Сандра Буллок - Кевин Бэйкон - Дрю Бэрримор |
| Сандра Буллок       | 6801 Голливудский б-р            | - Антонио Бандерас - Теда Бара - Анджела Бассетт - Ким Бейсингер - Белоснежка - Аннетт Бенинг - Хэлли Берри - Кейт Бланшетт - Марлон Брандо - Джефф Бриджес - Мэттью Бродерик - Чарльз Бронсон - Пирс Броснан - Сандра Буллок - Кевин Бэйкон - Дрю Бэрримор |
| Ширли Бут           | 6850 Голливудский б-р            | - Антонио Бандерас - Теда Бара - Анджела Бассетт - Ким Бейсингер - Белоснежка - Аннетт Бенинг - Хэлли Берри - Кейт Бланшетт - Марлон Брандо - Джефф Бриджес - Мэттью Бродерик - Чарльз Бронсон - Пирс Броснан - Сандра Буллок - Кевин Бэйкон - Дрю Бэрримор |
| Мэй Буш             | 7021 Голливудский б-р            | - Антонио Бандерас - Теда Бара - Анджела Бассетт - Ким Бейсингер - Белоснежка - Аннетт Бенинг - Хэлли Берри - Кейт Бланшетт - Марлон Брандо - Джефф Бриджес - Мэттью Бродерик - Чарльз Бронсон - Пирс Броснан - Сандра Буллок - Кевин Бэйкон - Дрю Бэрримор |
| Фрэнсис Бушмен      | 1651 Вайн-стрит                  | - Антонио Бандерас - Теда Бара - Анджела Бассетт - Ким Бейсингер - Белоснежка - Аннетт Бенинг - Хэлли Берри - Кейт Бланшетт - Марлон Брандо - Джефф Бриджес - Мэттью Бродерик - Чарльз Бронсон - Пирс Броснан - Сандра Буллок - Кевин Бэйкон - Дрю Бэрримор |
| Кинг Бэггот         | 6312 Голливудский б-р            | - Антонио Бандерас - Теда Бара - Анджела Бассетт - Ким Бейсингер - Белоснежка - Аннетт Бенинг - Хэлли Берри - Кейт Бланшетт - Марлон Брандо - Джефф Бриджес - Мэттью Бродерик - Чарльз Бронсон - Пирс Броснан - Сандра Буллок - Кевин Бэйкон - Дрю Бэрримор |
| Джеймс Бэйкон       | 1637 Вайн-стрит                  | - Антонио Бандерас - Теда Бара - Анджела Бассетт - Ким Бейсингер - Белоснежка - Аннетт Бенинг - Хэлли Берри - Кейт Бланшетт - Марлон Брандо - Джефф Бриджес - Мэттью Бродерик - Чарльз Бронсон - Пирс Броснан - Сандра Буллок - Кевин Бэйкон - Дрю Бэрримор |
| Кевин Бэйкон        | 6356 Голливудский б-р            | - Антонио Бандерас - Теда Бара - Анджела Бассетт - Ким Бейсингер - Белоснежка - Аннетт Бенинг - Хэлли Берри - Кейт Бланшетт - Марлон Брандо - Джефф Бриджес - Мэттью Бродерик - Чарльз Бронсон - Пирс Броснан - Сандра Буллок - Кевин Бэйкон - Дрю Бэрримор |
| Фэй Бэйнтер         | 7021 Голливудский б-р            | - Антонио Бандерас - Теда Бара - Анджела Бассетт - Ким Бейсингер - Белоснежка - Аннетт Бенинг - Хэлли Берри - Кейт Бланшетт - Марлон Брандо - Джефф Бриджес - Мэттью Бродерик - Чарльз Бронсон - Пирс Броснан - Сандра Буллок - Кевин Бэйкон - Дрю Бэрримор |
| Кэти Бэйтс          | 6927 Голливудский б-р            | - Антонио Бандерас - Теда Бара - Анджела Бассетт - Ким Бейсингер - Белоснежка - Аннетт Бенинг - Хэлли Берри - Кейт Бланшетт - Марлон Брандо - Джефф Бриджес - Мэттью Бродерик - Чарльз Бронсон - Пирс Броснан - Сандра Буллок - Кевин Бэйкон - Дрю Бэрримор |
| Лорин Бэколл        | 1724 Вайн-стрит                  | - Антонио Бандерас - Теда Бара - Анджела Бассетт - Ким Бейсингер - Белоснежка - Аннетт Бенинг - Хэлли Берри - Кейт Бланшетт - Марлон Брандо - Джефф Бриджес - Мэттью Бродерик - Чарльз Бронсон - Пирс Броснан - Сандра Буллок - Кевин Бэйкон - Дрю Бэрримор |
| Ллойд Бэкон         | 7011 Голливудский б-р            | - Антонио Бандерас - Теда Бара - Анджела Бассетт - Ким Бейсингер - Белоснежка - Аннетт Бенинг - Хэлли Берри - Кейт Бланшетт - Марлон Брандо - Джефф Бриджес - Мэттью Бродерик - Чарльз Бронсон - Пирс Броснан - Сандра Буллок - Кевин Бэйкон - Дрю Бэрримор |
| Таллула Бэнкхед     | 6141 Голливудский б-р            | - Антонио Бандерас - Теда Бара - Анджела Бассетт - Ким Бейсингер - Белоснежка - Аннетт Бенинг - Хэлли Берри - Кейт Бланшетт - Марлон Брандо - Джефф Бриджес - Мэттью Бродерик - Чарльз Бронсон - Пирс Броснан - Сандра Буллок - Кевин Бэйкон - Дрю Бэрримор |
| Дрю Бэрримор        | 6925 Голливудский б-р            | - Антонио Бандерас - Теда Бара - Анджела Бассетт - Ким Бейсингер - Белоснежка - Аннетт Бенинг - Хэлли Берри - Кейт Бланшетт - Марлон Брандо - Джефф Бриджес - Мэттью Бродерик - Чарльз Бронсон - Пирс Броснан - Сандра Буллок - Кевин Бэйкон - Дрю Бэрримор |
| Бэтмен              | 6764 Голливудский б-р            | - Антонио Бандерас - Теда Бара - Анджела Бассетт - Ким Бейсингер - Белоснежка - Аннетт Бенинг - Хэлли Берри - Кейт Бланшетт - Марлон Брандо - Джефф Бриджес - Мэттью Бродерик - Чарльз Бронсон - Пирс Броснан - Сандра Буллок - Кевин Бэйкон - Дрю Бэрримор |

### В
| Имя, Фамилия      | Адрес (там где находится звезда) | Фотографии некоторых лауреатов                 |
| ----------------- | -------------------------------- | ---------------------------------------------- |
| Джерри Вайнтрауб  | 6931 Голливудский б-р            | - Рудольф Валентино - Джеймс Вудс - Натали Вуд |
| Джек Валенти      | 7000 Голливудский б-р            | - Рудольф Валентино - Джеймс Вудс - Натали Вуд |
| Рудольф Валентино | 6164 Голливудский б-р            | - Рудольф Валентино - Джеймс Вудс - Натали Вуд |
| Лью Вассерман     | 6925 Голливудский б-р            | - Рудольф Валентино - Джеймс Вудс - Натали Вуд |
| Вирджиния Валли   | 6125 Голливудский б-р            | - Рудольф Валентино - Джеймс Вудс - Натали Вуд |
| Аллен Вальзермэн  | 6349 Голливудский б-р            | - Рудольф Валентино - Джеймс Вудс - Натали Вуд |
| Кристоф Вальц     | 6667 Голливудский б-р            | - Рудольф Валентино - Джеймс Вудс - Натали Вуд |
| Лоис Вебер        | 6518 Голливудский б-р            | - Рудольф Валентино - Джеймс Вудс - Натали Вуд |
| Лупе Велес        | 6927 Голливудский б-р            | - Рудольф Валентино - Джеймс Вудс - Натали Вуд |
| Эвелин Венейбл    | 1500 Вайн-стрит                  | - Рудольф Валентино - Джеймс Вудс - Натали Вуд |
| Вера-Эллен        | 7083 Голливудский б-р            | - Рудольф Валентино - Джеймс Вудс - Натали Вуд |
| Бобби Вернон      | 6825 Голливудский б-р            | - Рудольф Валентино - Джеймс Вудс - Натали Вуд |
| Лина Вертмюллер   | 7065 Голливудский б-р            | - Рудольф Валентино - Джеймс Вудс - Натали Вуд |
| Кинг Видор        | 6743 Голливудский б-р            | - Рудольф Валентино - Джеймс Вудс - Натали Вуд |
| Чарльз Видор      | 6676 Голливудский б-р            | - Рудольф Валентино - Джеймс Вудс - Натали Вуд |
| Клер Виндзор      | 7021 Голливудский б-р            | - Рудольф Валентино - Джеймс Вудс - Натали Вуд |
| Мэри Виндзор      | 1549 N. Вайн-стрит               | - Рудольф Валентино - Джеймс Вудс - Натали Вуд |
| Тоби Винг         | 6561 Голливудский б-р            | - Рудольф Валентино - Джеймс Вудс - Натали Вуд |
| Вера Вог          | 1720 Вайн-стрит                  | - Рудольф Валентино - Джеймс Вудс - Натали Вуд |
| Винс Вон          | 6201 Голливудский б-р            | - Рудольф Валентино - Джеймс Вудс - Натали Вуд |
| Роберт Вон        | 6633 Голливудский б-р            | - Рудольф Валентино - Джеймс Вудс - Натали Вуд |
| Анна Мэй Вонг     | 1708 Вайн-стрит                  | - Рудольф Валентино - Джеймс Вудс - Натали Вуд |
| Натали Вуд        | 7000 Голливудский б-р            | - Рудольф Валентино - Джеймс Вудс - Натали Вуд |
| Сэм Вуд           | 6714 Голливудский б-р            | - Рудольф Валентино - Джеймс Вудс - Натали Вуд |
| Джоан Вудворд     | 6801 Голливудский б-р            | - Рудольф Валентино - Джеймс Вудс - Натали Вуд |
| Монти Вулли       | 6542 Голливудский б-р            | - Рудольф Валентино - Джеймс Вудс - Натали Вуд |
| Вуди Вудпекер     | 7000 Голливудский б-р            | - Рудольф Валентино - Джеймс Вудс - Натали Вуд |
| Джеймс Вудс       | 7021 Голливудский б-р            | - Рудольф Валентино - Джеймс Вудс - Натали Вуд |

### Г
| Имя, Фамилия            | Адрес (там где находится звезда) | Фотографии некоторых лауреатов                                                                    |
| ----------------------- | -------------------------------- | ------------------------------------------------------------------------------------------------- |
| Хелен Гаган             | 1708 Вайн-стрит                  | - Грета Гарбо - Джуди Гарленд - Энди Гарсиа - Кларк Гейбл - Годзилла - Вупи Голдберг - Кэри Грант |
| Галь Гадот              | 6840 Голливудский б-р            | - Грета Гарбо - Джуди Гарленд - Энди Гарсиа - Кларк Гейбл - Годзилла - Вупи Голдберг - Кэри Грант |
| Грета Гарбо             | 6901 Голливудский б-р            | - Грета Гарбо - Джуди Гарленд - Энди Гарсиа - Кларк Гейбл - Годзилла - Вупи Голдберг - Кэри Грант |
| Ава Гарднер             | 1560 Вайн-стрит                  | - Грета Гарбо - Джуди Гарленд - Энди Гарсиа - Кларк Гейбл - Годзилла - Вупи Голдберг - Кэри Грант |
| Джуди Гарленд           | 1715 Вайн-стрит                  | - Грета Гарбо - Джуди Гарленд - Энди Гарсиа - Кларк Гейбл - Годзилла - Вупи Голдберг - Кэри Грант |
| Дженнифер Гарнер        | 6920 Голливудский б-р            | - Грета Гарбо - Джуди Гарленд - Энди Гарсиа - Кларк Гейбл - Годзилла - Вупи Голдберг - Кэри Грант |
| Пегги Энн Гарнер        | 6604 Голливудский б-р            | - Грета Гарбо - Джуди Гарленд - Энди Гарсиа - Кларк Гейбл - Годзилла - Вупи Голдберг - Кэри Грант |
| Тэй Гарнетт             | 6556 Голливудский б-р            | - Грета Гарбо - Джуди Гарленд - Энди Гарсиа - Кларк Гейбл - Годзилла - Вупи Голдберг - Кэри Грант |
| Энди Гарсиа             | 7000 Голливудский б-р            | - Грета Гарбо - Джуди Гарленд - Энди Гарсиа - Кларк Гейбл - Годзилла - Вупи Голдберг - Кэри Грант |
| Грир Гарсон             | 1651 Вайн-стрит                  | - Грета Гарбо - Джуди Гарленд - Энди Гарсиа - Кларк Гейбл - Годзилла - Вупи Голдберг - Кэри Грант |
| Джон Гарфилд            | 7065 Голливудский б-р            | - Грета Гарбо - Джуди Гарленд - Энди Гарсиа - Кларк Гейбл - Годзилла - Вупи Голдберг - Кэри Грант |
| Эдмунд Гвенн            | 1755 Вайн-стрит                  | - Грета Гарбо - Джуди Гарленд - Энди Гарсиа - Кларк Гейбл - Годзилла - Вупи Голдберг - Кэри Грант |
| Кларк Гейбл             | 1608 Вайн-стрит                  | - Грета Гарбо - Джуди Гарленд - Энди Гарсиа - Кларк Гейбл - Годзилла - Вупи Голдберг - Кэри Грант |
| Джанет Гейнор           | 6284 Голливудский б-р            | - Грета Гарбо - Джуди Гарленд - Энди Гарсиа - Кларк Гейбл - Годзилла - Вупи Голдберг - Кэри Грант |
| Митци Гейнор            | 6288 Голливудский б-р            | - Грета Гарбо - Джуди Гарленд - Энди Гарсиа - Кларк Гейбл - Годзилла - Вупи Голдберг - Кэри Грант |
| Хут Гибсон              | 1765 Вайн-стрит                  | - Грета Гарбо - Джуди Гарленд - Энди Гарсиа - Кларк Гейбл - Годзилла - Вупи Голдберг - Кэри Грант |
| Билли Гилберт           | 6263 Голливудский б-р            | - Грета Гарбо - Джуди Гарленд - Энди Гарсиа - Кларк Гейбл - Годзилла - Вупи Голдберг - Кэри Грант |
| Джон Гилберт            | 1755 Вайн-стрит                  | - Грета Гарбо - Джуди Гарленд - Энди Гарсиа - Кларк Гейбл - Годзилла - Вупи Голдберг - Кэри Грант |
| Тексас Гинан            | 1765 Вайн-стрит                  | - Грета Гарбо - Джуди Гарленд - Энди Гарсиа - Кларк Гейбл - Годзилла - Вупи Голдберг - Кэри Грант |
| Алек Гиннесс            | 1559 Вайн-стрит                  | - Грета Гарбо - Джуди Гарленд - Энди Гарсиа - Кларк Гейбл - Годзилла - Вупи Голдберг - Кэри Грант |
| Дороти Гиш              | 6385 Голливудский б-р            | - Грета Гарбо - Джуди Гарленд - Энди Гарсиа - Кларк Гейбл - Годзилла - Вупи Голдберг - Кэри Грант |
| Лилиан Гиш              | 1720 Вайн-стрит                  | - Грета Гарбо - Джуди Гарленд - Энди Гарсиа - Кларк Гейбл - Годзилла - Вупи Голдберг - Кэри Грант |
| Луиза Глаум             | 6834 Голливудский б-р            | - Грета Гарбо - Джуди Гарленд - Энди Гарсиа - Кларк Гейбл - Годзилла - Вупи Голдберг - Кэри Грант |
| Джеймс Глисон           | 7038 Голливудский б-р            | - Грета Гарбо - Джуди Гарленд - Энди Гарсиа - Кларк Гейбл - Годзилла - Вупи Голдберг - Кэри Грант |
| Лесли Говард            | 6550 Голливудский б-р            | - Грета Гарбо - Джуди Гарленд - Энди Гарсиа - Кларк Гейбл - Годзилла - Вупи Голдберг - Кэри Грант |
| Полетт Годдар           | 1652 Вайн-стрит                  | - Грета Гарбо - Джуди Гарленд - Энди Гарсиа - Кларк Гейбл - Годзилла - Вупи Голдберг - Кэри Грант |
| Годзилла                | 6925 Голливудский б-р            | - Грета Гарбо - Джуди Гарленд - Энди Гарсиа - Кларк Гейбл - Годзилла - Вупи Голдберг - Кэри Грант |
| Эрнест Голд             | 6434 Голливудский б-р            | - Грета Гарбо - Джуди Гарленд - Энди Гарсиа - Кларк Гейбл - Годзилла - Вупи Голдберг - Кэри Грант |
| Вупи Голдберг           | 6801 Голливудский б-р            | - Грета Гарбо - Джуди Гарленд - Энди Гарсиа - Кларк Гейбл - Годзилла - Вупи Голдберг - Кэри Грант |
| Джефф Голдблюм          | 6656 Голливудский б-р            | - Грета Гарбо - Джуди Гарленд - Энди Гарсиа - Кларк Гейбл - Годзилла - Вупи Голдберг - Кэри Грант |
| Сэмюэл Голдвин          | 1631 Вайн-стрит                  | - Грета Гарбо - Джуди Гарленд - Энди Гарсиа - Кларк Гейбл - Годзилла - Вупи Голдберг - Кэри Грант |
| Педро Гонсалес Гонсалес | 1555 Вайн-стрит                  | - Грета Гарбо - Джуди Гарленд - Энди Гарсиа - Кларк Гейбл - Годзилла - Вупи Голдберг - Кэри Грант |
| Майк Гор                | 6315 Голливудский б-р            | - Грета Гарбо - Джуди Гарленд - Энди Гарсиа - Кларк Гейбл - Годзилла - Вупи Голдберг - Кэри Грант |
| Луис Госсетт (младший)  | 7000 Голливудский б-р            | - Грета Гарбо - Джуди Гарленд - Энди Гарсиа - Кларк Гейбл - Годзилла - Вупи Голдберг - Кэри Грант |
| Кэри Грант              | 1610 Вайн-стрит                  | - Грета Гарбо - Джуди Гарленд - Энди Гарсиа - Кларк Гейбл - Годзилла - Вупи Голдберг - Кэри Грант |
| Сид Грауман             | 6379 Голливудский б-р            | - Грета Гарбо - Джуди Гарленд - Энди Гарсиа - Кларк Гейбл - Годзилла - Вупи Голдберг - Кэри Грант |
| Гильда Грей             | 6620 Голливудский б-р            | - Грета Гарбо - Джуди Гарленд - Энди Гарсиа - Кларк Гейбл - Годзилла - Вупи Голдберг - Кэри Грант |
| Ф. Гэри Грей            | 6426 Голливудский б-р            | - Грета Гарбо - Джуди Гарленд - Энди Гарсиа - Кларк Гейбл - Годзилла - Вупи Голдберг - Кэри Грант |
| Бетти Грейбл            | 6525 Голливудский б-р            | - Грета Гарбо - Джуди Гарленд - Энди Гарсиа - Кларк Гейбл - Годзилла - Вупи Голдберг - Кэри Грант |
| Брайан Грейзер          | 7000 Голливудский б-р            | - Грета Гарбо - Джуди Гарленд - Энди Гарсиа - Кларк Гейбл - Годзилла - Вупи Голдберг - Кэри Грант |
| Альфред Э. Грин         | 6529 Голливудский б-р            | - Грета Гарбо - Джуди Гарленд - Энди Гарсиа - Кларк Гейбл - Годзилла - Вупи Голдберг - Кэри Грант |
| Джонни Грин             | 6925 Голливудский б-р            | - Грета Гарбо - Джуди Гарленд - Энди Гарсиа - Кларк Гейбл - Годзилла - Вупи Голдберг - Кэри Грант |
| Митци Грин              | 6430 Голливудский б-р            | - Грета Гарбо - Джуди Гарленд - Энди Гарсиа - Кларк Гейбл - Годзилла - Вупи Голдберг - Кэри Грант |
| Джейн Грир              | 1634 Вайн-стрит                  | - Грета Гарбо - Джуди Гарленд - Энди Гарсиа - Кларк Гейбл - Годзилла - Вупи Голдберг - Кэри Грант |
| Дэвид Уорк Гриффит      | 6535 Голливудский б-р            | - Грета Гарбо - Джуди Гарленд - Энди Гарсиа - Кларк Гейбл - Годзилла - Вупи Голдберг - Кэри Грант |
| Коринна Гриффит         | 1560 Вайн-стрит                  | - Грета Гарбо - Джуди Гарленд - Энди Гарсиа - Кларк Гейбл - Годзилла - Вупи Голдберг - Кэри Грант |
| Рэймонд Гриффит         | 6124 Голливудский б-р            | - Грета Гарбо - Джуди Гарленд - Энди Гарсиа - Кларк Гейбл - Годзилла - Вупи Голдберг - Кэри Грант |
| Кэтрин Грэйсон          | 1600 Вайн-стрит                  | - Грета Гарбо - Джуди Гарленд - Энди Гарсиа - Кларк Гейбл - Годзилла - Вупи Голдберг - Кэри Грант |
| Глория Грэм             | 6522 Голливудский б-р            | - Грета Гарбо - Джуди Гарленд - Энди Гарсиа - Кларк Гейбл - Годзилла - Вупи Голдберг - Кэри Грант |
| Бонита Грэнвилл         | 6607 Голливудский б-р            | - Грета Гарбо - Джуди Гарленд - Энди Гарсиа - Кларк Гейбл - Годзилла - Вупи Голдберг - Кэри Грант |
| Джетта Гудал            | 6333 Голливудский б-р            | - Грета Гарбо - Джуди Гарленд - Энди Гарсиа - Кларк Гейбл - Годзилла - Вупи Голдберг - Кэри Грант |
| Кьюба Гудинг-младший    | 6834 Голливудский б-р            | - Грета Гарбо - Джуди Гарленд - Энди Гарсиа - Кларк Гейбл - Годзилла - Вупи Голдберг - Кэри Грант |
| Гарри Гудини            | 7001 Голливудский б-р            | - Грета Гарбо - Джуди Гарленд - Энди Гарсиа - Кларк Гейбл - Годзилла - Вупи Голдберг - Кэри Грант |
| Джон Гудмен             | 6767 Голливудский б-р            | - Грета Гарбо - Джуди Гарленд - Энди Гарсиа - Кларк Гейбл - Годзилла - Вупи Голдберг - Кэри Грант |
| Стив Гуттенберг         | 6411 Голливудский б-р            | - Грета Гарбо - Джуди Гарленд - Энди Гарсиа - Кларк Гейбл - Годзилла - Вупи Голдберг - Кэри Грант |

### Д
| Имя, Фамилия              | Адрес (там где находится звезда) | Фотографии некоторых лауреатов |
| ------------------------- | -------------------------------- | --- |
| Билли Дав                 | 6351 Голливудский б-р            | - Мэтт Деймон - Джонни Депп - Сэмюэль Лерой Джексон - Томми Ли Джонс - Камерон Диас - Вин Дизель - Уолт Дисней - Марлен Дитрих - Кирк Дуглас - Бетт Дейвис - Дорис Дэй - Роберт Дюваль |
| В. С. Ван Дайк            | 6141 Голливудский б-р            | - Мэтт Деймон - Джонни Депп - Сэмюэль Лерой Джексон - Томми Ли Джонс - Камерон Диас - Вин Дизель - Уолт Дисней - Марлен Дитрих - Кирк Дуглас - Бетт Дейвис - Дорис Дэй - Роберт Дюваль |
| Дональд Дак               | 6840 Голливудский б-р            | - Мэтт Деймон - Джонни Депп - Сэмюэль Лерой Джексон - Томми Ли Джонс - Камерон Диас - Вин Дизель - Уолт Дисней - Марлен Дитрих - Кирк Дуглас - Бетт Дейвис - Дорис Дэй - Роберт Дюваль |
| Арлин Дал                 | 1624 Вайн-стрит                  | - Мэтт Деймон - Джонни Депп - Сэмюэль Лерой Джексон - Томми Ли Джонс - Камерон Диас - Вин Дизель - Уолт Дисней - Марлен Дитрих - Кирк Дуглас - Бетт Дейвис - Дорис Дэй - Роберт Дюваль |
| Виола Дана                | 6541 Голливудский б-р            | - Мэтт Деймон - Джонни Депп - Сэмюэль Лерой Джексон - Томми Ли Джонс - Камерон Диас - Вин Дизель - Уолт Дисней - Марлен Дитрих - Кирк Дуглас - Бетт Дейвис - Дорис Дэй - Роберт Дюваль |
| Фэй Данауэй               | 7021 Голливудский б-р            | - Мэтт Деймон - Джонни Депп - Сэмюэль Лерой Джексон - Томми Ли Джонс - Камерон Диас - Вин Дизель - Уолт Дисней - Марлен Дитрих - Кирк Дуглас - Бетт Дейвис - Дорис Дэй - Роберт Дюваль |
| Биби Даниелс              | 1716 Вайн-стрит                  | - Мэтт Деймон - Джонни Депп - Сэмюэль Лерой Джексон - Томми Ли Джонс - Камерон Диас - Вин Дизель - Уолт Дисней - Марлен Дитрих - Кирк Дуглас - Бетт Дейвис - Дорис Дэй - Роберт Дюваль |
| Айрин Данн                | 6440 Голливудский б-р            | - Мэтт Деймон - Джонни Депп - Сэмюэль Лерой Джексон - Томми Ли Джонс - Камерон Диас - Вин Дизель - Уолт Дисней - Марлен Дитрих - Кирк Дуглас - Бетт Дейвис - Дорис Дэй - Роберт Дюваль |
| Джеймс Данн               | 6555 Голливудский б-р            | - Мэтт Деймон - Джонни Депп - Сэмюэль Лерой Джексон - Томми Ли Джонс - Камерон Диас - Вин Дизель - Уолт Дисней - Марлен Дитрих - Кирк Дуглас - Бетт Дейвис - Дорис Дэй - Роберт Дюваль |
| Филип Данн                | 6725 Голливудский б-р            | - Мэтт Деймон - Джонни Депп - Сэмюэль Лерой Джексон - Томми Ли Джонс - Камерон Диас - Вин Дизель - Уолт Дисней - Марлен Дитрих - Кирк Дуглас - Бетт Дейвис - Дорис Дэй - Роберт Дюваль |
| Милдред Даннок            | 6613 Голливудский б-р            | - Мэтт Деймон - Джонни Депп - Сэмюэль Лерой Джексон - Томми Ли Джонс - Камерон Диас - Вин Дизель - Уолт Дисней - Марлен Дитрих - Кирк Дуглас - Бетт Дейвис - Дорис Дэй - Роберт Дюваль |
| Кирстен Данст             | 7076 Голливудский б-р            | - Мэтт Деймон - Джонни Депп - Сэмюэль Лерой Джексон - Томми Ли Джонс - Камерон Диас - Вин Дизель - Уолт Дисней - Марлен Дитрих - Кирк Дуглас - Бетт Дейвис - Дорис Дэй - Роберт Дюваль |
| Джейн Дарвелл             | 6735 Голливудский б-р            | - Мэтт Деймон - Джонни Депп - Сэмюэль Лерой Джексон - Томми Ли Джонс - Камерон Диас - Вин Дизель - Уолт Дисней - Марлен Дитрих - Кирк Дуглас - Бетт Дейвис - Дорис Дэй - Роберт Дюваль |
| Линда Дарнелл             | 1631 Вайн-стрит                  | - Мэтт Деймон - Джонни Депп - Сэмюэль Лерой Джексон - Томми Ли Джонс - Камерон Диас - Вин Дизель - Уолт Дисней - Марлен Дитрих - Кирк Дуглас - Бетт Дейвис - Дорис Дэй - Роберт Дюваль |
| Энн Дворак                | 6321 Голливудский б-р            | - Мэтт Деймон - Джонни Депп - Сэмюэль Лерой Джексон - Томми Ли Джонс - Камерон Диас - Вин Дизель - Уолт Дисней - Марлен Дитрих - Кирк Дуглас - Бетт Дейвис - Дорис Дэй - Роберт Дюваль |
| Бетт Дейвис               | 6225 Голливудский б-р            | - Мэтт Деймон - Джонни Депп - Сэмюэль Лерой Джексон - Томми Ли Джонс - Камерон Диас - Вин Дизель - Уолт Дисней - Марлен Дитрих - Кирк Дуглас - Бетт Дейвис - Дорис Дэй - Роберт Дюваль |
| Мэтт Деймон               | 6801 Голливудский б-р            | - Мэтт Деймон - Джонни Депп - Сэмюэль Лерой Джексон - Томми Ли Джонс - Камерон Диас - Вин Дизель - Уолт Дисней - Марлен Дитрих - Кирк Дуглас - Бетт Дейвис - Дорис Дэй - Роберт Дюваль |
| Эллиот Декстер            | 1751 Вайн-стрит                  | - Мэтт Деймон - Джонни Депп - Сэмюэль Лерой Джексон - Томми Ли Джонс - Камерон Диас - Вин Дизель - Уолт Дисней - Марлен Дитрих - Кирк Дуглас - Бетт Дейвис - Дорис Дэй - Роберт Дюваль |
| Дом Делуиз                | 1765 Вайн-стрит                  | - Мэтт Деймон - Джонни Депп - Сэмюэль Лерой Джексон - Томми Ли Джонс - Камерон Диас - Вин Дизель - Уолт Дисней - Марлен Дитрих - Кирк Дуглас - Бетт Дейвис - Дорис Дэй - Роберт Дюваль |
| Уильям Демарест           | 6667 Голливудский б-р            | - Мэтт Деймон - Джонни Депп - Сэмюэль Лерой Джексон - Томми Ли Джонс - Камерон Диас - Вин Дизель - Уолт Дисней - Марлен Дитрих - Кирк Дуглас - Бетт Дейвис - Дорис Дэй - Роберт Дюваль |
| Реджиналд Денни           | 6657 Голливудский б-р            | - Мэтт Деймон - Джонни Депп - Сэмюэль Лерой Джексон - Томми Ли Джонс - Камерон Диас - Вин Дизель - Уолт Дисней - Марлен Дитрих - Кирк Дуглас - Бетт Дейвис - Дорис Дэй - Роберт Дюваль |
| Джонни Депп               | 7018 Голливудский б-р            | - Мэтт Деймон - Джонни Депп - Сэмюэль Лерой Джексон - Томми Ли Джонс - Камерон Диас - Вин Дизель - Уолт Дисней - Марлен Дитрих - Кирк Дуглас - Бетт Дейвис - Дорис Дэй - Роберт Дюваль |
| Эухенио Дербес            | 7013 Голливудский б-р            | - Мэтт Деймон - Джонни Депп - Сэмюэль Лерой Джексон - Томми Ли Джонс - Камерон Диас - Вин Дизель - Уолт Дисней - Марлен Дитрих - Кирк Дуглас - Бетт Дейвис - Дорис Дэй - Роберт Дюваль |
| Брюс Дерн                 | 6270 Голливудский б-р            | - Мэтт Деймон - Джонни Депп - Сэмюэль Лерой Джексон - Томми Ли Джонс - Камерон Диас - Вин Дизель - Уолт Дисней - Марлен Дитрих - Кирк Дуглас - Бетт Дейвис - Дорис Дэй - Роберт Дюваль |
| Лора Дерн                 | 6270 Голливудский б-р            | - Мэтт Деймон - Джонни Депп - Сэмюэль Лерой Джексон - Томми Ли Джонс - Камерон Диас - Вин Дизель - Уолт Дисней - Марлен Дитрих - Кирк Дуглас - Бетт Дейвис - Дорис Дэй - Роберт Дюваль |
| Чарльз Дёрнинг            | 6504 Голливудский б-р            | - Мэтт Деймон - Джонни Депп - Сэмюэль Лерой Джексон - Томми Ли Джонс - Камерон Диас - Вин Дизель - Уолт Дисней - Марлен Дитрих - Кирк Дуглас - Бетт Дейвис - Дорис Дэй - Роберт Дюваль |
| Уиллем Дефо               | 6284 Голливудский б-р            | - Мэтт Деймон - Джонни Депп - Сэмюэль Лерой Джексон - Томми Ли Джонс - Камерон Диас - Вин Дизель - Уолт Дисней - Марлен Дитрих - Кирк Дуглас - Бетт Дейвис - Дорис Дэй - Роберт Дюваль |
| Глория Дехейвен           | 6933 Голливудский б-р            | - Мэтт Деймон - Джонни Депп - Сэмюэль Лерой Джексон - Томми Ли Джонс - Камерон Диас - Вин Дизель - Уолт Дисней - Марлен Дитрих - Кирк Дуглас - Бетт Дейвис - Дорис Дэй - Роберт Дюваль |
| Картер Дехейвен           | 1742 Вайн-стрит                  | - Мэтт Деймон - Джонни Депп - Сэмюэль Лерой Джексон - Томми Ли Джонс - Камерон Диас - Вин Дизель - Уолт Дисней - Марлен Дитрих - Кирк Дуглас - Бетт Дейвис - Дорис Дэй - Роберт Дюваль |
| Джанкарло Джаннини        | 6361 Голливудский б-р            | - Мэтт Деймон - Джонни Депп - Сэмюэль Лерой Джексон - Томми Ли Джонс - Камерон Диас - Вин Дизель - Уолт Дисней - Марлен Дитрих - Кирк Дуглас - Бетт Дейвис - Дорис Дэй - Роберт Дюваль |
| Дин Джаггер               | 1623 Вайн-стрит                  | - Мэтт Деймон - Джонни Депп - Сэмюэль Лерой Джексон - Томми Ли Джонс - Камерон Диас - Вин Дизель - Уолт Дисней - Марлен Дитрих - Кирк Дуглас - Бетт Дейвис - Дорис Дэй - Роберт Дюваль |
| Питер Джексон             | 6801 Голливудский б-р            | - Мэтт Деймон - Джонни Депп - Сэмюэль Лерой Джексон - Томми Ли Джонс - Камерон Диас - Вин Дизель - Уолт Дисней - Марлен Дитрих - Кирк Дуглас - Бетт Дейвис - Дорис Дэй - Роберт Дюваль |
| Сэмюэль Лерой Джексон     | 7018 Голливудский б-р            | - Мэтт Деймон - Джонни Депп - Сэмюэль Лерой Джексон - Томми Ли Джонс - Камерон Диас - Вин Дизель - Уолт Дисней - Марлен Дитрих - Кирк Дуглас - Бетт Дейвис - Дорис Дэй - Роберт Дюваль |
| Элси Дженис               | 6770 Голливудский б-р            | - Мэтт Деймон - Джонни Депп - Сэмюэль Лерой Джексон - Томми Ли Джонс - Камерон Диас - Вин Дизель - Уолт Дисней - Марлен Дитрих - Кирк Дуглас - Бетт Дейвис - Дорис Дэй - Роберт Дюваль |
| Хью Джекман               | 6931 Голливудский б-р            | - Мэтт Деймон - Джонни Депп - Сэмюэль Лерой Джексон - Томми Ли Джонс - Камерон Диас - Вин Дизель - Уолт Дисней - Марлен Дитрих - Кирк Дуглас - Бетт Дейвис - Дорис Дэй - Роберт Дюваль |
| Херб Джеффрис             | 6672 Голливудский б-р            | - Мэтт Деймон - Джонни Депп - Сэмюэль Лерой Джексон - Томми Ли Джонс - Камерон Диас - Вин Дизель - Уолт Дисней - Марлен Дитрих - Кирк Дуглас - Бетт Дейвис - Дорис Дэй - Роберт Дюваль |
| Джордж Джессел            | 1777 Вайн-стрит                  | - Мэтт Деймон - Джонни Депп - Сэмюэль Лерой Джексон - Томми Ли Джонс - Камерон Диас - Вин Дизель - Уолт Дисней - Марлен Дитрих - Кирк Дуглас - Бетт Дейвис - Дорис Дэй - Роберт Дюваль |
| Летрис Джой               | 6517 Голливудский б-р            | - Мэтт Деймон - Джонни Депп - Сэмюэль Лерой Джексон - Томми Ли Джонс - Камерон Диас - Вин Дизель - Уолт Дисней - Марлен Дитрих - Кирк Дуглас - Бетт Дейвис - Дорис Дэй - Роберт Дюваль |
| Эл Джолсон                | 6622 Голливудский б-р            | - Мэтт Деймон - Джонни Депп - Сэмюэль Лерой Джексон - Томми Ли Джонс - Камерон Диас - Вин Дизель - Уолт Дисней - Марлен Дитрих - Кирк Дуглас - Бетт Дейвис - Дорис Дэй - Роберт Дюваль |
| Адела Ст. Джонс           | 6424 Голливудский б-р            | - Мэтт Деймон - Джонни Депп - Сэмюэль Лерой Джексон - Томми Ли Джонс - Камерон Диас - Вин Дизель - Уолт Дисней - Марлен Дитрих - Кирк Дуглас - Бетт Дейвис - Дорис Дэй - Роберт Дюваль |
| Бак Джонс                 | 6834 Голливудский б-р            | - Мэтт Деймон - Джонни Депп - Сэмюэль Лерой Джексон - Томми Ли Джонс - Камерон Диас - Вин Дизель - Уолт Дисней - Марлен Дитрих - Кирк Дуглас - Бетт Дейвис - Дорис Дэй - Роберт Дюваль |
| Дженнифер Джонс           | 6429 Голливудский б-р            | - Мэтт Деймон - Джонни Депп - Сэмюэль Лерой Джексон - Томми Ли Джонс - Камерон Диас - Вин Дизель - Уолт Дисней - Марлен Дитрих - Кирк Дуглас - Бетт Дейвис - Дорис Дэй - Роберт Дюваль |
| Томми Ли Джонс            | 6925 Голливудский б-р            | - Мэтт Деймон - Джонни Депп - Сэмюэль Лерой Джексон - Томми Ли Джонс - Камерон Диас - Вин Дизель - Уолт Дисней - Марлен Дитрих - Кирк Дуглас - Бетт Дейвис - Дорис Дэй - Роберт Дюваль |
| Ширли Джонс               | 1541 Вайн-стрит                  | - Мэтт Деймон - Джонни Депп - Сэмюэль Лерой Джексон - Томми Ли Джонс - Камерон Диас - Вин Дизель - Уолт Дисней - Марлен Дитрих - Кирк Дуглас - Бетт Дейвис - Дорис Дэй - Роберт Дюваль |
| Чак Джонс                 | 7011 Голливудский б-р            | - Мэтт Деймон - Джонни Депп - Сэмюэль Лерой Джексон - Томми Ли Джонс - Камерон Диас - Вин Дизель - Уолт Дисней - Марлен Дитрих - Кирк Дуглас - Бетт Дейвис - Дорис Дэй - Роберт Дюваль |
| Ван Джонсон               | 6600 Голливудский б-р            | - Мэтт Деймон - Джонни Депп - Сэмюэль Лерой Джексон - Томми Ли Джонс - Камерон Диас - Вин Дизель - Уолт Дисней - Марлен Дитрих - Кирк Дуглас - Бетт Дейвис - Дорис Дэй - Роберт Дюваль |
| Бен Джонсон               | 7083 Голливудский б-р            | - Мэтт Деймон - Джонни Депп - Сэмюэль Лерой Джексон - Томми Ли Джонс - Камерон Диас - Вин Дизель - Уолт Дисней - Марлен Дитрих - Кирк Дуглас - Бетт Дейвис - Дорис Дэй - Роберт Дюваль |
| Дуэйн Джонсон             | 6801 Голливудский б-р            | - Мэтт Деймон - Джонни Депп - Сэмюэль Лерой Джексон - Томми Ли Джонс - Камерон Диас - Вин Дизель - Уолт Дисней - Марлен Дитрих - Кирк Дуглас - Бетт Дейвис - Дорис Дэй - Роберт Дюваль |
| Мэджик Джонсон            | 7018 Голливудский б-р            | - Мэтт Деймон - Джонни Депп - Сэмюэль Лерой Джексон - Томми Ли Джонс - Камерон Диас - Вин Дизель - Уолт Дисней - Марлен Дитрих - Кирк Дуглас - Бетт Дейвис - Дорис Дэй - Роберт Дюваль |
| Наннэлли Джонсон          | 6240 Голливудский б-р            | - Мэтт Деймон - Джонни Депп - Сэмюэль Лерой Джексон - Томми Ли Джонс - Камерон Диас - Вин Дизель - Уолт Дисней - Марлен Дитрих - Кирк Дуглас - Бетт Дейвис - Дорис Дэй - Роберт Дюваль |
| Майкл Б. Джордан          | 6201 Голливудский б-р            | - Мэтт Деймон - Джонни Депп - Сэмюэль Лерой Джексон - Томми Ли Джонс - Камерон Диас - Вин Дизель - Уолт Дисней - Марлен Дитрих - Кирк Дуглас - Бетт Дейвис - Дорис Дэй - Роберт Дюваль |
| Виктор Джори              | 6605 Голливудский б-р            | - Мэтт Деймон - Джонни Депп - Сэмюэль Лерой Джексон - Томми Ли Джонс - Камерон Диас - Вин Дизель - Уолт Дисней - Марлен Дитрих - Кирк Дуглас - Бетт Дейвис - Дорис Дэй - Роберт Дюваль |
| Норман Джуисон            | 7000 Голливудский б-р            | - Мэтт Деймон - Джонни Депп - Сэмюэль Лерой Джексон - Томми Ли Джонс - Камерон Диас - Вин Дизель - Уолт Дисней - Марлен Дитрих - Кирк Дуглас - Бетт Дейвис - Дорис Дэй - Роберт Дюваль |
| Изабел Джуэлл             | 1560 Вайн-стрит                  | - Мэтт Деймон - Джонни Депп - Сэмюэль Лерой Джексон - Томми Ли Джонс - Камерон Диас - Вин Дизель - Уолт Дисней - Марлен Дитрих - Кирк Дуглас - Бетт Дейвис - Дорис Дэй - Роберт Дюваль |
| Фрэнсис Ди                | 7080 Голливудский б-р            | - Мэтт Деймон - Джонни Депп - Сэмюэль Лерой Джексон - Томми Ли Джонс - Камерон Диас - Вин Дизель - Уолт Дисней - Марлен Дитрих - Кирк Дуглас - Бетт Дейвис - Дорис Дэй - Роберт Дюваль |
| Камерон Диас              | 6712 Голливудский б-р            | - Мэтт Деймон - Джонни Депп - Сэмюэль Лерой Джексон - Томми Ли Джонс - Камерон Диас - Вин Дизель - Уолт Дисней - Марлен Дитрих - Кирк Дуглас - Бетт Дейвис - Дорис Дэй - Роберт Дюваль |
| Вин Дизель                | 7000 Голливудский б-р            | - Мэтт Деймон - Джонни Депп - Сэмюэль Лерой Джексон - Томми Ли Джонс - Камерон Диас - Вин Дизель - Уолт Дисней - Марлен Дитрих - Кирк Дуглас - Бетт Дейвис - Дорис Дэй - Роберт Дюваль |
| Ричард Дикс               | 1608 Вайн-стрит                  | - Мэтт Деймон - Джонни Депп - Сэмюэль Лерой Джексон - Томми Ли Джонс - Камерон Диас - Вин Дизель - Уолт Дисней - Марлен Дитрих - Кирк Дуглас - Бетт Дейвис - Дорис Дэй - Роберт Дюваль |
| Джеймс Дин                | 1719 Вайн-стрит                  | - Мэтт Деймон - Джонни Депп - Сэмюэль Лерой Джексон - Томми Ли Джонс - Камерон Диас - Вин Дизель - Уолт Дисней - Марлен Дитрих - Кирк Дуглас - Бетт Дейвис - Дорис Дэй - Роберт Дюваль |
| Рой Оливер Дисней         | 6833 Голливудский б-р            | - Мэтт Деймон - Джонни Депп - Сэмюэль Лерой Джексон - Томми Ли Джонс - Камерон Диас - Вин Дизель - Уолт Дисней - Марлен Дитрих - Кирк Дуглас - Бетт Дейвис - Дорис Дэй - Роберт Дюваль |
| Уолт Дисней               | 7021 Голливудский б-р            | - Мэтт Деймон - Джонни Депп - Сэмюэль Лерой Джексон - Томми Ли Джонс - Камерон Диас - Вин Дизель - Уолт Дисней - Марлен Дитрих - Кирк Дуглас - Бетт Дейвис - Дорис Дэй - Роберт Дюваль |
| Уильям Дитерле            | 6901 Голливудский б-р            | - Мэтт Деймон - Джонни Депп - Сэмюэль Лерой Джексон - Томми Ли Джонс - Камерон Диас - Вин Дизель - Уолт Дисней - Марлен Дитрих - Кирк Дуглас - Бетт Дейвис - Дорис Дэй - Роберт Дюваль |
| Марлен Дитрих             | 6400 Голливудский б-р            | - Мэтт Деймон - Джонни Депп - Сэмюэль Лерой Джексон - Томми Ли Джонс - Камерон Диас - Вин Дизель - Уолт Дисней - Марлен Дитрих - Кирк Дуглас - Бетт Дейвис - Дорис Дэй - Роберт Дюваль |
| Эдвард Дмитрик            | 6241 Голливудский б-р            | - Мэтт Деймон - Джонни Депп - Сэмюэль Лерой Джексон - Томми Ли Джонс - Камерон Диас - Вин Дизель - Уолт Дисней - Марлен Дитрих - Кирк Дуглас - Бетт Дейвис - Дорис Дэй - Роберт Дюваль |
| Дороти Далтон             | 1560 Вайн-стрит                  | - Мэтт Деймон - Джонни Депп - Сэмюэль Лерой Джексон - Томми Ли Джонс - Камерон Диас - Вин Дизель - Уолт Дисней - Марлен Дитрих - Кирк Дуглас - Бетт Дейвис - Дорис Дэй - Роберт Дюваль |
| Роберт Донат              | 6420 Голливудский б-р            | - Мэтт Деймон - Джонни Депп - Сэмюэль Лерой Джексон - Томми Ли Джонс - Камерон Диас - Вин Дизель - Уолт Дисней - Марлен Дитрих - Кирк Дуглас - Бетт Дейвис - Дорис Дэй - Роберт Дюваль |
| Ричард Доннер             | 6712 Голливудский б-р            | - Мэтт Деймон - Джонни Депп - Сэмюэль Лерой Джексон - Томми Ли Джонс - Камерон Диас - Вин Дизель - Уолт Дисней - Марлен Дитрих - Кирк Дуглас - Бетт Дейвис - Дорис Дэй - Роберт Дюваль |
| Лорен Шулер Доннер        | 6712 Голливудский б-р            | - Мэтт Деймон - Джонни Депп - Сэмюэль Лерой Джексон - Томми Ли Джонс - Камерон Диас - Вин Дизель - Уолт Дисней - Марлен Дитрих - Кирк Дуглас - Бетт Дейвис - Дорис Дэй - Роберт Дюваль |
| Мами Ван Дорен            | 7057 Голливудский б-р            | - Мэтт Деймон - Джонни Депп - Сэмюэль Лерой Джексон - Томми Ли Джонс - Камерон Диас - Вин Дизель - Уолт Дисней - Марлен Дитрих - Кирк Дуглас - Бетт Дейвис - Дорис Дэй - Роберт Дюваль |
| Мари Доро                 | 1725 Вайн-стрит                  | - Мэтт Деймон - Джонни Депп - Сэмюэль Лерой Джексон - Томми Ли Джонс - Камерон Диас - Вин Дизель - Уолт Дисней - Марлен Дитрих - Кирк Дуглас - Бетт Дейвис - Дорис Дэй - Роберт Дюваль |
| Рэй Долби                 | 6801 Голливудский б-р            | - Мэтт Деймон - Джонни Депп - Сэмюэль Лерой Джексон - Томми Ли Джонс - Камерон Диас - Вин Дизель - Уолт Дисней - Марлен Дитрих - Кирк Дуглас - Бетт Дейвис - Дорис Дэй - Роберт Дюваль |
| Ричард Дрейфус            | 7021 Голливудский б-р            | - Мэтт Деймон - Джонни Депп - Сэмюэль Лерой Джексон - Томми Ли Джонс - Камерон Диас - Вин Дизель - Уолт Дисней - Марлен Дитрих - Кирк Дуглас - Бетт Дейвис - Дорис Дэй - Роберт Дюваль |
| Луиза Дрессер             | 6538 Голливудский б-р            | - Мэтт Деймон - Джонни Депп - Сэмюэль Лерой Джексон - Томми Ли Джонс - Камерон Диас - Вин Дизель - Уолт Дисней - Марлен Дитрих - Кирк Дуглас - Бетт Дейвис - Дорис Дэй - Роберт Дюваль |
| Мари Дресслер             | 1731 Вайн-стрит                  | - Мэтт Деймон - Джонни Депп - Сэмюэль Лерой Джексон - Томми Ли Джонс - Камерон Диас - Вин Дизель - Уолт Дисней - Марлен Дитрих - Кирк Дуглас - Бетт Дейвис - Дорис Дэй - Роберт Дюваль |
| Бобби Дрисколл            | 1560 Вайн-стрит                  | - Мэтт Деймон - Джонни Депп - Сэмюэль Лерой Джексон - Томми Ли Джонс - Камерон Диас - Вин Дизель - Уолт Дисней - Марлен Дитрих - Кирк Дуглас - Бетт Дейвис - Дорис Дэй - Роберт Дюваль |
| Фрэнсис Дрейк             | 6821 Голливудский б-р            | - Мэтт Деймон - Джонни Депп - Сэмюэль Лерой Джексон - Томми Ли Джонс - Камерон Диас - Вин Дизель - Уолт Дисней - Марлен Дитрих - Кирк Дуглас - Бетт Дейвис - Дорис Дэй - Роберт Дюваль |
| Эллен Дрю                 | 6901 Голливудский б-р            | - Мэтт Деймон - Джонни Депп - Сэмюэль Лерой Джексон - Томми Ли Джонс - Камерон Диас - Вин Дизель - Уолт Дисней - Марлен Дитрих - Кирк Дуглас - Бетт Дейвис - Дорис Дэй - Роберт Дюваль |
| Мистер и миссис Сидни Дрю | 6901 Голливудский б-р            | - Мэтт Деймон - Джонни Депп - Сэмюэль Лерой Джексон - Томми Ли Джонс - Камерон Диас - Вин Дизель - Уолт Дисней - Марлен Дитрих - Кирк Дуглас - Бетт Дейвис - Дорис Дэй - Роберт Дюваль |
| Кирк Дуглас               | 6263 Голливудский б-р            | - Мэтт Деймон - Джонни Депп - Сэмюэль Лерой Джексон - Томми Ли Джонс - Камерон Диас - Вин Дизель - Уолт Дисней - Марлен Дитрих - Кирк Дуглас - Бетт Дейвис - Дорис Дэй - Роберт Дюваль |
| Майкл Дуглас              | 6259 Голливудский б-р            | - Мэтт Деймон - Джонни Депп - Сэмюэль Лерой Джексон - Томми Ли Джонс - Камерон Диас - Вин Дизель - Уолт Дисней - Марлен Дитрих - Кирк Дуглас - Бетт Дейвис - Дорис Дэй - Роберт Дюваль |
| Мелвин Дуглас             | 6423 Голливудский б-р            | - Мэтт Деймон - Джонни Депп - Сэмюэль Лерой Джексон - Томми Ли Джонс - Камерон Диас - Вин Дизель - Уолт Дисней - Марлен Дитрих - Кирк Дуглас - Бетт Дейвис - Дорис Дэй - Роберт Дюваль |
| Пол Дуглас                | 1648 Голливудский б-р            | - Мэтт Деймон - Джонни Депп - Сэмюэль Лерой Джексон - Томми Ли Джонс - Камерон Диас - Вин Дизель - Уолт Дисней - Марлен Дитрих - Кирк Дуглас - Бетт Дейвис - Дорис Дэй - Роберт Дюваль |
| Джимми Дуранте            | 1600 Вайн-стрит                  | - Мэтт Деймон - Джонни Депп - Сэмюэль Лерой Джексон - Томми Ли Джонс - Камерон Диас - Вин Дизель - Уолт Дисней - Марлен Дитрих - Кирк Дуглас - Бетт Дейвис - Дорис Дэй - Роберт Дюваль |
| Дина Дурбин               | 1724 Вайн-стрит                  | - Мэтт Деймон - Джонни Депп - Сэмюэль Лерой Джексон - Томми Ли Джонс - Камерон Диас - Вин Дизель - Уолт Дисней - Марлен Дитрих - Кирк Дуглас - Бетт Дейвис - Дорис Дэй - Роберт Дюваль |
| Аллан Дуэн                | 6263 Голливудский б-р            | - Мэтт Деймон - Джонни Депп - Сэмюэль Лерой Джексон - Томми Ли Джонс - Камерон Диас - Вин Дизель - Уолт Дисней - Марлен Дитрих - Кирк Дуглас - Бетт Дейвис - Дорис Дэй - Роберт Дюваль |
| Патти Дьюк                | 7000 Голливудский б-р            | - Мэтт Деймон - Джонни Депп - Сэмюэль Лерой Джексон - Томми Ли Джонс - Камерон Диас - Вин Дизель - Уолт Дисней - Марлен Дитрих - Кирк Дуглас - Бетт Дейвис - Дорис Дэй - Роберт Дюваль |
| Виола Дэвис               | 7013 Голливудский б-р            | - Мэтт Деймон - Джонни Депп - Сэмюэль Лерой Джексон - Томми Ли Джонс - Камерон Диас - Вин Дизель - Уолт Дисней - Марлен Дитрих - Кирк Дуглас - Бетт Дейвис - Дорис Дэй - Роберт Дюваль |
| Джоан Дэвис               | 1521 Вайн-стрит                  | - Мэтт Деймон - Джонни Депп - Сэмюэль Лерой Джексон - Томми Ли Джонс - Камерон Диас - Вин Дизель - Уолт Дисней - Марлен Дитрих - Кирк Дуглас - Бетт Дейвис - Дорис Дэй - Роберт Дюваль |
| Дорис Дэй                 | 6735 Голливудский б-р            | - Мэтт Деймон - Джонни Депп - Сэмюэль Лерой Джексон - Томми Ли Джонс - Камерон Диас - Вин Дизель - Уолт Дисней - Марлен Дитрих - Кирк Дуглас - Бетт Дейвис - Дорис Дэй - Роберт Дюваль |
| Лорейн Дэй                | 6676 Голливудский б-р            | - Мэтт Деймон - Джонни Депп - Сэмюэль Лерой Джексон - Томми Ли Джонс - Камерон Диас - Вин Дизель - Уолт Дисней - Марлен Дитрих - Кирк Дуглас - Бетт Дейвис - Дорис Дэй - Роберт Дюваль |
| Делмер Дэйвс              | 1634 Вайн-стрит                  | - Мэтт Деймон - Джонни Депп - Сэмюэль Лерой Джексон - Томми Ли Джонс - Камерон Диас - Вин Дизель - Уолт Дисней - Марлен Дитрих - Кирк Дуглас - Бетт Дейвис - Дорис Дэй - Роберт Дюваль |
| Мэрион Дэвис              | 6326 Голливудский б-р            | - Мэтт Деймон - Джонни Депп - Сэмюэль Лерой Джексон - Томми Ли Джонс - Камерон Диас - Вин Дизель - Уолт Дисней - Марлен Дитрих - Кирк Дуглас - Бетт Дейвис - Дорис Дэй - Роберт Дюваль |
| Карл Дэйн                 | 6140 Голливудский б-р            | - Мэтт Деймон - Джонни Депп - Сэмюэль Лерой Джексон - Томми Ли Джонс - Камерон Диас - Вин Дизель - Уолт Дисней - Марлен Дитрих - Кирк Дуглас - Бетт Дейвис - Дорис Дэй - Роберт Дюваль |
| Дороти Дэндридж           | 6719 Голливудский б-р            | - Мэтт Деймон - Джонни Депп - Сэмюэль Лерой Джексон - Томми Ли Джонс - Камерон Диас - Вин Дизель - Уолт Дисней - Марлен Дитрих - Кирк Дуглас - Бетт Дейвис - Дорис Дэй - Роберт Дюваль |
| Роберт Дюваль             | 6801 Голливудский б-р            | - Мэтт Деймон - Джонни Депп - Сэмюэль Лерой Джексон - Томми Ли Джонс - Камерон Диас - Вин Дизель - Уолт Дисней - Марлен Дитрих - Кирк Дуглас - Бетт Дейвис - Дорис Дэй - Роберт Дюваль |

### Ж — Й
| Имя, Фамилия       | Адрес (там где находится звезда) | Фотографии некоторых лауреатов    |
| ------------------ | -------------------------------- | --------------------------------- |
| Морис Жарр         | 6505 Голливудский б-р            | - Рене Зеллвегер - Роберт Земекис |
| Дэррил Ф. Занук    | 6336 Голливудский б-р            | - Рене Зеллвегер - Роберт Земекис |
| Ричард Д. Занук    | 6915 Голливудский б-р            | - Рене Зеллвегер - Роберт Земекис |
| Рене Зеллвегер     | 7000 Голливудский б-р            | - Рене Зеллвегер - Роберт Земекис |
| Роберт Земекис     | 6925 Голливудский б-р            | - Рене Зеллвегер - Роберт Земекис |
| Томас Инс          | 6727 Голливудский б-р            | - Рене Зеллвегер - Роберт Земекис |
| Рекс Ингрэм        | 1651 Голливудский б-р            | - Рене Зеллвегер - Роберт Земекис |
| Джордж Истмен      | 1709 Вайн-стрит                  | - Рене Зеллвегер - Роберт Земекис |
| Майкл Йорк         | 6385 Голливудский б-р            | - Рене Зеллвегер - Роберт Земекис |
| Скарлетт Йоханссон | 6931 Голливудский б-р            | - Рене Зеллвегер - Роберт Земекис |

### К
| Имя, Фамилия         | Адрес (там где находится звезда) | Фотографии некоторых лауреатов |
| -------------------- | -------------------------------- | --- |
| Джеймс Каан          | 6648 Голливудский б-р            | - Дэнни Кей - Николас Кейдж - Джейми Ли Кёртис - Тони Кёртис - Николь Кидман - Бен Кингсли - Кевин Клайн - Ина Клер - Гленн Клоуз - Кевин Костнер - Рассел Кроу - Том Круз - Пенелопа Крус - Энтони Куинн - Деннис Куэйд - Джеймс Кэмерон - Кантинфлас |
| Грегори Ла Кава      | 6906 Голливудский б-р            | - Дэнни Кей - Николас Кейдж - Джейми Ли Кёртис - Тони Кёртис - Николь Кидман - Бен Кингсли - Кевин Клайн - Ина Клер - Гленн Клоуз - Кевин Костнер - Рассел Кроу - Том Круз - Пенелопа Крус - Энтони Куинн - Деннис Куэйд - Джеймс Кэмерон - Кантинфлас |
| Элиа Казан           | 6800 Голливудский б-р            | - Дэнни Кей - Николас Кейдж - Джейми Ли Кёртис - Тони Кёртис - Николь Кидман - Бен Кингсли - Кевин Клайн - Ина Клер - Гленн Клоуз - Кевин Костнер - Рассел Кроу - Том Круз - Пенелопа Крус - Энтони Куинн - Деннис Куэйд - Джеймс Кэмерон - Кантинфлас |
| Маколей Калкин       | 6353 Голливудский б-р            | - Дэнни Кей - Николас Кейдж - Джейми Ли Кёртис - Тони Кёртис - Николь Кидман - Бен Кингсли - Кевин Клайн - Ина Клер - Гленн Клоуз - Кевин Костнер - Рассел Кроу - Том Круз - Пенелопа Крус - Энтони Куинн - Деннис Куэйд - Джеймс Кэмерон - Кантинфлас |
| Карина Клименко      | 6157 Голливудский б-р            | - Дэнни Кей - Николас Кейдж - Джейми Ли Кёртис - Тони Кёртис - Николь Кидман - Бен Кингсли - Кевин Клайн - Ина Клер - Гленн Клоуз - Кевин Костнер - Рассел Кроу - Том Круз - Пенелопа Крус - Энтони Куинн - Деннис Куэйд - Джеймс Кэмерон - Кантинфлас |
| Элис Калхун          | 6815 Голливудский б-р            | - Дэнни Кей - Николас Кейдж - Джейми Ли Кёртис - Тони Кёртис - Николь Кидман - Бен Кингсли - Кевин Клайн - Ина Клер - Гленн Клоуз - Кевин Костнер - Рассел Кроу - Том Круз - Пенелопа Крус - Энтони Куинн - Деннис Куэйд - Джеймс Кэмерон - Кантинфлас |
| Бенедикт Камбербэтч  | 6918 Голливудский б-р            | - Дэнни Кей - Николас Кейдж - Джейми Ли Кёртис - Тони Кёртис - Николь Кидман - Бен Кингсли - Кевин Клайн - Ина Клер - Гленн Клоуз - Кевин Костнер - Рассел Кроу - Том Круз - Пенелопа Крус - Энтони Куинн - Деннис Куэйд - Джеймс Кэмерон - Кантинфлас |
| Ирвинг Каммингс      | 6816 Голливудский б-р            | - Дэнни Кей - Николас Кейдж - Джейми Ли Кёртис - Тони Кёртис - Николь Кидман - Бен Кингсли - Кевин Клайн - Ина Клер - Гленн Клоуз - Кевин Костнер - Рассел Кроу - Том Круз - Пенелопа Крус - Энтони Куинн - Деннис Куэйд - Джеймс Кэмерон - Кантинфлас |
| Констанс Каммингс    | 6201 Голливудский б-р            | - Дэнни Кей - Николас Кейдж - Джейми Ли Кёртис - Тони Кёртис - Николь Кидман - Бен Кингсли - Кевин Клайн - Ина Клер - Гленн Клоуз - Кевин Костнер - Рассел Кроу - Том Круз - Пенелопа Крус - Энтони Куинн - Деннис Куэйд - Джеймс Кэмерон - Кантинфлас |
| Роберт Каммингс      | 6816 Голливудский б-р            | - Дэнни Кей - Николас Кейдж - Джейми Ли Кёртис - Тони Кёртис - Николь Кидман - Бен Кингсли - Кевин Клайн - Ина Клер - Гленн Клоуз - Кевин Костнер - Рассел Кроу - Том Круз - Пенелопа Крус - Энтони Куинн - Деннис Куэйд - Джеймс Кэмерон - Кантинфлас |
| Джуди Канова         | 6821 Голливудский б-р            | - Дэнни Кей - Николас Кейдж - Джейми Ли Кёртис - Тони Кёртис - Николь Кидман - Бен Кингсли - Кевин Клайн - Ина Клер - Гленн Клоуз - Кевин Костнер - Рассел Кроу - Том Круз - Пенелопа Крус - Энтони Куинн - Деннис Куэйд - Джеймс Кэмерон - Кантинфлас |
| Кантинфлас           | 6438 Голливудский б-р            | - Дэнни Кей - Николас Кейдж - Джейми Ли Кёртис - Тони Кёртис - Николь Кидман - Бен Кингсли - Кевин Клайн - Ина Клер - Гленн Клоуз - Кевин Костнер - Рассел Кроу - Том Круз - Пенелопа Крус - Энтони Куинн - Деннис Куэйд - Джеймс Кэмерон - Кантинфлас |
| Эдди Кантор          | 6648 Голливудский б-р            | - Дэнни Кей - Николас Кейдж - Джейми Ли Кёртис - Тони Кёртис - Николь Кидман - Бен Кингсли - Кевин Клайн - Ина Клер - Гленн Клоуз - Кевин Костнер - Рассел Кроу - Том Круз - Пенелопа Крус - Энтони Куинн - Деннис Куэйд - Джеймс Кэмерон - Кантинфлас |
| Якима Канутт         | 1500 Вайн-стрит                  | - Дэнни Кей - Николас Кейдж - Джейми Ли Кёртис - Тони Кёртис - Николь Кидман - Бен Кингсли - Кевин Клайн - Ина Клер - Гленн Клоуз - Кевин Костнер - Рассел Кроу - Том Круз - Пенелопа Крус - Энтони Куинн - Деннис Куэйд - Джеймс Кэмерон - Кантинфлас |
| Фрэнк Капра          | 6614 Голливудский б-р            | - Дэнни Кей - Николас Кейдж - Джейми Ли Кёртис - Тони Кёртис - Николь Кидман - Бен Кингсли - Кевин Клайн - Ина Клер - Гленн Клоуз - Кевин Костнер - Рассел Кроу - Том Круз - Пенелопа Крус - Энтони Куинн - Деннис Куэйд - Джеймс Кэмерон - Кантинфлас |
| Китти Карлайл        | 6611 Голливудский б-р            | - Дэнни Кей - Николас Кейдж - Джейми Ли Кёртис - Тони Кёртис - Николь Кидман - Бен Кингсли - Кевин Клайн - Ина Клер - Гленн Клоуз - Кевин Костнер - Рассел Кроу - Том Круз - Пенелопа Крус - Энтони Куинн - Деннис Куэйд - Джеймс Кэмерон - Кантинфлас |
| Мэри Карлайл         | 6679 Голливудский б-р            | - Дэнни Кей - Николас Кейдж - Джейми Ли Кёртис - Тони Кёртис - Николь Кидман - Бен Кингсли - Кевин Клайн - Ина Клер - Гленн Клоуз - Кевин Костнер - Рассел Кроу - Том Круз - Пенелопа Крус - Энтони Куинн - Деннис Куэйд - Джеймс Кэмерон - Кантинфлас |
| Ивонн Де Карло       | 6124 Голливудский б-р            | - Дэнни Кей - Николас Кейдж - Джейми Ли Кёртис - Тони Кёртис - Николь Кидман - Бен Кингсли - Кевин Клайн - Ина Клер - Гленн Клоуз - Кевин Костнер - Рассел Кроу - Том Круз - Пенелопа Крус - Энтони Куинн - Деннис Куэйд - Джеймс Кэмерон - Кантинфлас |
| Борис Карлофф        | 1737 Вайн-стрит                  | - Дэнни Кей - Николас Кейдж - Джейми Ли Кёртис - Тони Кёртис - Николь Кидман - Бен Кингсли - Кевин Клайн - Ина Клер - Гленн Клоуз - Кевин Костнер - Рассел Кроу - Том Круз - Пенелопа Крус - Энтони Куинн - Деннис Куэйд - Джеймс Кэмерон - Кантинфлас |
| Лесли Карон          | 6153 Голливудский б-р            | - Дэнни Кей - Николас Кейдж - Джейми Ли Кёртис - Тони Кёртис - Николь Кидман - Бен Кингсли - Кевин Клайн - Ина Клер - Гленн Клоуз - Кевин Костнер - Рассел Кроу - Том Круз - Пенелопа Крус - Энтони Куинн - Деннис Куэйд - Джеймс Кэмерон - Кантинфлас |
| Стив Карелл          | 6708 Голливудский б-р            | - Дэнни Кей - Николас Кейдж - Джейми Ли Кёртис - Тони Кёртис - Николь Кидман - Бен Кингсли - Кевин Клайн - Ина Клер - Гленн Клоуз - Кевин Костнер - Рассел Кроу - Том Круз - Пенелопа Крус - Энтони Куинн - Деннис Куэйд - Джеймс Кэмерон - Кантинфлас |
| Джон Карпентер       | 7000 Голливудский б-р            | - Дэнни Кей - Николас Кейдж - Джейми Ли Кёртис - Тони Кёртис - Николь Кидман - Бен Кингсли - Кевин Клайн - Ина Клер - Гленн Клоуз - Кевин Костнер - Рассел Кроу - Том Круз - Пенелопа Крус - Энтони Куинн - Деннис Куэйд - Джеймс Кэмерон - Кантинфлас |
| Лео Каррильо         | 1635 Вайн-стрит                  | - Дэнни Кей - Николас Кейдж - Джейми Ли Кёртис - Тони Кёртис - Николь Кидман - Бен Кингсли - Кевин Клайн - Ина Клер - Гленн Клоуз - Кевин Костнер - Рассел Кроу - Том Круз - Пенелопа Крус - Энтони Куинн - Деннис Куэйд - Джеймс Кэмерон - Кантинфлас |
| Рут Э. Картер        | 6800 Голливудский б-р            | - Дэнни Кей - Николас Кейдж - Джейми Ли Кёртис - Тони Кёртис - Николь Кидман - Бен Кингсли - Кевин Клайн - Ина Клер - Гленн Клоуз - Кевин Костнер - Рассел Кроу - Том Круз - Пенелопа Крус - Энтони Куинн - Деннис Куэйд - Джеймс Кэмерон - Кантинфлас |
| Дэнни Кей            | 6563 Голливудский б-р            | - Дэнни Кей - Николас Кейдж - Джейми Ли Кёртис - Тони Кёртис - Николь Кидман - Бен Кингсли - Кевин Клайн - Ина Клер - Гленн Клоуз - Кевин Костнер - Рассел Кроу - Том Круз - Пенелопа Крус - Энтони Куинн - Деннис Куэйд - Джеймс Кэмерон - Кантинфлас |
| Николас Кейдж        | 7021 Голливудский б-р            | - Дэнни Кей - Николас Кейдж - Джейми Ли Кёртис - Тони Кёртис - Николь Кидман - Бен Кингсли - Кевин Клайн - Ина Клер - Гленн Клоуз - Кевин Костнер - Рассел Кроу - Том Круз - Пенелопа Крус - Энтони Куинн - Деннис Куэйд - Джеймс Кэмерон - Кантинфлас |
| Боб Кейн             | 6764 Голливудский б-р            | - Дэнни Кей - Николас Кейдж - Джейми Ли Кёртис - Тони Кёртис - Николь Кидман - Бен Кингсли - Кевин Клайн - Ина Клер - Гленн Клоуз - Кевин Костнер - Рассел Кроу - Том Круз - Пенелопа Крус - Энтони Куинн - Деннис Куэйд - Джеймс Кэмерон - Кантинфлас |
| Гилберт Кэйтс        | 7065 Голливудский б-р            | - Дэнни Кей - Николас Кейдж - Джейми Ли Кёртис - Тони Кёртис - Николь Кидман - Бен Кингсли - Кевин Клайн - Ина Клер - Гленн Клоуз - Кевин Костнер - Рассел Кроу - Том Круз - Пенелопа Крус - Энтони Куинн - Деннис Куэйд - Джеймс Кэмерон - Кантинфлас |
| Аннетт Келлерман     | 6608 Голливудский б-р            | - Дэнни Кей - Николас Кейдж - Джейми Ли Кёртис - Тони Кёртис - Николь Кидман - Бен Кингсли - Кевин Клайн - Ина Клер - Гленн Клоуз - Кевин Костнер - Рассел Кроу - Том Круз - Пенелопа Крус - Энтони Куинн - Деннис Куэйд - Джеймс Кэмерон - Кантинфлас |
| Грейс Келли          | 6329 Голливудский б-р            | - Дэнни Кей - Николас Кейдж - Джейми Ли Кёртис - Тони Кёртис - Николь Кидман - Бен Кингсли - Кевин Клайн - Ина Клер - Гленн Клоуз - Кевин Костнер - Рассел Кроу - Том Круз - Пенелопа Крус - Энтони Куинн - Деннис Куэйд - Джеймс Кэмерон - Кантинфлас |
| Дефорест Келли       | 7021 Голливудский б-р            | - Дэнни Кей - Николас Кейдж - Джейми Ли Кёртис - Тони Кёртис - Николь Кидман - Бен Кингсли - Кевин Клайн - Ина Клер - Гленн Клоуз - Кевин Костнер - Рассел Кроу - Том Круз - Пенелопа Крус - Энтони Куинн - Деннис Куэйд - Джеймс Кэмерон - Кантинфлас |
| Джин Келли           | 6153 Голливудский б-р            | - Дэнни Кей - Николас Кейдж - Джейми Ли Кёртис - Тони Кёртис - Николь Кидман - Бен Кингсли - Кевин Клайн - Ина Клер - Гленн Клоуз - Кевин Костнер - Рассел Кроу - Том Круз - Пенелопа Крус - Энтони Куинн - Деннис Куэйд - Джеймс Кэмерон - Кантинфлас |
| Нэнси Келли          | 7021 Голливудский б-р            | - Дэнни Кей - Николас Кейдж - Джейми Ли Кёртис - Тони Кёртис - Николь Кидман - Бен Кингсли - Кевин Клайн - Ина Клер - Гленн Клоуз - Кевин Костнер - Рассел Кроу - Том Круз - Пенелопа Крус - Энтони Куинн - Деннис Куэйд - Джеймс Кэмерон - Кантинфлас |
| Пэтси Келли          | 6669 Голливудский б-р            | - Дэнни Кей - Николас Кейдж - Джейми Ли Кёртис - Тони Кёртис - Николь Кидман - Бен Кингсли - Кевин Клайн - Ина Клер - Гленн Клоуз - Кевин Костнер - Рассел Кроу - Том Круз - Пенелопа Крус - Энтони Куинн - Деннис Куэйд - Джеймс Кэмерон - Кантинфлас |
| Артур Кеннеди        | 6681 Голливудский б-р            | - Дэнни Кей - Николас Кейдж - Джейми Ли Кёртис - Тони Кёртис - Николь Кидман - Бен Кингсли - Кевин Клайн - Ина Клер - Гленн Клоуз - Кевин Костнер - Рассел Кроу - Том Круз - Пенелопа Крус - Энтони Куинн - Деннис Куэйд - Джеймс Кэмерон - Кантинфлас |
| Джордж Кеннеди       | 6356 Голливудский б-р            | - Дэнни Кей - Николас Кейдж - Джейми Ли Кёртис - Тони Кёртис - Николь Кидман - Бен Кингсли - Кевин Клайн - Ина Клер - Гленн Клоуз - Кевин Костнер - Рассел Кроу - Том Круз - Пенелопа Крус - Энтони Куинн - Деннис Куэйд - Джеймс Кэмерон - Кантинфлас |
| Мадж Кеннеди         | 1600 Вайн-стрит                  | - Дэнни Кей - Николас Кейдж - Джейми Ли Кёртис - Тони Кёртис - Николь Кидман - Бен Кингсли - Кевин Клайн - Ина Клер - Гленн Клоуз - Кевин Костнер - Рассел Кроу - Том Круз - Пенелопа Крус - Энтони Куинн - Деннис Куэйд - Джеймс Кэмерон - Кантинфлас |
| Эдгар Кеннеди        | 6901 Голливудский б-р            | - Дэнни Кей - Николас Кейдж - Джейми Ли Кёртис - Тони Кёртис - Николь Кидман - Бен Кингсли - Кевин Клайн - Ина Клер - Гленн Клоуз - Кевин Костнер - Рассел Кроу - Том Круз - Пенелопа Крус - Энтони Куинн - Деннис Куэйд - Джеймс Кэмерон - Кантинфлас |
| Дебора Керр          | 1709 Вайн-стрит                  | - Дэнни Кей - Николас Кейдж - Джейми Ли Кёртис - Тони Кёртис - Николь Кидман - Бен Кингсли - Кевин Клайн - Ина Клер - Гленн Клоуз - Кевин Костнер - Рассел Кроу - Том Круз - Пенелопа Крус - Энтони Куинн - Деннис Куэйд - Джеймс Кэмерон - Кантинфлас |
| Норман Керри         | 6724 Голливудский б-р            | - Дэнни Кей - Николас Кейдж - Джейми Ли Кёртис - Тони Кёртис - Николь Кидман - Бен Кингсли - Кевин Клайн - Ина Клер - Гленн Клоуз - Кевин Костнер - Рассел Кроу - Том Круз - Пенелопа Крус - Энтони Куинн - Деннис Куэйд - Джеймс Кэмерон - Кантинфлас |
| Дж. М. Кэрриган      | 6621 Голливудский б-р            | - Дэнни Кей - Николас Кейдж - Джейми Ли Кёртис - Тони Кёртис - Николь Кидман - Бен Кингсли - Кевин Клайн - Ина Клер - Гленн Клоуз - Кевин Костнер - Рассел Кроу - Том Круз - Пенелопа Крус - Энтони Куинн - Деннис Куэйд - Джеймс Кэмерон - Кантинфлас |
| Алан Кертис          | 7021 Голливудский б-р            | - Дэнни Кей - Николас Кейдж - Джейми Ли Кёртис - Тони Кёртис - Николь Кидман - Бен Кингсли - Кевин Клайн - Ина Клер - Гленн Клоуз - Кевин Костнер - Рассел Кроу - Том Круз - Пенелопа Крус - Энтони Куинн - Деннис Куэйд - Джеймс Кэмерон - Кантинфлас |
| Джейми Ли Кёртис     | 6600 Голливудский б-р            | - Дэнни Кей - Николас Кейдж - Джейми Ли Кёртис - Тони Кёртис - Николь Кидман - Бен Кингсли - Кевин Клайн - Ина Клер - Гленн Клоуз - Кевин Костнер - Рассел Кроу - Том Круз - Пенелопа Крус - Энтони Куинн - Деннис Куэйд - Джеймс Кэмерон - Кантинфлас |
| Майкл Кёртис         | 6640 Голливудский б-р            | - Дэнни Кей - Николас Кейдж - Джейми Ли Кёртис - Тони Кёртис - Николь Кидман - Бен Кингсли - Кевин Клайн - Ина Клер - Гленн Клоуз - Кевин Костнер - Рассел Кроу - Том Круз - Пенелопа Крус - Энтони Куинн - Деннис Куэйд - Джеймс Кэмерон - Кантинфлас |
| Тони Кёртис          | 6817 Голливудский б-р            | - Дэнни Кей - Николас Кейдж - Джейми Ли Кёртис - Тони Кёртис - Николь Кидман - Бен Кингсли - Кевин Клайн - Ина Клер - Гленн Клоуз - Кевин Костнер - Рассел Кроу - Том Круз - Пенелопа Крус - Энтони Куинн - Деннис Куэйд - Джеймс Кэмерон - Кантинфлас |
| Николь Кидман        | 6801 Голливудский б-р            | - Дэнни Кей - Николас Кейдж - Джейми Ли Кёртис - Тони Кёртис - Николь Кидман - Бен Кингсли - Кевин Клайн - Ина Клер - Гленн Клоуз - Кевин Костнер - Рассел Кроу - Том Круз - Пенелопа Крус - Энтони Куинн - Деннис Куэйд - Джеймс Кэмерон - Кантинфлас |
| Ховард Кил           | 6253 Голливудский б-р            | - Дэнни Кей - Николас Кейдж - Джейми Ли Кёртис - Тони Кёртис - Николь Кидман - Бен Кингсли - Кевин Клайн - Ина Клер - Гленн Клоуз - Кевин Костнер - Рассел Кроу - Том Круз - Пенелопа Крус - Энтони Куинн - Деннис Куэйд - Джеймс Кэмерон - Кантинфлас |
| Руби Килер           | 6730 Голливудский б-р            | - Дэнни Кей - Николас Кейдж - Джейми Ли Кёртис - Тони Кёртис - Николь Кидман - Бен Кингсли - Кевин Клайн - Ина Клер - Гленн Клоуз - Кевин Костнер - Рассел Кроу - Том Круз - Пенелопа Крус - Энтони Куинн - Деннис Куэйд - Джеймс Кэмерон - Кантинфлас |
| Бен Кингсли          | 6931 Голливудский б-р            | - Дэнни Кей - Николас Кейдж - Джейми Ли Кёртис - Тони Кёртис - Николь Кидман - Бен Кингсли - Кевин Клайн - Ина Клер - Гленн Клоуз - Кевин Костнер - Рассел Кроу - Том Круз - Пенелопа Крус - Энтони Куинн - Деннис Куэйд - Джеймс Кэмерон - Кантинфлас |
| Генри Кинг           | 6327 Голливудский б-р            | - Дэнни Кей - Николас Кейдж - Джейми Ли Кёртис - Тони Кёртис - Николь Кидман - Бен Кингсли - Кевин Клайн - Ина Клер - Гленн Клоуз - Кевин Костнер - Рассел Кроу - Том Круз - Пенелопа Крус - Энтони Куинн - Деннис Куэйд - Джеймс Кэмерон - Кантинфлас |
| Бастер Китон         | 6619 Голливудский б-р            | - Дэнни Кей - Николас Кейдж - Джейми Ли Кёртис - Тони Кёртис - Николь Кидман - Бен Кингсли - Кевин Клайн - Ина Клер - Гленн Клоуз - Кевин Костнер - Рассел Кроу - Том Круз - Пенелопа Крус - Энтони Куинн - Деннис Куэйд - Джеймс Кэмерон - Кантинфлас |
| Майкл Китон          | 6931 Голливудский б-р            | - Дэнни Кей - Николас Кейдж - Джейми Ли Кёртис - Тони Кёртис - Николь Кидман - Бен Кингсли - Кевин Клайн - Ина Клер - Гленн Клоуз - Кевин Костнер - Рассел Кроу - Том Круз - Пенелопа Крус - Энтони Куинн - Деннис Куэйд - Джеймс Кэмерон - Кантинфлас |
| Энди Клайд           | 6758 Голливудский б-р            | - Дэнни Кей - Николас Кейдж - Джейми Ли Кёртис - Тони Кёртис - Николь Кидман - Бен Кингсли - Кевин Клайн - Ина Клер - Гленн Клоуз - Кевин Костнер - Рассел Кроу - Том Круз - Пенелопа Крус - Энтони Куинн - Деннис Куэйд - Джеймс Кэмерон - Кантинфлас |
| Кевин Клайн          | 7000 Голливудский б-р            | - Дэнни Кей - Николас Кейдж - Джейми Ли Кёртис - Тони Кёртис - Николь Кидман - Бен Кингсли - Кевин Клайн - Ина Клер - Гленн Клоуз - Кевин Костнер - Рассел Кроу - Том Круз - Пенелопа Крус - Энтони Куинн - Деннис Куэйд - Джеймс Кэмерон - Кантинфлас |
| Маргарит Кларк       | 6300 Вайн-стрит                  | - Дэнни Кей - Николас Кейдж - Джейми Ли Кёртис - Тони Кёртис - Николь Кидман - Бен Кингсли - Кевин Клайн - Ина Клер - Гленн Клоуз - Кевин Костнер - Рассел Кроу - Том Круз - Пенелопа Крус - Энтони Куинн - Деннис Куэйд - Джеймс Кэмерон - Кантинфлас |
| Этель Клейтон        | 6936 Голливудский б-р            | - Дэнни Кей - Николас Кейдж - Джейми Ли Кёртис - Тони Кёртис - Николь Кидман - Бен Кингсли - Кевин Клайн - Ина Клер - Гленн Клоуз - Кевин Костнер - Рассел Кроу - Том Круз - Пенелопа Крус - Энтони Куинн - Деннис Куэйд - Джеймс Кэмерон - Кантинфлас |
| Ина Клер             | 6150 Голливудский б-р            | - Дэнни Кей - Николас Кейдж - Джейми Ли Кёртис - Тони Кёртис - Николь Кидман - Бен Кингсли - Кевин Клайн - Ина Клер - Гленн Клоуз - Кевин Костнер - Рассел Кроу - Том Круз - Пенелопа Крус - Энтони Куинн - Деннис Куэйд - Джеймс Кэмерон - Кантинфлас |
| Монтгомери Клифт     | 6100 Голливудский б-р            | - Дэнни Кей - Николас Кейдж - Джейми Ли Кёртис - Тони Кёртис - Николь Кидман - Бен Кингсли - Кевин Клайн - Ина Клер - Гленн Клоуз - Кевин Костнер - Рассел Кроу - Том Круз - Пенелопа Крус - Энтони Куинн - Деннис Куэйд - Джеймс Кэмерон - Кантинфлас |
| Гленн Клоуз          | 7000 Голливудский б-р            | - Дэнни Кей - Николас Кейдж - Джейми Ли Кёртис - Тони Кёртис - Николь Кидман - Бен Кингсли - Кевин Клайн - Ина Клер - Гленн Клоуз - Кевин Костнер - Рассел Кроу - Том Круз - Пенелопа Крус - Энтони Куинн - Деннис Куэйд - Джеймс Кэмерон - Кантинфлас |
| Джеймс Коберн        | 7055 Голливудский б-р            | - Дэнни Кей - Николас Кейдж - Джейми Ли Кёртис - Тони Кёртис - Николь Кидман - Бен Кингсли - Кевин Клайн - Ина Клер - Гленн Клоуз - Кевин Костнер - Рассел Кроу - Том Круз - Пенелопа Крус - Энтони Куинн - Деннис Куэйд - Джеймс Кэмерон - Кантинфлас |
| Чарльз Коберн        | 6268 Голливудский б-р            | - Дэнни Кей - Николас Кейдж - Джейми Ли Кёртис - Тони Кёртис - Николь Кидман - Бен Кингсли - Кевин Клайн - Ина Клер - Гленн Клоуз - Кевин Костнер - Рассел Кроу - Том Круз - Пенелопа Крус - Энтони Куинн - Деннис Куэйд - Джеймс Кэмерон - Кантинфлас |
| Теодор Козлофф       | 1617 Вайн-стрит                  | - Дэнни Кей - Николас Кейдж - Джейми Ли Кёртис - Тони Кёртис - Николь Кидман - Бен Кингсли - Кевин Клайн - Ина Клер - Гленн Клоуз - Кевин Костнер - Рассел Кроу - Том Круз - Пенелопа Крус - Энтони Куинн - Деннис Куэйд - Джеймс Кэмерон - Кантинфлас |
| Стив Кокран          | 1750 Голливудский б-р            | - Дэнни Кей - Николас Кейдж - Джейми Ли Кёртис - Тони Кёртис - Николь Кидман - Бен Кингсли - Кевин Клайн - Ина Клер - Гленн Клоуз - Кевин Костнер - Рассел Кроу - Том Круз - Пенелопа Крус - Энтони Куинн - Деннис Куэйд - Джеймс Кэмерон - Кантинфлас |
| Клодетт Кольбер      | 6812 Голливудский б-р            | - Дэнни Кей - Николас Кейдж - Джейми Ли Кёртис - Тони Кёртис - Николь Кидман - Бен Кингсли - Кевин Клайн - Ина Клер - Гленн Клоуз - Кевин Костнер - Рассел Кроу - Том Круз - Пенелопа Крус - Энтони Куинн - Деннис Куэйд - Джеймс Кэмерон - Кантинфлас |
| Рональд Колман       | 6801 Голливудский б-р            | - Дэнни Кей - Николас Кейдж - Джейми Ли Кёртис - Тони Кёртис - Николь Кидман - Бен Кингсли - Кевин Клайн - Ина Клер - Гленн Клоуз - Кевин Костнер - Рассел Кроу - Том Круз - Пенелопа Крус - Энтони Куинн - Деннис Куэйд - Джеймс Кэмерон - Кантинфлас |
| Уильям Колье         | 6340 Голливудский б-р            | - Дэнни Кей - Николас Кейдж - Джейми Ли Кёртис - Тони Кёртис - Николь Кидман - Бен Кингсли - Кевин Клайн - Ина Клер - Гленн Клоуз - Кевин Костнер - Рассел Кроу - Том Круз - Пенелопа Крус - Энтони Куинн - Деннис Куэйд - Джеймс Кэмерон - Кантинфлас |
| Констанс Колльер     | 6231 Голливудский б-р            | - Дэнни Кей - Николас Кейдж - Джейми Ли Кёртис - Тони Кёртис - Николь Кидман - Бен Кингсли - Кевин Клайн - Ина Клер - Гленн Клоуз - Кевин Костнер - Рассел Кроу - Том Круз - Пенелопа Крус - Энтони Куинн - Деннис Куэйд - Джеймс Кэмерон - Кантинфлас |
| Бетти Компсон        | 1751 Вайн-стрит                  | - Дэнни Кей - Николас Кейдж - Джейми Ли Кёртис - Тони Кёртис - Николь Кидман - Бен Кингсли - Кевин Клайн - Ина Клер - Гленн Клоуз - Кевин Костнер - Рассел Кроу - Том Круз - Пенелопа Крус - Энтони Куинн - Деннис Куэйд - Джеймс Кэмерон - Кантинфлас |
| Честер Конклин       | 1560 Вайн-стрит                  | - Дэнни Кей - Николас Кейдж - Джейми Ли Кёртис - Тони Кёртис - Николь Кидман - Бен Кингсли - Кевин Клайн - Ина Клер - Гленн Клоуз - Кевин Костнер - Рассел Кроу - Том Круз - Пенелопа Крус - Энтони Куинн - Деннис Куэйд - Джеймс Кэмерон - Кантинфлас |
| Хейни Конклин        | 1776 Вайн-стрит                  | - Дэнни Кей - Николас Кейдж - Джейми Ли Кёртис - Тони Кёртис - Николь Кидман - Бен Кингсли - Кевин Клайн - Ина Клер - Гленн Клоуз - Кевин Костнер - Рассел Кроу - Том Круз - Пенелопа Крус - Энтони Куинн - Деннис Куэйд - Джеймс Кэмерон - Кантинфлас |
| Билл Конти           | 6541 Голливудский б-р            | - Дэнни Кей - Николас Кейдж - Джейми Ли Кёртис - Тони Кёртис - Николь Кидман - Бен Кингсли - Кевин Клайн - Ина Клер - Гленн Клоуз - Кевин Костнер - Рассел Кроу - Том Круз - Пенелопа Крус - Энтони Куинн - Деннис Куэйд - Джеймс Кэмерон - Кантинфлас |
| Джек Конуэй          | 1500 Вайн-стрит                  | - Дэнни Кей - Николас Кейдж - Джейми Ли Кёртис - Тони Кёртис - Николь Кидман - Бен Кингсли - Кевин Клайн - Ина Клер - Гленн Клоуз - Кевин Костнер - Рассел Кроу - Том Круз - Пенелопа Крус - Энтони Куинн - Деннис Куэйд - Джеймс Кэмерон - Кантинфлас |
| Артур Кон            | 7000 Голливудский б-р            | - Дэнни Кей - Николас Кейдж - Джейми Ли Кёртис - Тони Кёртис - Николь Кидман - Бен Кингсли - Кевин Клайн - Ина Клер - Гленн Клоуз - Кевин Костнер - Рассел Кроу - Том Круз - Пенелопа Крус - Энтони Куинн - Деннис Куэйд - Джеймс Кэмерон - Кантинфлас |
| Фрэнсис Форд Коппола | 6667 Голливудский б-р            | - Дэнни Кей - Николас Кейдж - Джейми Ли Кёртис - Тони Кёртис - Николь Кидман - Бен Кингсли - Кевин Клайн - Ина Клер - Гленн Клоуз - Кевин Костнер - Рассел Кроу - Том Круз - Пенелопа Крус - Энтони Куинн - Деннис Куэйд - Джеймс Кэмерон - Кантинфлас |
| Роджер Корман        | 7013 Голливудский б-р            | - Дэнни Кей - Николас Кейдж - Джейми Ли Кёртис - Тони Кёртис - Николь Кидман - Бен Кингсли - Кевин Клайн - Ина Клер - Гленн Клоуз - Кевин Костнер - Рассел Кроу - Том Круз - Пенелопа Крус - Энтони Куинн - Деннис Куэйд - Джеймс Кэмерон - Кантинфлас |
| Рикардо Кортез       | 1500 Вайн-стрит                  | - Дэнни Кей - Николас Кейдж - Джейми Ли Кёртис - Тони Кёртис - Николь Кидман - Бен Кингсли - Кевин Клайн - Ина Клер - Гленн Клоуз - Кевин Костнер - Рассел Кроу - Том Круз - Пенелопа Крус - Энтони Куинн - Деннис Куэйд - Джеймс Кэмерон - Кантинфлас |
| Долорес Костелло     | 1645 Вайн-стрит                  | - Дэнни Кей - Николас Кейдж - Джейми Ли Кёртис - Тони Кёртис - Николь Кидман - Бен Кингсли - Кевин Клайн - Ина Клер - Гленн Клоуз - Кевин Костнер - Рассел Кроу - Том Круз - Пенелопа Крус - Энтони Куинн - Деннис Куэйд - Джеймс Кэмерон - Кантинфлас |
| Лу Костелло          | 6438 Голливудский б-р            | - Дэнни Кей - Николас Кейдж - Джейми Ли Кёртис - Тони Кёртис - Николь Кидман - Бен Кингсли - Кевин Клайн - Ина Клер - Гленн Клоуз - Кевин Костнер - Рассел Кроу - Том Круз - Пенелопа Крус - Энтони Куинн - Деннис Куэйд - Джеймс Кэмерон - Кантинфлас |
| Морис Костелло       | 6515 Голливудский б-р            | - Дэнни Кей - Николас Кейдж - Джейми Ли Кёртис - Тони Кёртис - Николь Кидман - Бен Кингсли - Кевин Клайн - Ина Клер - Гленн Клоуз - Кевин Костнер - Рассел Кроу - Том Круз - Пенелопа Крус - Энтони Куинн - Деннис Куэйд - Джеймс Кэмерон - Кантинфлас |
| Хелен Костелло       | 1500 Вайн-стрит                  | - Дэнни Кей - Николас Кейдж - Джейми Ли Кёртис - Тони Кёртис - Николь Кидман - Бен Кингсли - Кевин Клайн - Ина Клер - Гленн Клоуз - Кевин Костнер - Рассел Кроу - Том Круз - Пенелопа Крус - Энтони Куинн - Деннис Куэйд - Джеймс Кэмерон - Кантинфлас |
| Генри Костер         | 6762 Голливудский б-р            | - Дэнни Кей - Николас Кейдж - Джейми Ли Кёртис - Тони Кёртис - Николь Кидман - Бен Кингсли - Кевин Клайн - Ина Клер - Гленн Клоуз - Кевин Костнер - Рассел Кроу - Том Круз - Пенелопа Крус - Энтони Куинн - Деннис Куэйд - Джеймс Кэмерон - Кантинфлас |
| Кевин Костнер        | 6801 Голливудский б-р            | - Дэнни Кей - Николас Кейдж - Джейми Ли Кёртис - Тони Кёртис - Николь Кидман - Бен Кингсли - Кевин Клайн - Ина Клер - Гленн Клоуз - Кевин Костнер - Рассел Кроу - Том Круз - Пенелопа Крус - Энтони Куинн - Деннис Куэйд - Джеймс Кэмерон - Кантинфлас |
| Джозеф Коттен        | 6382 Голливудский б-р            | - Дэнни Кей - Николас Кейдж - Джейми Ли Кёртис - Тони Кёртис - Николь Кидман - Бен Кингсли - Кевин Клайн - Ина Клер - Гленн Клоуз - Кевин Костнер - Рассел Кроу - Том Круз - Пенелопа Крус - Энтони Куинн - Деннис Куэйд - Джеймс Кэмерон - Кантинфлас |
| Джордж М. Кохан      | 6734 Голливудский б-р            | - Дэнни Кей - Николас Кейдж - Джейми Ли Кёртис - Тони Кёртис - Николь Кидман - Бен Кингсли - Кевин Клайн - Ина Клер - Гленн Клоуз - Кевин Костнер - Рассел Кроу - Том Круз - Пенелопа Крус - Энтони Куинн - Деннис Куэйд - Джеймс Кэмерон - Кантинфлас |
| Стэнли Крамер        | 6100 Голливудский б-р            | - Дэнни Кей - Николас Кейдж - Джейми Ли Кёртис - Тони Кёртис - Николь Кидман - Бен Кингсли - Кевин Клайн - Ина Клер - Гленн Клоуз - Кевин Костнер - Рассел Кроу - Том Круз - Пенелопа Крус - Энтони Куинн - Деннис Куэйд - Джеймс Кэмерон - Кантинфлас |
| Лэйрд Крегар         | 1716 Вайн-стрит                  | - Дэнни Кей - Николас Кейдж - Джейми Ли Кёртис - Тони Кёртис - Николь Кидман - Бен Кингсли - Кевин Клайн - Ина Клер - Гленн Клоуз - Кевин Костнер - Рассел Кроу - Том Круз - Пенелопа Крус - Энтони Куинн - Деннис Куэйд - Джеймс Кэмерон - Кантинфлас |
| Дэниел Крейг         | 7007 Голливудский б-р            | - Дэнни Кей - Николас Кейдж - Джейми Ли Кёртис - Тони Кёртис - Николь Кидман - Бен Кингсли - Кевин Клайн - Ина Клер - Гленн Клоуз - Кевин Костнер - Рассел Кроу - Том Круз - Пенелопа Крус - Энтони Куинн - Деннис Куэйд - Джеймс Кэмерон - Кантинфлас |
| Ричард Кренна        | 6714 Голливудский б-р            | - Дэнни Кей - Николас Кейдж - Джейми Ли Кёртис - Тони Кёртис - Николь Кидман - Бен Кингсли - Кевин Клайн - Ина Клер - Гленн Клоуз - Кевин Костнер - Рассел Кроу - Том Круз - Пенелопа Крус - Энтони Куинн - Деннис Куэйд - Джеймс Кэмерон - Кантинфлас |
| Дональд Крисп        | 1628 Вайн-стрит                  | - Дэнни Кей - Николас Кейдж - Джейми Ли Кёртис - Тони Кёртис - Николь Кидман - Бен Кингсли - Кевин Клайн - Ина Клер - Гленн Клоуз - Кевин Костнер - Рассел Кроу - Том Круз - Пенелопа Крус - Энтони Куинн - Деннис Куэйд - Джеймс Кэмерон - Кантинфлас |
| Билли Кристал        | 6925 Голливудский б-р            | - Дэнни Кей - Николас Кейдж - Джейми Ли Кёртис - Тони Кёртис - Николь Кидман - Бен Кингсли - Кевин Клайн - Ина Клер - Гленн Клоуз - Кевин Костнер - Рассел Кроу - Том Круз - Пенелопа Крус - Энтони Куинн - Деннис Куэйд - Джеймс Кэмерон - Кантинфлас |
| Аль Кристи           | 6771 Голливудский б-р            | - Дэнни Кей - Николас Кейдж - Джейми Ли Кёртис - Тони Кёртис - Николь Кидман - Бен Кингсли - Кевин Клайн - Ина Клер - Гленн Клоуз - Кевин Костнер - Рассел Кроу - Том Круз - Пенелопа Крус - Энтони Куинн - Деннис Куэйд - Джеймс Кэмерон - Кантинфлас |
| Чарльз Кристи        | 1719 Вайн-стрит                  | - Дэнни Кей - Николас Кейдж - Джейми Ли Кёртис - Тони Кёртис - Николь Кидман - Бен Кингсли - Кевин Клайн - Ина Клер - Гленн Клоуз - Кевин Костнер - Рассел Кроу - Том Круз - Пенелопа Крус - Энтони Куинн - Деннис Куэйд - Джеймс Кэмерон - Кантинфлас |
| Курт Кройгер         | 1560 Вайн-стрит                  | - Дэнни Кей - Николас Кейдж - Джейми Ли Кёртис - Тони Кёртис - Николь Кидман - Бен Кингсли - Кевин Клайн - Ина Клер - Гленн Клоуз - Кевин Костнер - Рассел Кроу - Том Круз - Пенелопа Крус - Энтони Куинн - Деннис Куэйд - Джеймс Кэмерон - Кантинфлас |
| Скэтмэн Крозерс      | 6712 Голливудский б-р            | - Дэнни Кей - Николас Кейдж - Джейми Ли Кёртис - Тони Кёртис - Николь Кидман - Бен Кингсли - Кевин Клайн - Ина Клер - Гленн Клоуз - Кевин Костнер - Рассел Кроу - Том Круз - Пенелопа Крус - Энтони Куинн - Деннис Куэйд - Джеймс Кэмерон - Кантинфлас |
| Джон Кромвелл        | 6555 Голливудский б-р            | - Дэнни Кей - Николас Кейдж - Джейми Ли Кёртис - Тони Кёртис - Николь Кидман - Бен Кингсли - Кевин Клайн - Ина Клер - Гленн Клоуз - Кевин Костнер - Рассел Кроу - Том Круз - Пенелопа Крус - Энтони Куинн - Деннис Куэйд - Джеймс Кэмерон - Кантинфлас |
| Ричард Кромвелл      | 1627 Вайн-стрит                  | - Дэнни Кей - Николас Кейдж - Джейми Ли Кёртис - Тони Кёртис - Николь Кидман - Бен Кингсли - Кевин Клайн - Ина Клер - Гленн Клоуз - Кевин Костнер - Рассел Кроу - Том Круз - Пенелопа Крус - Энтони Куинн - Деннис Куэйд - Джеймс Кэмерон - Кантинфлас |
| Бинг Кросби          | 1611 Вайн-стрит                  | - Дэнни Кей - Николас Кейдж - Джейми Ли Кёртис - Тони Кёртис - Николь Кидман - Бен Кингсли - Кевин Клайн - Ина Клер - Гленн Клоуз - Кевин Костнер - Рассел Кроу - Том Круз - Пенелопа Крус - Энтони Куинн - Деннис Куэйд - Джеймс Кэмерон - Кантинфлас |
| Рассел Кроу          | 6801 Голливудский б-р            | - Дэнни Кей - Николас Кейдж - Джейми Ли Кёртис - Тони Кёртис - Николь Кидман - Бен Кингсли - Кевин Клайн - Ина Клер - Гленн Клоуз - Кевин Костнер - Рассел Кроу - Том Круз - Пенелопа Крус - Энтони Куинн - Деннис Куэйд - Джеймс Кэмерон - Кантинфлас |
| Бродерик Кроуфорд    | 6901 Голливудский б-р            | - Дэнни Кей - Николас Кейдж - Джейми Ли Кёртис - Тони Кёртис - Николь Кидман - Бен Кингсли - Кевин Клайн - Ина Клер - Гленн Клоуз - Кевин Костнер - Рассел Кроу - Том Круз - Пенелопа Крус - Энтони Куинн - Деннис Куэйд - Джеймс Кэмерон - Кантинфлас |
| Джоан Кроуфорд       | 1752 Вайн-стрит                  | - Дэнни Кей - Николас Кейдж - Джейми Ли Кёртис - Тони Кёртис - Николь Кидман - Бен Кингсли - Кевин Клайн - Ина Клер - Гленн Клоуз - Кевин Костнер - Рассел Кроу - Том Круз - Пенелопа Крус - Энтони Куинн - Деннис Куэйд - Джеймс Кэмерон - Кантинфлас |
| Джеймс Круз          | 6922 Голливудский б-р            | - Дэнни Кей - Николас Кейдж - Джейми Ли Кёртис - Тони Кёртис - Николь Кидман - Бен Кингсли - Кевин Клайн - Ина Клер - Гленн Клоуз - Кевин Костнер - Рассел Кроу - Том Круз - Пенелопа Крус - Энтони Куинн - Деннис Куэйд - Джеймс Кэмерон - Кантинфлас |
| Том Круз             | 6912 Голливудский б-р            | - Дэнни Кей - Николас Кейдж - Джейми Ли Кёртис - Тони Кёртис - Николь Кидман - Бен Кингсли - Кевин Клайн - Ина Клер - Гленн Клоуз - Кевин Костнер - Рассел Кроу - Том Круз - Пенелопа Крус - Энтони Куинн - Деннис Куэйд - Джеймс Кэмерон - Кантинфлас |
| Пенелопа Крус        | 6834 Голливудский б-р            | - Дэнни Кей - Николас Кейдж - Джейми Ли Кёртис - Тони Кёртис - Николь Кидман - Бен Кингсли - Кевин Клайн - Ина Клер - Гленн Клоуз - Кевин Костнер - Рассел Кроу - Том Круз - Пенелопа Крус - Энтони Куинн - Деннис Куэйд - Джеймс Кэмерон - Кантинфлас |
| Отто Крюгер          | 1734 Вайн-стрит                  | - Дэнни Кей - Николас Кейдж - Джейми Ли Кёртис - Тони Кёртис - Николь Кидман - Бен Кингсли - Кевин Клайн - Ина Клер - Гленн Клоуз - Кевин Костнер - Рассел Кроу - Том Круз - Пенелопа Крус - Энтони Куинн - Деннис Куэйд - Джеймс Кэмерон - Кантинфлас |
| Лора Хоуп Крюз       | 6251 Голливудский б-р            | - Дэнни Кей - Николас Кейдж - Джейми Ли Кёртис - Тони Кёртис - Николь Кидман - Бен Кингсли - Кевин Клайн - Ина Клер - Гленн Клоуз - Кевин Костнер - Рассел Кроу - Том Круз - Пенелопа Крус - Энтони Куинн - Деннис Куэйд - Джеймс Кэмерон - Кантинфлас |
| Джеки Куган          | 1654 Вайн-стрит                  | - Дэнни Кей - Николас Кейдж - Джейми Ли Кёртис - Тони Кёртис - Николь Кидман - Бен Кингсли - Кевин Клайн - Ина Клер - Гленн Клоуз - Кевин Костнер - Рассел Кроу - Том Круз - Пенелопа Крус - Энтони Куинн - Деннис Куэйд - Джеймс Кэмерон - Кантинфлас |
| Энтони Куинн         | 6251 Голливудский б-р            | - Дэнни Кей - Николас Кейдж - Джейми Ли Кёртис - Тони Кёртис - Николь Кидман - Бен Кингсли - Кевин Клайн - Ина Клер - Гленн Клоуз - Кевин Костнер - Рассел Кроу - Том Круз - Пенелопа Крус - Энтони Куинн - Деннис Куэйд - Джеймс Кэмерон - Кантинфлас |
| Дональд Кук          | 1718 Вайн-стрит                  | - Дэнни Кей - Николас Кейдж - Джейми Ли Кёртис - Тони Кёртис - Николь Кидман - Бен Кингсли - Кевин Клайн - Ина Клер - Гленн Клоуз - Кевин Костнер - Рассел Кроу - Том Круз - Пенелопа Крус - Энтони Куинн - Деннис Куэйд - Джеймс Кэмерон - Кантинфлас |
| Клайд Кук            | 6531 Голливудский б-р            | - Дэнни Кей - Николас Кейдж - Джейми Ли Кёртис - Тони Кёртис - Николь Кидман - Бен Кингсли - Кевин Клайн - Ина Клер - Гленн Клоуз - Кевин Костнер - Рассел Кроу - Том Круз - Пенелопа Крус - Энтони Куинн - Деннис Куэйд - Джеймс Кэмерон - Кантинфлас |
| Джеки Купер          | 1507 Вайн-стрит                  | - Дэнни Кей - Николас Кейдж - Джейми Ли Кёртис - Тони Кёртис - Николь Кидман - Бен Кингсли - Кевин Клайн - Ина Клер - Гленн Клоуз - Кевин Костнер - Рассел Кроу - Том Круз - Пенелопа Крус - Энтони Куинн - Деннис Куэйд - Джеймс Кэмерон - Кантинфлас |
| Мериан К. Купер      | 6525 Голливудский б-р            | - Дэнни Кей - Николас Кейдж - Джейми Ли Кёртис - Тони Кёртис - Николь Кидман - Бен Кингсли - Кевин Клайн - Ина Клер - Гленн Клоуз - Кевин Костнер - Рассел Кроу - Том Круз - Пенелопа Крус - Энтони Куинн - Деннис Куэйд - Джеймс Кэмерон - Кантинфлас |
| Гэри Купер           | 6243 Голливудский б-р            | - Дэнни Кей - Николас Кейдж - Джейми Ли Кёртис - Тони Кёртис - Николь Кидман - Бен Кингсли - Кевин Клайн - Ина Клер - Гленн Клоуз - Кевин Костнер - Рассел Кроу - Том Круз - Пенелопа Крус - Энтони Куинн - Деннис Куэйд - Джеймс Кэмерон - Кантинфлас |
| Деннис Куэйд         | 7018 Голливудский б-р            | - Дэнни Кей - Николас Кейдж - Джейми Ли Кёртис - Тони Кёртис - Николь Кидман - Бен Кингсли - Кевин Клайн - Ина Клер - Гленн Клоуз - Кевин Костнер - Рассел Кроу - Том Круз - Пенелопа Крус - Энтони Куинн - Деннис Куэйд - Джеймс Кэмерон - Кантинфлас |
| Рэнди Куэйд          | 7000 Голливудский б-р            | - Дэнни Кей - Николас Кейдж - Джейми Ли Кёртис - Тони Кёртис - Николь Кидман - Бен Кингсли - Кевин Клайн - Ина Клер - Гленн Клоуз - Кевин Костнер - Рассел Кроу - Том Круз - Пенелопа Крус - Энтони Куинн - Деннис Куэйд - Джеймс Кэмерон - Кантинфлас |
| Джордж Кьюкор        | 6378 Голливудский б-р            | - Дэнни Кей - Николас Кейдж - Джейми Ли Кёртис - Тони Кёртис - Николь Кидман - Бен Кингсли - Кевин Клайн - Ина Клер - Гленн Клоуз - Кевин Костнер - Рассел Кроу - Том Круз - Пенелопа Крус - Энтони Куинн - Деннис Куэйд - Джеймс Кэмерон - Кантинфлас |
| Джеймс Кэгни         | 6504 Голливудский б-р            | - Дэнни Кей - Николас Кейдж - Джейми Ли Кёртис - Тони Кёртис - Николь Кидман - Бен Кингсли - Кевин Клайн - Ина Клер - Гленн Клоуз - Кевин Костнер - Рассел Кроу - Том Круз - Пенелопа Крус - Энтони Куинн - Деннис Куэйд - Джеймс Кэмерон - Кантинфлас |
| Джеймс Кэмерон       | 6712 Голливудский б-р            | - Дэнни Кей - Николас Кейдж - Джейми Ли Кёртис - Тони Кёртис - Николь Кидман - Бен Кингсли - Кевин Клайн - Ина Клер - Гленн Клоуз - Кевин Костнер - Рассел Кроу - Том Круз - Пенелопа Крус - Энтони Куинн - Деннис Куэйд - Джеймс Кэмерон - Кантинфлас |
| Рори Кэлхун          | 7007 Голливудский б-р            | - Дэнни Кей - Николас Кейдж - Джейми Ли Кёртис - Тони Кёртис - Николь Кидман - Бен Кингсли - Кевин Клайн - Ина Клер - Гленн Клоуз - Кевин Костнер - Рассел Кроу - Том Круз - Пенелопа Крус - Энтони Куинн - Деннис Куэйд - Джеймс Кэмерон - Кантинфлас |
| Дайан Кэннон         | 6608 Голливудский б-р            | - Дэнни Кей - Николас Кейдж - Джейми Ли Кёртис - Тони Кёртис - Николь Кидман - Бен Кингсли - Кевин Клайн - Ина Клер - Гленн Клоуз - Кевин Костнер - Рассел Кроу - Том Круз - Пенелопа Крус - Энтони Куинн - Деннис Куэйд - Джеймс Кэмерон - Кантинфлас |
| Гарри Кэри           | 1521 Вайн-стрит                  | - Дэнни Кей - Николас Кейдж - Джейми Ли Кёртис - Тони Кёртис - Николь Кидман - Бен Кингсли - Кевин Клайн - Ина Клер - Гленн Клоуз - Кевин Костнер - Рассел Кроу - Том Круз - Пенелопа Крус - Энтони Куинн - Деннис Куэйд - Джеймс Кэмерон - Кантинфлас |
| Сью Кэрол            | 1639 Вайн-стрит                  | - Дэнни Кей - Николас Кейдж - Джейми Ли Кёртис - Тони Кёртис - Николь Кидман - Бен Кингсли - Кевин Клайн - Ина Клер - Гленн Клоуз - Кевин Костнер - Рассел Кроу - Том Круз - Пенелопа Крус - Энтони Куинн - Деннис Куэйд - Джеймс Кэмерон - Кантинфлас |
| Джон Кэррадайн       | 6240 Голливудский б-р            | - Дэнни Кей - Николас Кейдж - Джейми Ли Кёртис - Тони Кёртис - Николь Кидман - Бен Кингсли - Кевин Клайн - Ина Клер - Гленн Клоуз - Кевин Костнер - Рассел Кроу - Том Круз - Пенелопа Крус - Энтони Куинн - Деннис Куэйд - Джеймс Кэмерон - Кантинфлас |
| Мэдлин Кэрролл       | 6707 Голливудский б-р            | - Дэнни Кей - Николас Кейдж - Джейми Ли Кёртис - Тони Кёртис - Николь Кидман - Бен Кингсли - Кевин Клайн - Ина Клер - Гленн Клоуз - Кевин Костнер - Рассел Кроу - Том Круз - Пенелопа Крус - Энтони Куинн - Деннис Куэйд - Джеймс Кэмерон - Кантинфлас |
| Нэнси Кэрролл        | 1725 Вайн-стрит                  | - Дэнни Кей - Николас Кейдж - Джейми Ли Кёртис - Тони Кёртис - Николь Кидман - Бен Кингсли - Кевин Клайн - Ина Клер - Гленн Клоуз - Кевин Костнер - Рассел Кроу - Том Круз - Пенелопа Крус - Энтони Куинн - Деннис Куэйд - Джеймс Кэмерон - Кантинфлас |
| Уолтер Кэтлетт       | 1713 Вайн-стрит                  | - Дэнни Кей - Николас Кейдж - Джейми Ли Кёртис - Тони Кёртис - Николь Кидман - Бен Кингсли - Кевин Клайн - Ина Клер - Гленн Клоуз - Кевин Костнер - Рассел Кроу - Том Круз - Пенелопа Крус - Энтони Куинн - Деннис Куэйд - Джеймс Кэмерон - Кантинфлас |
| Джон Кьюсак          | 6644 Голливудский б-р            | - Дэнни Кей - Николас Кейдж - Джейми Ли Кёртис - Тони Кёртис - Николь Кидман - Бен Кингсли - Кевин Клайн - Ина Клер - Гленн Клоуз - Кевин Костнер - Рассел Кроу - Том Круз - Пенелопа Крус - Энтони Куинн - Деннис Куэйд - Джеймс Кэмерон - Кантинфлас |

### Л
| Имя, Фамилия        | Адрес (там где находится звезда) | Фотографии некоторых лауреатов |
| ------------------- | -------------------------------- | --- |
| Бесси Лав           | 6777 Голливудский б-р            | - Мартин Ландау - Куин Латифа - Лесси - Брюс Ли - Вивьен Ли - Стэн Ли - Джек Леммон - Софи Лорен - Анджела Лэнсбери - Бела Лугоши - Братья Люмьер |
| Митчелл Лайзен      | 6241 Голливудский б-р            | - Мартин Ландау - Куин Латифа - Лесси - Брюс Ли - Вивьен Ли - Стэн Ли - Джек Леммон - Софи Лорен - Анджела Лэнсбери - Бела Лугоши - Братья Люмьер |
| Бен Лайон           | 1724 Вайн-стрит                  | - Мартин Ландау - Куин Латифа - Лесси - Брюс Ли - Вивьен Ли - Стэн Ли - Джек Леммон - Софи Лорен - Анджела Лэнсбери - Бела Лугоши - Братья Люмьер |
| Дайан Ладд          | 6270 Голливудский б-р            | - Мартин Ландау - Куин Латифа - Лесси - Брюс Ли - Вивьен Ли - Стэн Ли - Джек Леммон - Софи Лорен - Анджела Лэнсбери - Бела Лугоши - Братья Люмьер |
| А.К. Лайлс          | 6840 Голливудский б-р            | - Мартин Ландау - Куин Латифа - Лесси - Брюс Ли - Вивьен Ли - Стэн Ли - Джек Леммон - Софи Лорен - Анджела Лэнсбери - Бела Лугоши - Братья Люмьер |
| Хэди Ламарр         | 6247 Голливудский б-р            | - Мартин Ландау - Куин Латифа - Лесси - Брюс Ли - Вивьен Ли - Стэн Ли - Джек Леммон - Софи Лорен - Анджела Лэнсбери - Бела Лугоши - Братья Люмьер |
| Дороти Ламур        | 6332 Голливудский б-р            | - Мартин Ландау - Куин Латифа - Лесси - Брюс Ли - Вивьен Ли - Стэн Ли - Джек Леммон - Софи Лорен - Анджела Лэнсбери - Бела Лугоши - Братья Люмьер |
| Фриц Ланг           | 1600 Вайн-стрит                  | - Мартин Ландау - Куин Латифа - Лесси - Брюс Ли - Вивьен Ли - Стэн Ли - Джек Леммон - Софи Лорен - Анджела Лэнсбери - Бела Лугоши - Братья Люмьер |
| Мартин Ландау       | 6801 Голливудский б-р            | - Мартин Ландау - Куин Латифа - Лесси - Брюс Ли - Вивьен Ли - Стэн Ли - Джек Леммон - Софи Лорен - Анджела Лэнсбери - Бела Лугоши - Братья Люмьер |
| Элисса Ланди        | 1611 Вайн-стрит                  | - Мартин Ландау - Куин Латифа - Лесси - Брюс Ли - Вивьен Ли - Стэн Ли - Джек Леммон - Софи Лорен - Анджела Лэнсбери - Бела Лугоши - Братья Люмьер |
| Берт Ланкастер      | 6801 Голливудский б-р            | - Мартин Ландау - Куин Латифа - Лесси - Брюс Ли - Вивьен Ли - Стэн Ли - Джек Леммон - Софи Лорен - Анджела Лэнсбери - Бела Лугоши - Братья Люмьер |
| Уолтер Ланц         | 7000 Голливудский б-р            | - Мартин Ландау - Куин Латифа - Лесси - Брюс Ли - Вивьен Ли - Стэн Ли - Джек Леммон - Софи Лорен - Анджела Лэнсбери - Бела Лугоши - Братья Люмьер |
| Марио Ланца         | 6821 Голливудский б-р            | - Мартин Ландау - Куин Латифа - Лесси - Брюс Ли - Вивьен Ли - Стэн Ли - Джек Леммон - Софи Лорен - Анджела Лэнсбери - Бела Лугоши - Братья Люмьер |
| Джесси Л. Ласки     | 6433 Голливудский б-р            | - Мартин Ландау - Куин Латифа - Лесси - Брюс Ли - Вивьен Ли - Стэн Ли - Джек Леммон - Софи Лорен - Анджела Лэнсбери - Бела Лугоши - Братья Люмьер |
| Джон Лассетер       | 6834 Голливудский б-р            | - Мартин Ландау - Куин Латифа - Лесси - Брюс Ли - Вивьен Ли - Стэн Ли - Джек Леммон - Софи Лорен - Анджела Лэнсбери - Бела Лугоши - Братья Люмьер |
| Куин Латифа         | 6915 Голливудский б-р            | - Мартин Ландау - Куин Латифа - Лесси - Брюс Ли - Вивьен Ли - Стэн Ли - Джек Леммон - Софи Лорен - Анджела Лэнсбери - Бела Лугоши - Братья Люмьер |
| Френсис Ледерер     | 6902 Голливудский б-р            | - Мартин Ландау - Куин Латифа - Лесси - Брюс Ли - Вивьен Ли - Стэн Ли - Джек Леммон - Софи Лорен - Анджела Лэнсбери - Бела Лугоши - Братья Люмьер |
| Вероника Лейк       | 6918 Голливудский б-р            | - Мартин Ландау - Куин Латифа - Лесси - Брюс Ли - Вивьен Ли - Стэн Ли - Джек Леммон - Софи Лорен - Анджела Лэнсбери - Бела Лугоши - Братья Люмьер |
| Нейтан Лейн         | 6801 Голливудский б-р            | - Мартин Ландау - Куин Латифа - Лесси - Брюс Ли - Вивьен Ли - Стэн Ли - Джек Леммон - Софи Лорен - Анджела Лэнсбери - Бела Лугоши - Братья Люмьер |
| Карл Леммле         | 6301 Голливудский б-р            | - Мартин Ландау - Куин Латифа - Лесси - Брюс Ли - Вивьен Ли - Стэн Ли - Джек Леммон - Софи Лорен - Анджела Лэнсбери - Бела Лугоши - Братья Люмьер |
| Джек Леммон         | 6357 Голливудский б-р            | - Мартин Ландау - Куин Латифа - Лесси - Брюс Ли - Вивьен Ли - Стэн Ли - Джек Леммон - Софи Лорен - Анджела Лэнсбери - Бела Лугоши - Братья Люмьер |
| Роберт З. Леонард   | 6370 Голливудский б-р            | - Мартин Ландау - Куин Латифа - Лесси - Брюс Ли - Вивьен Ли - Стэн Ли - Джек Леммон - Софи Лорен - Анджела Лэнсбери - Бела Лугоши - Братья Люмьер |
| Мервин Лерой        | 1560 Вайн-стрит                  | - Мартин Ландау - Куин Латифа - Лесси - Брюс Ли - Вивьен Ли - Стэн Ли - Джек Леммон - Софи Лорен - Анджела Лэнсбери - Бела Лугоши - Братья Люмьер |
| Сол Лессер          | 6533 Голливудский б-р            | - Мартин Ландау - Куин Латифа - Лесси - Брюс Ли - Вивьен Ли - Стэн Ли - Джек Леммон - Софи Лорен - Анджела Лэнсбери - Бела Лугоши - Братья Люмьер |
| Лесси               | 6368 Голливудский б-р            | - Мартин Ландау - Куин Латифа - Лесси - Брюс Ли - Вивьен Ли - Стэн Ли - Джек Леммон - Софи Лорен - Анджела Лэнсбери - Бела Лугоши - Братья Люмьер |
| Анна Ли             | 6777 Голливудский б-р            | - Мартин Ландау - Куин Латифа - Лесси - Брюс Ли - Вивьен Ли - Стэн Ли - Джек Леммон - Софи Лорен - Анджела Лэнсбери - Бела Лугоши - Братья Люмьер |
| Брюс Ли             | 6933 Голливудский б-р            | - Мартин Ландау - Куин Латифа - Лесси - Брюс Ли - Вивьен Ли - Стэн Ли - Джек Леммон - Софи Лорен - Анджела Лэнсбери - Бела Лугоши - Братья Люмьер |
| Вивьен Ли           | 6773 Голливудский б-р            | - Мартин Ландау - Куин Латифа - Лесси - Брюс Ли - Вивьен Ли - Стэн Ли - Джек Леммон - Софи Лорен - Анджела Лэнсбери - Бела Лугоши - Братья Люмьер |
| Джанет Ли           | 1777 Вайн-стрит                  | - Мартин Ландау - Куин Латифа - Лесси - Брюс Ли - Вивьен Ли - Стэн Ли - Джек Леммон - Софи Лорен - Анджела Лэнсбери - Бела Лугоши - Братья Люмьер |
| Джипси Роза Ли      | 6351 Голливудский б-р            | - Мартин Ландау - Куин Латифа - Лесси - Брюс Ли - Вивьен Ли - Стэн Ли - Джек Леммон - Софи Лорен - Анджела Лэнсбери - Бела Лугоши - Братья Люмьер |
| Лила Ли             | 1716 Вайн-стрит                  | - Мартин Ландау - Куин Латифа - Лесси - Брюс Ли - Вивьен Ли - Стэн Ли - Джек Леммон - Софи Лорен - Анджела Лэнсбери - Бела Лугоши - Братья Люмьер |
| Роулэнд В. Ли       | 6313 Голливудский б-р            | - Мартин Ландау - Куин Латифа - Лесси - Брюс Ли - Вивьен Ли - Стэн Ли - Джек Леммон - Софи Лорен - Анджела Лэнсбери - Бела Лугоши - Братья Люмьер |
| Стэн Ли             | 7072 Голливудский б-р            | - Мартин Ландау - Куин Латифа - Лесси - Брюс Ли - Вивьен Ли - Стэн Ли - Джек Леммон - Софи Лорен - Анджела Лэнсбери - Бела Лугоши - Братья Люмьер |
| Беатрис Лилли       | 6404 Голливудский б-р            | - Мартин Ландау - Куин Латифа - Лесси - Брюс Ли - Вивьен Ли - Стэн Ли - Джек Леммон - Софи Лорен - Анджела Лэнсбери - Бела Лугоши - Братья Люмьер |
| Эрик Линден         | 1648 Вайн-стрит                  | - Мартин Ландау - Куин Латифа - Лесси - Брюс Ли - Вивьен Ли - Стэн Ли - Джек Леммон - Софи Лорен - Анджела Лэнсбери - Бела Лугоши - Братья Люмьер |
| Маргарет Линдси     | 6318 Голливудский б-р            | - Мартин Ландау - Куин Латифа - Лесси - Брюс Ли - Вивьен Ли - Стэн Ли - Джек Леммон - Софи Лорен - Анджела Лэнсбери - Бела Лугоши - Братья Люмьер |
| Элмо Линкольн       | 7042 Голливудский б-р            | - Мартин Ландау - Куин Латифа - Лесси - Брюс Ли - Вивьен Ли - Стэн Ли - Джек Леммон - Софи Лорен - Анджела Лэнсбери - Бела Лугоши - Братья Люмьер |
| Диана Линн          | 1625 Вайн-стрит                  | - Мартин Ландау - Куин Латифа - Лесси - Брюс Ли - Вивьен Ли - Стэн Ли - Джек Леммон - Софи Лорен - Анджела Лэнсбери - Бела Лугоши - Братья Люмьер |
| Рэй Лиотта          | 6212 Голливудский б-р            | - Мартин Ландау - Куин Латифа - Лесси - Брюс Ли - Вивьен Ли - Стэн Ли - Джек Леммон - Софи Лорен - Анджела Лэнсбери - Бела Лугоши - Братья Люмьер |
| Анатоль Литвак      | 6635 Голливудский б-р            | - Мартин Ландау - Куин Латифа - Лесси - Брюс Ли - Вивьен Ли - Стэн Ли - Джек Леммон - Софи Лорен - Анджела Лэнсбери - Бела Лугоши - Братья Люмьер |
| Кливон Литтл        | 7080 Голливудский б-р            | - Мартин Ландау - Куин Латифа - Лесси - Брюс Ли - Вивьен Ли - Стэн Ли - Джек Леммон - Софи Лорен - Анджела Лэнсбери - Бела Лугоши - Братья Люмьер |
| Берт Лителл         | 6417 Голливудский б-р            | - Мартин Ландау - Куин Латифа - Лесси - Брюс Ли - Вивьен Ли - Стэн Ли - Джек Леммон - Софи Лорен - Анджела Лэнсбери - Бела Лугоши - Братья Люмьер |
| Эл Лихтмэн          | 6821 Голливудский б-р            | - Мартин Ландау - Куин Латифа - Лесси - Брюс Ли - Вивьен Ли - Стэн Ли - Джек Леммон - Софи Лорен - Анджела Лэнсбери - Бела Лугоши - Братья Люмьер |
| Фрэнк Ллойд         | 6667 Голливудский б-р            | - Мартин Ландау - Куин Латифа - Лесси - Брюс Ли - Вивьен Ли - Стэн Ли - Джек Леммон - Софи Лорен - Анджела Лэнсбери - Бела Лугоши - Братья Люмьер |
| Гарольд Ллойд       | 1503 Вайн-стрит                  | - Мартин Ландау - Куин Латифа - Лесси - Брюс Ли - Вивьен Ли - Стэн Ли - Джек Леммон - Софи Лорен - Анджела Лэнсбери - Бела Лугоши - Братья Люмьер |
| Маркус Лов          | 1617 Вайн-стрит                  | - Мартин Ландау - Куин Латифа - Лесси - Брюс Ли - Вивьен Ли - Стэн Ли - Джек Леммон - Софи Лорен - Анджела Лэнсбери - Бела Лугоши - Братья Люмьер |
| Джошуа Логан        | 6235 Голливудский б-р            | - Мартин Ландау - Куин Латифа - Лесси - Брюс Ли - Вивьен Ли - Стэн Ли - Джек Леммон - Софи Лорен - Анджела Лэнсбери - Бела Лугоши - Братья Люмьер |
| Мирна Лой           | 6685 Голливудский б-р            | - Мартин Ландау - Куин Латифа - Лесси - Брюс Ли - Вивьен Ли - Стэн Ли - Джек Леммон - Софи Лорен - Анджела Лэнсбери - Бела Лугоши - Братья Люмьер |
| Джин Локхарт        | 6307 Голливудский б-р            | - Мартин Ландау - Куин Латифа - Лесси - Брюс Ли - Вивьен Ли - Стэн Ли - Джек Леммон - Софи Лорен - Анджела Лэнсбери - Бела Лугоши - Братья Люмьер |
| Джун Локхарт        | 6323 Голливудский б-р            | - Мартин Ландау - Куин Латифа - Лесси - Брюс Ли - Вивьен Ли - Стэн Ли - Джек Леммон - Софи Лорен - Анджела Лэнсбери - Бела Лугоши - Братья Люмьер |
| Кэтлин Локхарт      | 6241 Голливудский б-р            | - Мартин Ландау - Куин Латифа - Лесси - Брюс Ли - Вивьен Ли - Стэн Ли - Джек Леммон - Софи Лорен - Анджела Лэнсбери - Бела Лугоши - Братья Люмьер |
| Джина Лоллобриджида | 6361 Голливудский б-р            | - Мартин Ландау - Куин Латифа - Лесси - Брюс Ли - Вивьен Ли - Стэн Ли - Джек Леммон - Софи Лорен - Анджела Лэнсбери - Бела Лугоши - Братья Люмьер |
| Кэрол Ломбард       | 6930 Голливудский б-р            | - Мартин Ландау - Куин Латифа - Лесси - Брюс Ли - Вивьен Ли - Стэн Ли - Джек Леммон - Софи Лорен - Анджела Лэнсбери - Бела Лугоши - Братья Люмьер |
| Стэн Лорел          | 7021 Голливудский б-р            | - Мартин Ландау - Куин Латифа - Лесси - Брюс Ли - Вивьен Ли - Стэн Ли - Джек Леммон - Софи Лорен - Анджела Лэнсбери - Бела Лугоши - Братья Люмьер |
| Софи Лорен          | 7050 Голливудский б-р            | - Мартин Ландау - Куин Латифа - Лесси - Брюс Ли - Вивьен Ли - Стэн Ли - Джек Леммон - Софи Лорен - Анджела Лэнсбери - Бела Лугоши - Братья Люмьер |
| Петер Лорре         | 6619 Голливудский б-р            | - Мартин Ландау - Куин Латифа - Лесси - Брюс Ли - Вивьен Ли - Стэн Ли - Джек Леммон - Софи Лорен - Анджела Лэнсбери - Бела Лугоши - Братья Люмьер |
| Джуд Лоу            | 6840 Голливудский б-р            | - Мартин Ландау - Куин Латифа - Лесси - Брюс Ли - Вивьен Ли - Стэн Ли - Джек Леммон - Софи Лорен - Анджела Лэнсбери - Бела Лугоши - Братья Люмьер |
| Эдмунд Лоу          | 6363 Голливудский б-р            | - Мартин Ландау - Куин Латифа - Лесси - Брюс Ли - Вивьен Ли - Стэн Ли - Джек Леммон - Софи Лорен - Анджела Лэнсбери - Бела Лугоши - Братья Люмьер |
| Чарльз Лоутон       | 7021 Голливудский б-р            | - Мартин Ландау - Куин Латифа - Лесси - Брюс Ли - Вивьен Ли - Стэн Ли - Джек Леммон - Софи Лорен - Анджела Лэнсбери - Бела Лугоши - Братья Люмьер |
| Лиза Лу             | 1708 Вайн-стрит                  | - Мартин Ландау - Куин Латифа - Лесси - Брюс Ли - Вивьен Ли - Стэн Ли - Джек Леммон - Софи Лорен - Анджела Лэнсбери - Бела Лугоши - Братья Люмьер |
| Бела Лугоши         | 6340 Голливудский б-р            | - Мартин Ландау - Куин Латифа - Лесси - Брюс Ли - Вивьен Ли - Стэн Ли - Джек Леммон - Софи Лорен - Анджела Лэнсбери - Бела Лугоши - Братья Люмьер |
| Лудакрис            | 6426 Голливудский б-р            | - Мартин Ландау - Куин Латифа - Лесси - Брюс Ли - Вивьен Ли - Стэн Ли - Джек Леммон - Софи Лорен - Анджела Лэнсбери - Бела Лугоши - Братья Люмьер |
| Анита Луиз          | 6821 Голливудский б-р            | - Мартин Ландау - Куин Латифа - Лесси - Брюс Ли - Вивьен Ли - Стэн Ли - Джек Леммон - Софи Лорен - Анджела Лэнсбери - Бела Лугоши - Братья Люмьер |
| Пол Лукас           | 6821 Голливудский б-р            | - Мартин Ландау - Куин Латифа - Лесси - Брюс Ли - Вивьен Ли - Стэн Ли - Джек Леммон - Софи Лорен - Анджела Лэнсбери - Бела Лугоши - Братья Люмьер |
| Ида Лупино          | 6821 Голливудский б-р            | - Мартин Ландау - Куин Латифа - Лесси - Брюс Ли - Вивьен Ли - Стэн Ли - Джек Леммон - Софи Лорен - Анджела Лэнсбери - Бела Лугоши - Братья Люмьер |
| Джерри Льюис        | 6821 Голливудский б-р            | - Мартин Ландау - Куин Латифа - Лесси - Брюс Ли - Вивьен Ли - Стэн Ли - Джек Леммон - Софи Лорен - Анджела Лэнсбери - Бела Лугоши - Братья Люмьер |
| Алан Лэдд           | 1601 Вайн-стрит                  | - Мартин Ландау - Куин Латифа - Лесси - Брюс Ли - Вивьен Ли - Стэн Ли - Джек Леммон - Софи Лорен - Анджела Лэнсбери - Бела Лугоши - Братья Люмьер |
| Алан Лэдд мл.       | 7018 Голливудский б-р            | - Мартин Ландау - Куин Латифа - Лесси - Брюс Ли - Вивьен Ли - Стэн Ли - Джек Леммон - Софи Лорен - Анджела Лэнсбери - Бела Лугоши - Братья Люмьер |
| Уолтер Лэнг         | 6520 Голливудский б-р            | - Мартин Ландау - Куин Латифа - Лесси - Брюс Ли - Вивьен Ли - Стэн Ли - Джек Леммон - Софи Лорен - Анджела Лэнсбери - Бела Лугоши - Братья Люмьер |
| Харри Лэнгдон       | 6927 Голливудский б-р            | - Мартин Ландау - Куин Латифа - Лесси - Брюс Ли - Вивьен Ли - Стэн Ли - Джек Леммон - Софи Лорен - Анджела Лэнсбери - Бела Лугоши - Братья Люмьер |
| Фрэнсис Лангфорд    | 1500 Вайн-стрит                  | - Мартин Ландау - Куин Латифа - Лесси - Брюс Ли - Вивьен Ли - Стэн Ли - Джек Леммон - Софи Лорен - Анджела Лэнсбери - Бела Лугоши - Братья Люмьер |
| Кэрол Лэндис        | 1765 Вайн-стрит                  | - Мартин Ландау - Куин Латифа - Лесси - Брюс Ли - Вивьен Ли - Стэн Ли - Джек Леммон - Софи Лорен - Анджела Лэнсбери - Бела Лугоши - Братья Люмьер |
| Анджела Лэнсбери    | 6623 Голливудский б-р            | - Мартин Ландау - Куин Латифа - Лесси - Брюс Ли - Вивьен Ли - Стэн Ли - Джек Леммон - Софи Лорен - Анджела Лэнсбери - Бела Лугоши - Братья Люмьер |
| Шерри Лэнсинг       | 6925 Голливудский б-р            | - Мартин Ландау - Куин Латифа - Лесси - Брюс Ли - Вивьен Ли - Стэн Ли - Джек Леммон - Софи Лорен - Анджела Лэнсбери - Бела Лугоши - Братья Люмьер |
| Сидней Лэнфилд      | 6101 Голливудский б-р            | - Мартин Ландау - Куин Латифа - Лесси - Брюс Ли - Вивьен Ли - Стэн Ли - Джек Леммон - Софи Лорен - Анджела Лэнсбери - Бела Лугоши - Братья Люмьер |
| Зигмунд Любин       | 6166 Голливудский б-р            | - Мартин Ландау - Куин Латифа - Лесси - Брюс Ли - Вивьен Ли - Стэн Ли - Джек Леммон - Софи Лорен - Анджела Лэнсбери - Бела Лугоши - Братья Люмьер |
| Эрнст Любич         | 7042 Голливудский б-р            | - Мартин Ландау - Куин Латифа - Лесси - Брюс Ли - Вивьен Ли - Стэн Ли - Джек Леммон - Софи Лорен - Анджела Лэнсбери - Бела Лугоши - Братья Люмьер |
| Кей Люк             | 7000 Голливудский б-р            | - Мартин Ландау - Куин Латифа - Лесси - Брюс Ли - Вивьен Ли - Стэн Ли - Джек Леммон - Софи Лорен - Анджела Лэнсбери - Бела Лугоши - Братья Люмьер |
| Луи Люмьер          | 1529 Вайн-стрит                  | - Мартин Ландау - Куин Латифа - Лесси - Брюс Ли - Вивьен Ли - Стэн Ли - Джек Леммон - Софи Лорен - Анджела Лэнсбери - Бела Лугоши - Братья Люмьер |
| Огюст Люмьер        | 6320 Голливудский б-р            | - Мартин Ландау - Куин Латифа - Лесси - Брюс Ли - Вивьен Ли - Стэн Ли - Джек Леммон - Софи Лорен - Анджела Лэнсбери - Бела Лугоши - Братья Люмьер |

### М
| Имя, Фамилия           | Адрес (там где находится звезда) | Фотографии некоторых лауреатов |
| ---------------------- | -------------------------------- | --- |
| Луис Барт Майер        | 1637 Вайн-стрит                  | - Майк Майерс - Дороти Макгуайр - Уолтер Маттау - Стив Маккуин - Ширли Маклейн - Мерседес МакКэмбридж - Мэй Макэвой - Барбара ла Марр - Эдди Мёрфи - Сесиль Блаунт Де Милль - Хелен Миррен - Роберт Митчем - Мэрилин Монро - Роджер Мур - Мишель Морган |
| Кармел Майерс          | 1751 Вайн-стрит                  | - Майк Майерс - Дороти Макгуайр - Уолтер Маттау - Стив Маккуин - Ширли Маклейн - Мерседес МакКэмбридж - Мэй Макэвой - Барбара ла Марр - Эдди Мёрфи - Сесиль Блаунт Де Милль - Хелен Миррен - Роберт Митчем - Мэрилин Монро - Роджер Мур - Мишель Морган |
| Майк Майерс            | 7046 Голливудский б-р            | - Майк Майерс - Дороти Макгуайр - Уолтер Маттау - Стив Маккуин - Ширли Маклейн - Мерседес МакКэмбридж - Мэй Макэвой - Барбара ла Марр - Эдди Мёрфи - Сесиль Блаунт Де Милль - Хелен Миррен - Роберт Митчем - Мэрилин Монро - Роджер Мур - Мишель Морган |
| Льюис Майлстоун        | 7021 Голливудский б-р            | - Майк Майерс - Дороти Макгуайр - Уолтер Маттау - Стив Маккуин - Ширли Маклейн - Мерседес МакКэмбридж - Мэй Макэвой - Барбара ла Марр - Эдди Мёрфи - Сесиль Блаунт Де Милль - Хелен Миррен - Роберт Митчем - Мэрилин Монро - Роджер Мур - Мишель Морган |
| Арчи Майо              | 6301 Голливудский б-р            | - Майк Майерс - Дороти Макгуайр - Уолтер Маттау - Стив Маккуин - Ширли Маклейн - Мерседес МакКэмбридж - Мэй Макэвой - Барбара ла Марр - Эдди Мёрфи - Сесиль Блаунт Де Милль - Хелен Миррен - Роберт Митчем - Мэрилин Монро - Роджер Мур - Мишель Морган |
| Пол Мазурски           | 6667 Голливудский б-р            | - Майк Майерс - Дороти Макгуайр - Уолтер Маттау - Стив Маккуин - Ширли Маклейн - Мерседес МакКэмбридж - Мэй Макэвой - Барбара ла Марр - Эдди Мёрфи - Сесиль Блаунт Де Милль - Хелен Миррен - Роберт Митчем - Мэрилин Монро - Роджер Мур - Мишель Морган |
| Хелен Мак              | 6310 Голливудский б-р            | - Майк Майерс - Дороти Макгуайр - Уолтер Маттау - Стив Маккуин - Ширли Маклейн - Мерседес МакКэмбридж - Мэй Макэвой - Барбара ла Марр - Эдди Мёрфи - Сесиль Блаунт Де Милль - Хелен Миррен - Роберт Митчем - Мэрилин Монро - Роджер Мур - Мишель Морган |
| Юэн Макгрегор          | 6840 Голливудский б-р            | - Майк Майерс - Дороти Макгуайр - Уолтер Маттау - Стив Маккуин - Ширли Маклейн - Мерседес МакКэмбридж - Мэй Макэвой - Барбара ла Марр - Эдди Мёрфи - Сесиль Блаунт Де Милль - Хелен Миррен - Роберт Митчем - Мэрилин Монро - Роджер Мур - Мишель Морган |
| Эли Макгроу            | 7057 Голливудский б-р            | - Майк Майерс - Дороти Макгуайр - Уолтер Маттау - Стив Маккуин - Ширли Маклейн - Мерседес МакКэмбридж - Мэй Макэвой - Барбара ла Марр - Эдди Мёрфи - Сесиль Блаунт Де Милль - Хелен Миррен - Роберт Митчем - Мэрилин Монро - Роджер Мур - Мишель Морган |
| Дороти Макгуайр        | 6933 Голливудский б-р            | - Майк Майерс - Дороти Макгуайр - Уолтер Маттау - Стив Маккуин - Ширли Маклейн - Мерседес МакКэмбридж - Мэй Макэвой - Барбара ла Марр - Эдди Мёрфи - Сесиль Блаунт Де Милль - Хелен Миррен - Роберт Митчем - Мэрилин Монро - Роджер Мур - Мишель Морган |
| Малкольм Макдауэлл     | 6714 Голливудский б-р            | - Майк Майерс - Дороти Макгуайр - Уолтер Маттау - Стив Маккуин - Ширли Маклейн - Мерседес МакКэмбридж - Мэй Макэвой - Барбара ла Марр - Эдди Мёрфи - Сесиль Блаунт Де Милль - Хелен Миррен - Роберт Митчем - Мэрилин Монро - Роджер Мур - Мишель Морган |
| Джанет Макдональд      | 6157 Голливудский б-р            | - Майк Майерс - Дороти Макгуайр - Уолтер Маттау - Стив Маккуин - Ширли Маклейн - Мерседес МакКэмбридж - Мэй Макэвой - Барбара ла Марр - Эдди Мёрфи - Сесиль Блаунт Де Милль - Хелен Миррен - Роберт Митчем - Мэрилин Монро - Роджер Мур - Мишель Морган |
| Кэтрин Макдональд      | 6759 Голливудский б-р            | - Майк Майерс - Дороти Макгуайр - Уолтер Маттау - Стив Маккуин - Ширли Маклейн - Мерседес МакКэмбридж - Мэй Макэвой - Барбара ла Марр - Эдди Мёрфи - Сесиль Блаунт Де Милль - Хелен Миррен - Роберт Митчем - Мэрилин Монро - Роджер Мур - Мишель Морган |
| Хэтти Макдэниэл        | 1719 Вайн-стрит                  | - Майк Майерс - Дороти Макгуайр - Уолтер Маттау - Стив Маккуин - Ширли Маклейн - Мерседес МакКэмбридж - Мэй Макэвой - Барбара ла Марр - Эдди Мёрфи - Сесиль Блаунт Де Милль - Хелен Миррен - Роберт Митчем - Мэрилин Монро - Роджер Мур - Мишель Морган |
| Мелисса Маккарти       | 6927 Голливудский б-р            | - Майк Майерс - Дороти Макгуайр - Уолтер Маттау - Стив Маккуин - Ширли Маклейн - Мерседес МакКэмбридж - Мэй Макэвой - Барбара ла Марр - Эдди Мёрфи - Сесиль Блаунт Де Милль - Хелен Миррен - Роберт Митчем - Мэрилин Монро - Роджер Мур - Мишель Морган |
| Адам Маккей            | 6767 Голливудский б-р            | - Майк Майерс - Дороти Макгуайр - Уолтер Маттау - Стив Маккуин - Ширли Маклейн - Мерседес МакКэмбридж - Мэй Макэвой - Барбара ла Марр - Эдди Мёрфи - Сесиль Блаунт Де Милль - Хелен Миррен - Роберт Митчем - Мэрилин Монро - Роджер Мур - Мишель Морган |
| Тим Маккой             | 1600 Вайн-стрит                  | - Майк Майерс - Дороти Макгуайр - Уолтер Маттау - Стив Маккуин - Ширли Маклейн - Мерседес МакКэмбридж - Мэй Макэвой - Барбара ла Марр - Эдди Мёрфи - Сесиль Блаунт Де Милль - Хелен Миррен - Роберт Митчем - Мэрилин Монро - Роджер Мур - Мишель Морган |
| Мэттью Макконахи       | 6931 Голливудский б-р            | - Майк Майерс - Дороти Макгуайр - Уолтер Маттау - Стив Маккуин - Ширли Маклейн - Мерседес МакКэмбридж - Мэй Макэвой - Барбара ла Марр - Эдди Мёрфи - Сесиль Блаунт Де Милль - Хелен Миррен - Роберт Митчем - Мэрилин Монро - Роджер Мур - Мишель Морган |
| Патти Маккормак        | 6312 Голливудский б-р            | - Майк Майерс - Дороти Макгуайр - Уолтер Маттау - Стив Маккуин - Ширли Маклейн - Мерседес МакКэмбридж - Мэй Макэвой - Барбара ла Марр - Эдди Мёрфи - Сесиль Блаунт Де Милль - Хелен Миррен - Роберт Митчем - Мэрилин Монро - Роджер Мур - Мишель Морган |
| Джоэл Маккри           | 6901 Голливудский б-р            | - Майк Майерс - Дороти Макгуайр - Уолтер Маттау - Стив Маккуин - Ширли Маклейн - Мерседес МакКэмбридж - Мэй Макэвой - Барбара ла Марр - Эдди Мёрфи - Сесиль Блаунт Де Милль - Хелен Миррен - Роберт Митчем - Мэрилин Монро - Роджер Мур - Мишель Морган |
| Стив Маккуин           | 6834 Голливудский б-р            | - Майк Майерс - Дороти Макгуайр - Уолтер Маттау - Стив Маккуин - Ширли Маклейн - Мерседес МакКэмбридж - Мэй Макэвой - Барбара ла Марр - Эдди Мёрфи - Сесиль Блаунт Де Милль - Хелен Миррен - Роберт Митчем - Мэрилин Монро - Роджер Мур - Мишель Морган |
| Мерседес Маккэмбридж   | 1720 Вайн-стрит                  | - Майк Майерс - Дороти Макгуайр - Уолтер Маттау - Стив Маккуин - Ширли Маклейн - Мерседес МакКэмбридж - Мэй Макэвой - Барбара ла Марр - Эдди Мёрфи - Сесиль Блаунт Де Милль - Хелен Миррен - Роберт Митчем - Мэрилин Монро - Роджер Мур - Мишель Морган |
| Лео Маккэри            | 1500 Вайн-стрит                  | - Майк Майерс - Дороти Макгуайр - Уолтер Маттау - Стив Маккуин - Ширли Маклейн - Мерседес МакКэмбридж - Мэй Макэвой - Барбара ла Марр - Эдди Мёрфи - Сесиль Блаунт Де Милль - Хелен Миррен - Роберт Митчем - Мэрилин Монро - Роджер Мур - Мишель Морган |
| Виктор Маклаглен       | 1735 Вайн-стрит                  | - Майк Майерс - Дороти Макгуайр - Уолтер Маттау - Стив Маккуин - Ширли Маклейн - Мерседес МакКэмбридж - Мэй Макэвой - Барбара ла Марр - Эдди Мёрфи - Сесиль Блаунт Де Милль - Хелен Миррен - Роберт Митчем - Мэрилин Монро - Роджер Мур - Мишель Морган |
| Ширли Маклейн          | 1617 Вайн-стрит                  | - Майк Майерс - Дороти Макгуайр - Уолтер Маттау - Стив Маккуин - Ширли Маклейн - Мерседес МакКэмбридж - Мэй Макэвой - Барбара ла Марр - Эдди Мёрфи - Сесиль Блаунт Де Милль - Хелен Миррен - Роберт Митчем - Мэрилин Монро - Роджер Мур - Мишель Морган |
| Норман З. Маклеод      | 1724 Вайн-стрит                  | - Майк Майерс - Дороти Макгуайр - Уолтер Маттау - Стив Маккуин - Ширли Маклейн - Мерседес МакКэмбридж - Мэй Макэвой - Барбара ла Марр - Эдди Мёрфи - Сесиль Блаунт Де Милль - Хелен Миррен - Роберт Митчем - Мэрилин Монро - Роджер Мур - Мишель Морган |
| Фред Макмюррей         | 6421 Голливудский б-р            | - Майк Майерс - Дороти Макгуайр - Уолтер Маттау - Стив Маккуин - Ширли Маклейн - Мерседес МакКэмбридж - Мэй Макэвой - Барбара ла Марр - Эдди Мёрфи - Сесиль Блаунт Де Милль - Хелен Миррен - Роберт Митчем - Мэрилин Монро - Роджер Мур - Мишель Морган |
| Мако                   | 7095 Голливудский б-р            | - Майк Майерс - Дороти Макгуайр - Уолтер Маттау - Стив Маккуин - Ширли Маклейн - Мерседес МакКэмбридж - Мэй Макэвой - Барбара ла Марр - Эдди Мёрфи - Сесиль Блаунт Де Милль - Хелен Миррен - Роберт Митчем - Мэрилин Монро - Роджер Мур - Мишель Морган |
| Джордж Макфарланд      | 7095 Голливудский б-р            | - Майк Майерс - Дороти Макгуайр - Уолтер Маттау - Стив Маккуин - Ширли Маклейн - Мерседес МакКэмбридж - Мэй Макэвой - Барбара ла Марр - Эдди Мёрфи - Сесиль Блаунт Де Милль - Хелен Миррен - Роберт Митчем - Мэрилин Монро - Роджер Мур - Мишель Морган |
| Джини Макферсон        | 6150 Голливудский б-р            | - Майк Майерс - Дороти Макгуайр - Уолтер Маттау - Стив Маккуин - Ширли Маклейн - Мерседес МакКэмбридж - Мэй Макэвой - Барбара ла Марр - Эдди Мёрфи - Сесиль Блаунт Де Милль - Хелен Миррен - Роберт Митчем - Мэрилин Монро - Роджер Мур - Мишель Морган |
| Мэй Макэвой            | 1731 Вайн-стрит                  | - Майк Майерс - Дороти Макгуайр - Уолтер Маттау - Стив Маккуин - Ширли Маклейн - Мерседес МакКэмбридж - Мэй Макэвой - Барбара ла Марр - Эдди Мёрфи - Сесиль Блаунт Де Милль - Хелен Миррен - Роберт Митчем - Мэрилин Монро - Роджер Мур - Мишель Морган |
| Рубен Мамулян          | 1709 Вайн-стрит                  | - Майк Майерс - Дороти Макгуайр - Уолтер Маттау - Стив Маккуин - Ширли Маклейн - Мерседес МакКэмбридж - Мэй Макэвой - Барбара ла Марр - Эдди Мёрфи - Сесиль Блаунт Де Милль - Хелен Миррен - Роберт Митчем - Мэрилин Монро - Роджер Мур - Мишель Морган |
| Джозеф Лео Манкевич    | 6201 Голливудский б-р            | - Майк Майерс - Дороти Макгуайр - Уолтер Маттау - Стив Маккуин - Ширли Маклейн - Мерседес МакКэмбридж - Мэй Макэвой - Барбара ла Марр - Эдди Мёрфи - Сесиль Блаунт Де Милль - Хелен Миррен - Роберт Митчем - Мэрилин Монро - Роджер Мур - Мишель Морган |
| Делберт Манн           | 1716 Вайн-стрит                  | - Майк Майерс - Дороти Макгуайр - Уолтер Маттау - Стив Маккуин - Ширли Маклейн - Мерседес МакКэмбридж - Мэй Макэвой - Барбара ла Марр - Эдди Мёрфи - Сесиль Блаунт Де Милль - Хелен Миррен - Роберт Митчем - Мэрилин Монро - Роджер Мур - Мишель Морган |
| Энтони Манн            | 6229 Голливудский б-р            | - Майк Майерс - Дороти Макгуайр - Уолтер Маттау - Стив Маккуин - Ширли Маклейн - Мерседес МакКэмбридж - Мэй Макэвой - Барбара ла Марр - Эдди Мёрфи - Сесиль Блаунт Де Милль - Хелен Миррен - Роберт Митчем - Мэрилин Монро - Роджер Мур - Мишель Морган |
| Хэнк Манн              | 6300 Голливудский б-р            | - Майк Майерс - Дороти Макгуайр - Уолтер Маттау - Стив Маккуин - Ширли Маклейн - Мерседес МакКэмбридж - Мэй Макэвой - Барбара ла Марр - Эдди Мёрфи - Сесиль Блаунт Де Милль - Хелен Миррен - Роберт Митчем - Мэрилин Монро - Роджер Мур - Мишель Морган |
| Она Мансон             | 6250 Голливудский б-р            | - Майк Майерс - Дороти Макгуайр - Уолтер Маттау - Стив Маккуин - Ширли Маклейн - Мерседес МакКэмбридж - Мэй Макэвой - Барбара ла Марр - Эдди Мёрфи - Сесиль Блаунт Де Милль - Хелен Миррен - Роберт Митчем - Мэрилин Монро - Роджер Мур - Мишель Морган |
| Манчкинс               | 6915 Голливудский б-р            | - Майк Майерс - Дороти Макгуайр - Уолтер Маттау - Стив Маккуин - Ширли Маклейн - Мерседес МакКэмбридж - Мэй Макэвой - Барбара ла Марр - Эдди Мёрфи - Сесиль Блаунт Де Милль - Хелен Миррен - Роберт Митчем - Мэрилин Монро - Роджер Мур - Мишель Морган |
| Анна Маньяни           | 6385 Голливудский б-р            | - Майк Майерс - Дороти Макгуайр - Уолтер Маттау - Стив Маккуин - Ширли Маклейн - Мерседес МакКэмбридж - Мэй Макэвой - Барбара ла Марр - Эдди Мёрфи - Сесиль Блаунт Де Милль - Хелен Миррен - Роберт Митчем - Мэрилин Монро - Роджер Мур - Мишель Морган |
| Дж. Певерел Марли      | 6819 Голливудский б-р            | - Майк Майерс - Дороти Макгуайр - Уолтер Маттау - Стив Маккуин - Ширли Маклейн - Мерседес МакКэмбридж - Мэй Макэвой - Барбара ла Марр - Эдди Мёрфи - Сесиль Блаунт Де Милль - Хелен Миррен - Роберт Митчем - Мэрилин Монро - Роджер Мур - Мишель Морган |
| Барбара ла Марр        | 1621 Вайн-стрит                  | - Майк Майерс - Дороти Макгуайр - Уолтер Маттау - Стив Маккуин - Ширли Маклейн - Мерседес МакКэмбридж - Мэй Макэвой - Барбара ла Марр - Эдди Мёрфи - Сесиль Блаунт Де Милль - Хелен Миррен - Роберт Митчем - Мэрилин Монро - Роджер Мур - Мишель Морган |
| Дин Мартин             | 6519 Голливудский б-р            | - Майк Майерс - Дороти Макгуайр - Уолтер Маттау - Стив Маккуин - Ширли Маклейн - Мерседес МакКэмбридж - Мэй Макэвой - Барбара ла Марр - Эдди Мёрфи - Сесиль Блаунт Де Милль - Хелен Миррен - Роберт Митчем - Мэрилин Монро - Роджер Мур - Мишель Морган |
| Мэрион Мартин          | 6915 Голливудский б-р            | - Майк Майерс - Дороти Макгуайр - Уолтер Маттау - Стив Маккуин - Ширли Маклейн - Мерседес МакКэмбридж - Мэй Макэвой - Барбара ла Марр - Эдди Мёрфи - Сесиль Блаунт Де Милль - Хелен Миррен - Роберт Митчем - Мэрилин Монро - Роджер Мур - Мишель Морган |
| Тони Мартин            | 6436 Голливудский б-р            | - Майк Майерс - Дороти Макгуайр - Уолтер Маттау - Стив Маккуин - Ширли Маклейн - Мерседес МакКэмбридж - Мэй Макэвой - Барбара ла Марр - Эдди Мёрфи - Сесиль Блаунт Де Милль - Хелен Миррен - Роберт Митчем - Мэрилин Монро - Роджер Мур - Мишель Морган |
| Маппеты                | 6834 Голливудский б-р            | - Майк Майерс - Дороти Макгуайр - Уолтер Маттау - Стив Маккуин - Ширли Маклейн - Мерседес МакКэмбридж - Мэй Макэвой - Барбара ла Марр - Эдди Мёрфи - Сесиль Блаунт Де Милль - Хелен Миррен - Роберт Митчем - Мэрилин Монро - Роджер Мур - Мишель Морган |
| Фредрик Марч           | 1620 Вайн-стрит                  | - Майк Майерс - Дороти Макгуайр - Уолтер Маттау - Стив Маккуин - Ширли Маклейн - Мерседес МакКэмбридж - Мэй Макэвой - Барбара ла Марр - Эдди Мёрфи - Сесиль Блаунт Де Милль - Хелен Миррен - Роберт Митчем - Мэрилин Монро - Роджер Мур - Мишель Морган |
| Мэй Марш               | 1600 Вайн-стрит                  | - Майк Майерс - Дороти Макгуайр - Уолтер Маттау - Стив Маккуин - Ширли Маклейн - Мерседес МакКэмбридж - Мэй Макэвой - Барбара ла Марр - Эдди Мёрфи - Сесиль Блаунт Де Милль - Хелен Миррен - Роберт Митчем - Мэрилин Монро - Роджер Мур - Мишель Морган |
| Джордж Маршалл         | 7048 Голливудский б-р            | - Майк Майерс - Дороти Макгуайр - Уолтер Маттау - Стив Маккуин - Ширли Маклейн - Мерседес МакКэмбридж - Мэй Макэвой - Барбара ла Марр - Эдди Мёрфи - Сесиль Блаунт Де Милль - Хелен Миррен - Роберт Митчем - Мэрилин Монро - Роджер Мур - Мишель Морган |
| Герберт Маршалл        | 6200 Голливудский б-р            | - Майк Майерс - Дороти Макгуайр - Уолтер Маттау - Стив Маккуин - Ширли Маклейн - Мерседес МакКэмбридж - Мэй Макэвой - Барбара ла Марр - Эдди Мёрфи - Сесиль Блаунт Де Милль - Хелен Миррен - Роберт Митчем - Мэрилин Монро - Роджер Мур - Мишель Морган |
| Пенни Маршалл          | 7021 Голливудский б-р            | - Майк Майерс - Дороти Макгуайр - Уолтер Маттау - Стив Маккуин - Ширли Маклейн - Мерседес МакКэмбридж - Мэй Макэвой - Барбара ла Марр - Эдди Мёрфи - Сесиль Блаунт Де Милль - Хелен Миррен - Роберт Митчем - Мэрилин Монро - Роджер Мур - Мишель Морган |
| Марли Матлин           | 6667 Голливудский б-р            | - Майк Майерс - Дороти Макгуайр - Уолтер Маттау - Стив Маккуин - Ширли Маклейн - Мерседес МакКэмбридж - Мэй Макэвой - Барбара ла Марр - Эдди Мёрфи - Сесиль Блаунт Де Милль - Хелен Миррен - Роберт Митчем - Мэрилин Монро - Роджер Мур - Мишель Морган |
| Уолтер Маттау          | 6357 Голливудский б-р            | - Майк Майерс - Дороти Макгуайр - Уолтер Маттау - Стив Маккуин - Ширли Маклейн - Мерседес МакКэмбридж - Мэй Макэвой - Барбара ла Марр - Эдди Мёрфи - Сесиль Блаунт Де Милль - Хелен Миррен - Роберт Митчем - Мэрилин Монро - Роджер Мур - Мишель Морган |
| Виктор Матьюр          | 6780 Голливудский б-р            | - Майк Майерс - Дороти Макгуайр - Уолтер Маттау - Стив Маккуин - Ширли Маклейн - Мерседес МакКэмбридж - Мэй Макэвой - Барбара ла Марр - Эдди Мёрфи - Сесиль Блаунт Де Милль - Хелен Миррен - Роберт Митчем - Мэрилин Монро - Роджер Мур - Мишель Морган |
| Микки Маус             | 6925 Голливудский б-р            | - Майк Майерс - Дороти Макгуайр - Уолтер Маттау - Стив Маккуин - Ширли Маклейн - Мерседес МакКэмбридж - Мэй Макэвой - Барбара ла Марр - Эдди Мёрфи - Сесиль Блаунт Де Милль - Хелен Миррен - Роберт Митчем - Мэрилин Монро - Роджер Мур - Мишель Морган |
| Минни Маус             | 6834 Голливудский б-р            | - Майк Майерс - Дороти Макгуайр - Уолтер Маттау - Стив Маккуин - Ширли Маклейн - Мерседес МакКэмбридж - Мэй Макэвой - Барбара ла Марр - Эдди Мёрфи - Сесиль Блаунт Де Милль - Хелен Миррен - Роберт Митчем - Мэрилин Монро - Роджер Мур - Мишель Морган |
| Софья Мегес            | 1719 Вайн-стрит                  | - Майк Майерс - Дороти Макгуайр - Уолтер Маттау - Стив Маккуин - Ширли Маклейн - Мерседес МакКэмбридж - Мэй Макэвой - Барбара ла Марр - Эдди Мёрфи - Сесиль Блаунт Де Милль - Хелен Миррен - Роберт Митчем - Мэрилин Монро - Роджер Мур - Мишель Морган |
| Мейклджон              | 1777 Вайн-стрит                  | - Майк Майерс - Дороти Макгуайр - Уолтер Маттау - Стив Маккуин - Ширли Маклейн - Мерседес МакКэмбридж - Мэй Макэвой - Барбара ла Марр - Эдди Мёрфи - Сесиль Блаунт Де Милль - Хелен Миррен - Роберт Митчем - Мэрилин Монро - Роджер Мур - Мишель Морган |
| Адольф Менжу           | 6826 Голливудский б-р            | - Майк Майерс - Дороти Макгуайр - Уолтер Маттау - Стив Маккуин - Ширли Маклейн - Мерседес МакКэмбридж - Мэй Макэвой - Барбара ла Марр - Эдди Мёрфи - Сесиль Блаунт Де Милль - Хелен Миррен - Роберт Митчем - Мэрилин Монро - Роджер Мур - Мишель Морган |
| Берджесс Мередит       | 6904 Голливудский б-р            | - Майк Майерс - Дороти Макгуайр - Уолтер Маттау - Стив Маккуин - Ширли Маклейн - Мерседес МакКэмбридж - Мэй Макэвой - Барбара ла Марр - Эдди Мёрфи - Сесиль Блаунт Де Милль - Хелен Миррен - Роберт Митчем - Мэрилин Монро - Роджер Мур - Мишель Морган |
| Алан Менкен            | 6834 Голливудский б-р            | - Майк Майерс - Дороти Макгуайр - Уолтер Маттау - Стив Маккуин - Ширли Маклейн - Мерседес МакКэмбридж - Мэй Макэвой - Барбара ла Марр - Эдди Мёрфи - Сесиль Блаунт Де Милль - Хелен Миррен - Роберт Митчем - Мэрилин Монро - Роджер Мур - Мишель Морган |
| Уна Меркел             | 6262 Голливудский б-р            | - Майк Майерс - Дороти Макгуайр - Уолтер Маттау - Стив Маккуин - Ширли Маклейн - Мерседес МакКэмбридж - Мэй Макэвой - Барбара ла Марр - Эдди Мёрфи - Сесиль Блаунт Де Милль - Хелен Миррен - Роберт Митчем - Мэрилин Монро - Роджер Мур - Мишель Морган |
| Этель Мерман           | 7044 Голливудский б-р            | - Майк Майерс - Дороти Макгуайр - Уолтер Маттау - Стив Маккуин - Ширли Маклейн - Мерседес МакКэмбридж - Мэй Макэвой - Барбара ла Марр - Эдди Мёрфи - Сесиль Блаунт Де Милль - Хелен Миррен - Роберт Митчем - Мэрилин Монро - Роджер Мур - Мишель Морган |
| Джордж Мерфи           | 1601 Вайн-стрит                  | - Майк Майерс - Дороти Макгуайр - Уолтер Маттау - Стив Маккуин - Ширли Маклейн - Мерседес МакКэмбридж - Мэй Макэвой - Барбара ла Марр - Эдди Мёрфи - Сесиль Блаунт Де Милль - Хелен Миррен - Роберт Митчем - Мэрилин Монро - Роджер Мур - Мишель Морган |
| Оди Мерфи              | 1601 Вайн-стрит                  | - Майк Майерс - Дороти Макгуайр - Уолтер Маттау - Стив Маккуин - Ширли Маклейн - Мерседес МакКэмбридж - Мэй Макэвой - Барбара ла Марр - Эдди Мёрфи - Сесиль Блаунт Де Милль - Хелен Миррен - Роберт Митчем - Мэрилин Монро - Роджер Мур - Мишель Морган |
| Чарли Мерфи            | 1719 Вайн-стрит                  | - Майк Майерс - Дороти Макгуайр - Уолтер Маттау - Стив Маккуин - Ширли Маклейн - Мерседес МакКэмбридж - Мэй Макэвой - Барбара ла Марр - Эдди Мёрфи - Сесиль Блаунт Де Милль - Хелен Миррен - Роберт Митчем - Мэрилин Монро - Роджер Мур - Мишель Морган |
| Эдди Мёрфи             | 7000 Голливудский б-р            | - Майк Майерс - Дороти Макгуайр - Уолтер Маттау - Стив Маккуин - Ширли Маклейн - Мерседес МакКэмбридж - Мэй Макэвой - Барбара ла Марр - Эдди Мёрфи - Сесиль Блаунт Де Милль - Хелен Миррен - Роберт Митчем - Мэрилин Монро - Роджер Мур - Мишель Морган |
| Майк Медавой           | 6801 Голливудский б-р            | - Майк Майерс - Дороти Макгуайр - Уолтер Маттау - Стив Маккуин - Ширли Маклейн - Мерседес МакКэмбридж - Мэй Макэвой - Барбара ла Марр - Эдди Мёрфи - Сесиль Блаунт Де Милль - Хелен Миррен - Роберт Митчем - Мэрилин Монро - Роджер Мур - Мишель Морган |
| Дональд Мик            | 1752 Вайн-стрит                  | - Майк Майерс - Дороти Макгуайр - Уолтер Маттау - Стив Маккуин - Ширли Маклейн - Мерседес МакКэмбридж - Мэй Макэвой - Барбара ла Марр - Эдди Мёрфи - Сесиль Блаунт Де Милль - Хелен Миррен - Роберт Митчем - Мэрилин Монро - Роджер Мур - Мишель Морган |
| Джордж Микер           | 6101 Голливудский б-р            | - Майк Майерс - Дороти Макгуайр - Уолтер Маттау - Стив Маккуин - Ширли Маклейн - Мерседес МакКэмбридж - Мэй Макэвой - Барбара ла Марр - Эдди Мёрфи - Сесиль Блаунт Де Милль - Хелен Миррен - Роберт Митчем - Мэрилин Монро - Роджер Мур - Мишель Морган |
| Том Микс               | 1708 Вайн-стрит                  | - Майк Майерс - Дороти Макгуайр - Уолтер Маттау - Стив Маккуин - Ширли Маклейн - Мерседес МакКэмбридж - Мэй Макэвой - Барбара ла Марр - Эдди Мёрфи - Сесиль Блаунт Де Милль - Хелен Миррен - Роберт Митчем - Мэрилин Монро - Роджер Мур - Мишель Морган |
| Рэй Милланд            | 1621 Вайн-стрит                  | - Майк Майерс - Дороти Макгуайр - Уолтер Маттау - Стив Маккуин - Ширли Маклейн - Мерседес МакКэмбридж - Мэй Макэвой - Барбара ла Марр - Эдди Мёрфи - Сесиль Блаунт Де Милль - Хелен Миррен - Роберт Митчем - Мэрилин Монро - Роджер Мур - Мишель Морган |
| Мэрилин Миллер         | 6301 Голливудский б-р            | - Майк Майерс - Дороти Макгуайр - Уолтер Маттау - Стив Маккуин - Ширли Маклейн - Мерседес МакКэмбридж - Мэй Макэвой - Барбара ла Марр - Эдди Мёрфи - Сесиль Блаунт Де Милль - Хелен Миррен - Роберт Митчем - Мэрилин Монро - Роджер Мур - Мишель Морган |
| Энн Миллер             | 6914 Голливудский б-р            | - Майк Майерс - Дороти Макгуайр - Уолтер Маттау - Стив Маккуин - Ширли Маклейн - Мерседес МакКэмбридж - Мэй Макэвой - Барбара ла Марр - Эдди Мёрфи - Сесиль Блаунт Де Милль - Хелен Миррен - Роберт Митчем - Мэрилин Монро - Роджер Мур - Мишель Морган |
| Сесиль Блаунт Де Милль | 1725 Вайн-стрит                  | - Майк Майерс - Дороти Макгуайр - Уолтер Маттау - Стив Маккуин - Ширли Маклейн - Мерседес МакКэмбридж - Мэй Макэвой - Барбара ла Марр - Эдди Мёрфи - Сесиль Блаунт Де Милль - Хелен Миррен - Роберт Митчем - Мэрилин Монро - Роджер Мур - Мишель Морган |
| Винсент Миннелли       | 6676 Голливудский б-р            | - Майк Майерс - Дороти Макгуайр - Уолтер Маттау - Стив Маккуин - Ширли Маклейн - Мерседес МакКэмбридж - Мэй Макэвой - Барбара ла Марр - Эдди Мёрфи - Сесиль Блаунт Де Милль - Хелен Миррен - Роберт Митчем - Мэрилин Монро - Роджер Мур - Мишель Морган |
| Мэри Майлз Минтер      | 1724 Вайн-стрит                  | - Майк Майерс - Дороти Макгуайр - Уолтер Маттау - Стив Маккуин - Ширли Маклейн - Мерседес МакКэмбридж - Мэй Макэвой - Барбара ла Марр - Эдди Мёрфи - Сесиль Блаунт Де Милль - Хелен Миррен - Роберт Митчем - Мэрилин Монро - Роджер Мур - Мишель Морган |
| Хелен Миррен           | 6714 Голливудский б-р            | - Майк Майерс - Дороти Макгуайр - Уолтер Маттау - Стив Маккуин - Ширли Маклейн - Мерседес МакКэмбридж - Мэй Макэвой - Барбара ла Марр - Эдди Мёрфи - Сесиль Блаунт Де Милль - Хелен Миррен - Роберт Митчем - Мэрилин Монро - Роджер Мур - Мишель Морган |
| Томас Митчелл          | 1651 Вайн-стрит                  | - Майк Майерс - Дороти Макгуайр - Уолтер Маттау - Стив Маккуин - Ширли Маклейн - Мерседес МакКэмбридж - Мэй Макэвой - Барбара ла Марр - Эдди Мёрфи - Сесиль Блаунт Де Милль - Хелен Миррен - Роберт Митчем - Мэрилин Монро - Роджер Мур - Мишель Морган |
| Роберт Митчем          | 6240 Голливудский б-р            | - Майк Майерс - Дороти Макгуайр - Уолтер Маттау - Стив Маккуин - Ширли Маклейн - Мерседес МакКэмбридж - Мэй Макэвой - Барбара ла Марр - Эдди Мёрфи - Сесиль Блаунт Де Милль - Хелен Миррен - Роберт Митчем - Мэрилин Монро - Роджер Мур - Мишель Морган |
| Тосиро Мифунэ          | 6912 Голливудский б-р            | - Майк Майерс - Дороти Макгуайр - Уолтер Маттау - Стив Маккуин - Ширли Маклейн - Мерседес МакКэмбридж - Мэй Макэвой - Барбара ла Марр - Эдди Мёрфи - Сесиль Блаунт Де Милль - Хелен Миррен - Роберт Митчем - Мэрилин Монро - Роджер Мур - Мишель Морган |
| Оскар Мишо             | 6721 Голливудский б-р            | - Майк Майерс - Дороти Макгуайр - Уолтер Маттау - Стив Маккуин - Ширли Маклейн - Мерседес МакКэмбридж - Мэй Макэвой - Барбара ла Марр - Эдди Мёрфи - Сесиль Блаунт Де Милль - Хелен Миррен - Роберт Митчем - Мэрилин Монро - Роджер Мур - Мишель Морган |
| Карл Молден            | 6231 Голливудский б-р            | - Майк Майерс - Дороти Макгуайр - Уолтер Маттау - Стив Маккуин - Ширли Маклейн - Мерседес МакКэмбридж - Мэй Макэвой - Барбара ла Марр - Эдди Мёрфи - Сесиль Блаунт Де Милль - Хелен Миррен - Роберт Митчем - Мэрилин Монро - Роджер Мур - Мишель Морган |
| Мэрилин Монро          | 6774 Голливудский б-р            | - Майк Майерс - Дороти Макгуайр - Уолтер Маттау - Стив Маккуин - Ширли Маклейн - Мерседес МакКэмбридж - Мэй Макэвой - Барбара ла Марр - Эдди Мёрфи - Сесиль Блаунт Де Милль - Хелен Миррен - Роберт Митчем - Мэрилин Монро - Роджер Мур - Мишель Морган |
| Роберт Монтгомери      | 6440 Голливудский б-р            | - Майк Майерс - Дороти Макгуайр - Уолтер Маттау - Стив Маккуин - Ширли Маклейн - Мерседес МакКэмбридж - Мэй Макэвой - Барбара ла Марр - Эдди Мёрфи - Сесиль Блаунт Де Милль - Хелен Миррен - Роберт Митчем - Мэрилин Монро - Роджер Мур - Мишель Морган |
| Хэл Мор                | 6433 Голливудский б-р            | - Майк Майерс - Дороти Макгуайр - Уолтер Маттау - Стив Маккуин - Ширли Маклейн - Мерседес МакКэмбридж - Мэй Макэвой - Барбара ла Марр - Эдди Мёрфи - Сесиль Блаунт Де Милль - Хелен Миррен - Роберт Митчем - Мэрилин Монро - Роджер Мур - Мишель Морган |
| Полли Моран            | 6300 Голливудский б-р            | - Майк Майерс - Дороти Макгуайр - Уолтер Маттау - Стив Маккуин - Ширли Маклейн - Мерседес МакКэмбридж - Мэй Макэвой - Барбара ла Марр - Эдди Мёрфи - Сесиль Блаунт Де Милль - Хелен Миррен - Роберт Митчем - Мэрилин Монро - Роджер Мур - Мишель Морган |
| Антонио Морено         | 6651 Голливудский б-р            | - Майк Майерс - Дороти Макгуайр - Уолтер Маттау - Стив Маккуин - Ширли Маклейн - Мерседес МакКэмбридж - Мэй Макэвой - Барбара ла Марр - Эдди Мёрфи - Сесиль Блаунт Де Милль - Хелен Миррен - Роберт Митчем - Мэрилин Монро - Роджер Мур - Мишель Морган |
| Рита Морено            | 7083 Голливудский б-р            | - Майк Майерс - Дороти Макгуайр - Уолтер Маттау - Стив Маккуин - Ширли Маклейн - Мерседес МакКэмбридж - Мэй Макэвой - Барбара ла Марр - Эдди Мёрфи - Сесиль Блаунт Де Милль - Хелен Миррен - Роберт Митчем - Мэрилин Монро - Роджер Мур - Мишель Морган |
| Фрэнк Морган           | 1708 Вайн-стрит                  | - Майк Майерс - Дороти Макгуайр - Уолтер Маттау - Стив Маккуин - Ширли Маклейн - Мерседес МакКэмбридж - Мэй Макэвой - Барбара ла Марр - Эдди Мёрфи - Сесиль Блаунт Де Милль - Хелен Миррен - Роберт Митчем - Мэрилин Монро - Роджер Мур - Мишель Морган |
| Мишель Морган          | 1645 Вайн-стрит                  | - Майк Майерс - Дороти Макгуайр - Уолтер Маттау - Стив Маккуин - Ширли Маклейн - Мерседес МакКэмбридж - Мэй Макэвой - Барбара ла Марр - Эдди Мёрфи - Сесиль Блаунт Де Милль - Хелен Миррен - Роберт Митчем - Мэрилин Монро - Роджер Мур - Мишель Морган |
| Ральф Морган           | 1617 Вайн-стрит                  | - Майк Майерс - Дороти Макгуайр - Уолтер Маттау - Стив Маккуин - Ширли Маклейн - Мерседес МакКэмбридж - Мэй Макэвой - Барбара ла Марр - Эдди Мёрфи - Сесиль Блаунт Де Милль - Хелен Миррен - Роберт Митчем - Мэрилин Монро - Роджер Мур - Мишель Морган |
| Пэт Морита             | 6633 Голливудский б-р            | - Майк Майерс - Дороти Макгуайр - Уолтер Маттау - Стив Маккуин - Ширли Маклейн - Мерседес МакКэмбридж - Мэй Макэвой - Барбара ла Марр - Эдди Мёрфи - Сесиль Блаунт Де Милль - Хелен Миррен - Роберт Митчем - Мэрилин Монро - Роджер Мур - Мишель Морган |
| Маргарита Де Ла Мотт   | 6902 Голливудский б-р            | - Майк Майерс - Дороти Макгуайр - Уолтер Маттау - Стив Маккуин - Ширли Маклейн - Мерседес МакКэмбридж - Мэй Макэвой - Барбара ла Марр - Эдди Мёрфи - Сесиль Блаунт Де Милль - Хелен Миррен - Роберт Митчем - Мэрилин Монро - Роджер Мур - Мишель Морган |
| Джек Малхолл           | 1724 Вайн-стрит                  | - Майк Майерс - Дороти Макгуайр - Уолтер Маттау - Стив Маккуин - Ширли Маклейн - Мерседес МакКэмбридж - Мэй Макэвой - Барбара ла Марр - Эдди Мёрфи - Сесиль Блаунт Де Милль - Хелен Миррен - Роберт Митчем - Мэрилин Монро - Роджер Мур - Мишель Морган |
| Пол Муни               | 6433 Голливудский б-р            | - Майк Майерс - Дороти Макгуайр - Уолтер Маттау - Стив Маккуин - Ширли Маклейн - Мерседес МакКэмбридж - Мэй Макэвой - Барбара ла Марр - Эдди Мёрфи - Сесиль Блаунт Де Милль - Хелен Миррен - Роберт Митчем - Мэрилин Монро - Роджер Мур - Мишель Морган |
| Виктор Мур             | 6834 Голливудский б-р            | - Майк Майерс - Дороти Макгуайр - Уолтер Маттау - Стив Маккуин - Ширли Маклейн - Мерседес МакКэмбридж - Мэй Макэвой - Барбара ла Марр - Эдди Мёрфи - Сесиль Блаунт Де Милль - Хелен Миррен - Роберт Митчем - Мэрилин Монро - Роджер Мур - Мишель Морган |
| Дадли Мур              | 7000 Голливудский б-р            | - Майк Майерс - Дороти Макгуайр - Уолтер Маттау - Стив Маккуин - Ширли Маклейн - Мерседес МакКэмбридж - Мэй Макэвой - Барбара ла Марр - Эдди Мёрфи - Сесиль Блаунт Де Милль - Хелен Миррен - Роберт Митчем - Мэрилин Монро - Роджер Мур - Мишель Морган |
| Джулианна Мур          | 6250 Голливудский б-р            | - Майк Майерс - Дороти Макгуайр - Уолтер Маттау - Стив Маккуин - Ширли Маклейн - Мерседес МакКэмбридж - Мэй Макэвой - Барбара ла Марр - Эдди Мёрфи - Сесиль Блаунт Де Милль - Хелен Миррен - Роберт Митчем - Мэрилин Монро - Роджер Мур - Мишель Морган |
| Грейс Мур              | 6274 Голливудский б-р            | - Майк Майерс - Дороти Макгуайр - Уолтер Маттау - Стив Маккуин - Ширли Маклейн - Мерседес МакКэмбридж - Мэй Макэвой - Барбара ла Марр - Эдди Мёрфи - Сесиль Блаунт Де Милль - Хелен Миррен - Роберт Митчем - Мэрилин Монро - Роджер Мур - Мишель Морган |
| Колин Мур              | 1549 Вайн-стрит                  | - Майк Майерс - Дороти Макгуайр - Уолтер Маттау - Стив Маккуин - Ширли Маклейн - Мерседес МакКэмбридж - Мэй Макэвой - Барбара ла Марр - Эдди Мёрфи - Сесиль Блаунт Де Милль - Хелен Миррен - Роберт Митчем - Мэрилин Монро - Роджер Мур - Мишель Морган |
| Констанс Мур           | 6270 Голливудский б-р            | - Майк Майерс - Дороти Макгуайр - Уолтер Маттау - Стив Маккуин - Ширли Маклейн - Мерседес МакКэмбридж - Мэй Макэвой - Барбара ла Марр - Эдди Мёрфи - Сесиль Блаунт Де Милль - Хелен Миррен - Роберт Митчем - Мэрилин Монро - Роджер Мур - Мишель Морган |
| Мэттью Мур             | 6301 Голливудский б-р            | - Майк Майерс - Дороти Макгуайр - Уолтер Маттау - Стив Маккуин - Ширли Маклейн - Мерседес МакКэмбридж - Мэй Макэвой - Барбара ла Марр - Эдди Мёрфи - Сесиль Блаунт Де Милль - Хелен Миррен - Роберт Митчем - Мэрилин Монро - Роджер Мур - Мишель Морган |
| Оуэн Мур               | 6727 Голливудский б-р            | - Майк Майерс - Дороти Макгуайр - Уолтер Маттау - Стив Маккуин - Ширли Маклейн - Мерседес МакКэмбридж - Мэй Макэвой - Барбара ла Марр - Эдди Мёрфи - Сесиль Блаунт Де Милль - Хелен Миррен - Роберт Митчем - Мэрилин Монро - Роджер Мур - Мишель Морган |
| Роджер Мур             | 7007 Голливудский б-р            | - Майк Майерс - Дороти Макгуайр - Уолтер Маттау - Стив Маккуин - Ширли Маклейн - Мерседес МакКэмбридж - Мэй Макэвой - Барбара ла Марр - Эдди Мёрфи - Сесиль Блаунт Де Милль - Хелен Миррен - Роберт Митчем - Мэрилин Монро - Роджер Мур - Мишель Морган |
| Терри Мур              | 7076 Голливудский б-р            | - Майк Майерс - Дороти Макгуайр - Уолтер Маттау - Стив Маккуин - Ширли Маклейн - Мерседес МакКэмбридж - Мэй Макэвой - Барбара ла Марр - Эдди Мёрфи - Сесиль Блаунт Де Милль - Хелен Миррен - Роберт Митчем - Мэрилин Монро - Роджер Мур - Мишель Морган |
| Томас Дж. Мур          | 1640 Вайн-стрит                  | - Майк Майерс - Дороти Макгуайр - Уолтер Маттау - Стив Маккуин - Ширли Маклейн - Мерседес МакКэмбридж - Мэй Макэвой - Барбара ла Марр - Эдди Мёрфи - Сесиль Блаунт Де Милль - Хелен Миррен - Роберт Митчем - Мэрилин Монро - Роджер Мур - Мишель Морган |
| Хуанита Мур            | 6100 Голливудский б-р            | - Майк Майерс - Дороти Макгуайр - Уолтер Маттау - Стив Маккуин - Ширли Маклейн - Мерседес МакКэмбридж - Мэй Макэвой - Барбара ла Марр - Эдди Мёрфи - Сесиль Блаунт Де Милль - Хелен Миррен - Роберт Митчем - Мэрилин Монро - Роджер Мур - Мишель Морган |
| Агнес Мурхед           | 1719 Вайн-стрит                  | - Майк Майерс - Дороти Макгуайр - Уолтер Маттау - Стив Маккуин - Ширли Маклейн - Мерседес МакКэмбридж - Мэй Макэвой - Барбара ла Марр - Эдди Мёрфи - Сесиль Блаунт Де Милль - Хелен Миррен - Роберт Митчем - Мэрилин Монро - Роджер Мур - Мишель Морган |
| Деннис Мьюрен          | 6764 Голливудский б-р            | - Майк Майерс - Дороти Макгуайр - Уолтер Маттау - Стив Маккуин - Ширли Маклейн - Мерседес МакКэмбридж - Мэй Макэвой - Барбара ла Марр - Эдди Мёрфи - Сесиль Блаунт Де Милль - Хелен Миррен - Роберт Митчем - Мэрилин Монро - Роджер Мур - Мишель Морган |
| Джин Мьюр              | 6280 Голливудский б-р            | - Майк Майерс - Дороти Макгуайр - Уолтер Маттау - Стив Маккуин - Ширли Маклейн - Мерседес МакКэмбридж - Мэй Макэвой - Барбара ла Марр - Эдди Мёрфи - Сесиль Блаунт Де Милль - Хелен Миррен - Роберт Митчем - Мэрилин Монро - Роджер Мур - Мишель Морган |
| Кен Мэйнард            | 6751 Голливудский б-р            | - Майк Майерс - Дороти Макгуайр - Уолтер Маттау - Стив Маккуин - Ширли Маклейн - Мерседес МакКэмбридж - Мэй Макэвой - Барбара ла Марр - Эдди Мёрфи - Сесиль Блаунт Де Милль - Хелен Миррен - Роберт Митчем - Мэрилин Монро - Роджер Мур - Мишель Морган |
| Дороти Мэлоун          | 1716 Вайн-стрит                  | - Майк Майерс - Дороти Макгуайр - Уолтер Маттау - Стив Маккуин - Ширли Маклейн - Мерседес МакКэмбридж - Мэй Макэвой - Барбара ла Марр - Эдди Мёрфи - Сесиль Блаунт Де Милль - Хелен Миррен - Роберт Митчем - Мэрилин Монро - Роджер Мур - Мишель Морган |
| Джейн Мэнсфилд         | 6328 Голливудский б-р            | - Майк Майерс - Дороти Макгуайр - Уолтер Маттау - Стив Маккуин - Ширли Маклейн - Мерседес МакКэмбридж - Мэй Макэвой - Барбара ла Марр - Эдди Мёрфи - Сесиль Блаунт Де Милль - Хелен Миррен - Роберт Митчем - Мэрилин Монро - Роджер Мур - Мишель Морган |
| Уильям Х. Мэйси        | 7072 Голливудский б-р            | - Майк Майерс - Дороти Макгуайр - Уолтер Маттау - Стив Маккуин - Ширли Маклейн - Мерседес МакКэмбридж - Мэй Макэвой - Барбара ла Марр - Эдди Мёрфи - Сесиль Блаунт Де Милль - Хелен Миррен - Роберт Митчем - Мэрилин Монро - Роджер Мур - Мишель Морган |
| Илона Мэсси            | 1623 Вайн-стрит                  | - Майк Майерс - Дороти Макгуайр - Уолтер Маттау - Стив Маккуин - Ширли Маклейн - Мерседес МакКэмбридж - Мэй Макэвой - Барбара ла Марр - Эдди Мёрфи - Сесиль Блаунт Де Милль - Хелен Миррен - Роберт Митчем - Мэрилин Монро - Роджер Мур - Мишель Морган |
| Рэймонд Мэсси          | 1719 Вайн-стрит                  | - Майк Майерс - Дороти Макгуайр - Уолтер Маттау - Стив Маккуин - Ширли Маклейн - Мерседес МакКэмбридж - Мэй Макэвой - Барбара ла Марр - Эдди Мёрфи - Сесиль Блаунт Де Милль - Хелен Миррен - Роберт Митчем - Мэрилин Монро - Роджер Мур - Мишель Морган |
| Дон Мюррей             | 6385 Голливудский б-р            | - Майк Майерс - Дороти Макгуайр - Уолтер Маттау - Стив Маккуин - Ширли Маклейн - Мерседес МакКэмбридж - Мэй Макэвой - Барбара ла Марр - Эдди Мёрфи - Сесиль Блаунт Де Милль - Хелен Миррен - Роберт Митчем - Мэрилин Монро - Роджер Мур - Мишель Морган |
| Мэй Мюррей             | 6318 Голливудский б-р            | - Майк Майерс - Дороти Макгуайр - Уолтер Маттау - Стив Маккуин - Ширли Маклейн - Мерседес МакКэмбридж - Мэй Макэвой - Барбара ла Марр - Эдди Мёрфи - Сесиль Блаунт Де Милль - Хелен Миррен - Роберт Митчем - Мэрилин Монро - Роджер Мур - Мишель Морган |

### Н
| Имя, Фамилия     | Адрес (там где находится звезда) | Фотографии некоторых лауреатов                                            |
| ---------------- | -------------------------------- | ------------------------------------------------------------------------- |
| Конрад Найджел   | 1719 Вайн-стрит                  | - Алла Назимова - Лесли Нильсен - Леонард Нимой - Чак Норрис - Пол Ньюман |
| Алла Назимова    | 6933 Голливудский б-р            | - Алла Назимова - Лесли Нильсен - Леонард Нимой - Чак Норрис - Пол Ньюман |
| Дэвид Найвен     | 6384 Голливудский б-р            | - Алла Назимова - Лесли Нильсен - Леонард Нимой - Чак Норрис - Пол Ньюман |
| Нита Нальди      | 6316 Голливудский б-р            | - Алла Назимова - Лесли Нильсен - Леонард Нимой - Чак Норрис - Пол Ньюман |
| Фред Нибло       | 7014 Голливудский б-р            | - Алла Назимова - Лесли Нильсен - Леонард Нимой - Чак Норрис - Пол Ньюман |
| Пола Негри       | 6140 Голливудский б-р            | - Алла Назимова - Лесли Нильсен - Леонард Нимой - Чак Норрис - Пол Ньюман |
| Жан Негулеско    | 6212 Голливудский б-р            | - Алла Назимова - Лесли Нильсен - Леонард Нимой - Чак Норрис - Пол Ньюман |
| Маршэлл Нейлан   | 6241 Голливудский б-р            | - Алла Назимова - Лесли Нильсен - Леонард Нимой - Чак Норрис - Пол Ньюман |
| Дэвид Нельсон    | 1501 Вайн стрит                  | - Алла Назимова - Лесли Нильсен - Леонард Нимой - Чак Норрис - Пол Ньюман |
| Джин Нельсон     | 7005 Голливудский б-р            | - Алла Назимова - Лесли Нильсен - Леонард Нимой - Чак Норрис - Пол Ньюман |
| Джон Несбитт     | 1717 Вайн-стрит                  | - Алла Назимова - Лесли Нильсен - Леонард Нимой - Чак Норрис - Пол Ньюман |
| Братья Николас   | 7083 Голливудский б-р            | - Алла Назимова - Лесли Нильсен - Леонард Нимой - Чак Норрис - Пол Ньюман |
| Джек Николсон    | 6925 Голливудский б-р            | - Алла Назимова - Лесли Нильсен - Леонард Нимой - Чак Норрис - Пол Ньюман |
| Мэриан Никсон    | 1724 Вайн-стрит                  | - Алла Назимова - Лесли Нильсен - Леонард Нимой - Чак Норрис - Пол Ньюман |
| Патриция Нил     | 7018 Голливудский б-р            | - Алла Назимова - Лесли Нильсен - Леонард Нимой - Чак Норрис - Пол Ньюман |
| Лесли Нильсен    | 6541 Голливудский б-р            | - Алла Назимова - Лесли Нильсен - Леонард Нимой - Чак Норрис - Пол Ньюман |
| Анна К. Нильссон | 6150 Голливудский б-р            | - Алла Назимова - Лесли Нильсен - Леонард Нимой - Чак Норрис - Пол Ньюман |
| Леонард Нимой    | 6651 Голливудский б-р            | - Алла Назимова - Лесли Нильсен - Леонард Нимой - Чак Норрис - Пол Ньюман |
| Ким Новак        | 6332 Голливудский б-р            | - Алла Назимова - Лесли Нильсен - Леонард Нимой - Чак Норрис - Пол Ньюман |
| Рамон Новарро    | 6350 Голливудский б-р            | - Алла Назимова - Лесли Нильсен - Леонард Нимой - Чак Норрис - Пол Ньюман |
| Ник Нолти        | 6433 Голливудский б-р            | - Алла Назимова - Лесли Нильсен - Леонард Нимой - Чак Норрис - Пол Ньюман |
| Мэйбл Норманд    | 6821 Голливудский б-р            | - Алла Назимова - Лесли Нильсен - Леонард Нимой - Чак Норрис - Пол Ньюман |
| Чак Норрис       | 7000 Голливудский б-р            | - Алла Назимова - Лесли Нильсен - Леонард Нимой - Чак Норрис - Пол Ньюман |
| Пол Ньюман       | 7060 Голливудский б-р            | - Алла Назимова - Лесли Нильсен - Леонард Нимой - Чак Норрис - Пол Ньюман |
| Рэнди Ньюман     | 6667 Голливудский б-р            | - Алла Назимова - Лесли Нильсен - Леонард Нимой - Чак Норрис - Пол Ньюман |
| Мэйс Ньюфилд     | 6714 Голливудский б-р            | - Алла Назимова - Лесли Нильсен - Леонард Нимой - Чак Норрис - Пол Ньюман |

### О
| Имя, Фамилия        | Адрес (там где находится звезда) | Фотографии некоторых лауреатов        |
| ------------------- | -------------------------------- | ------------------------------------- |
| Джордж О’Брайен     | 6201 Голливудский б-р            | - Лоренс Оливье - Эдвард Джеймс Олмос |
| Дэйв О’Брайен       | 6251 Голливудский б-р            | - Лоренс Оливье - Эдвард Джеймс Олмос |
| Маргарет О’Брайен   | 6606 Голливудский б-р            | - Лоренс Оливье - Эдвард Джеймс Олмос |
| Пэт О’Брайен        | 1531 Вайн-стрит                  | - Лоренс Оливье - Эдвард Джеймс Олмос |
| Эдмонд О’Брайен     | 1725 Вайн-стрит                  | - Лоренс Оливье - Эдвард Джеймс Олмос |
| Юджин О’Брайен      | 1620 Вайн-стрит                  | - Лоренс Оливье - Эдвард Джеймс Олмос |
| Молли О’Дэй         | 1708 Вайн-стрит                  | - Лоренс Оливье - Эдвард Джеймс Олмос |
| Дональд О’Коннор    | 1680 Вайн-стрит                  | - Лоренс Оливье - Эдвард Джеймс Олмос |
| Генри О’Нил         | 6801 Голливудский б-р            | - Лоренс Оливье - Эдвард Джеймс Олмос |
| Райан О’Нил         | 7057 Голливудский б-р            | - Лоренс Оливье - Эдвард Джеймс Олмос |
| Морин О’Салливан    | 6541 Голливудский б-р            | - Лоренс Оливье - Эдвард Джеймс Олмос |
| Морин О’Хара        | 7004 Голливудский б-р            | - Лоренс Оливье - Эдвард Джеймс Олмос |
| Джордж О’Хэнлон     | 6428 Голливудский б-р            | - Лоренс Оливье - Эдвард Джеймс Олмос |
| Мерл Оберон         | 6274 Голливудский б-р            | - Лоренс Оливье - Эдвард Джеймс Олмос |
| Эдна Мэй Оливер     | 1623 Вайн-стрит                  | - Лоренс Оливье - Эдвард Джеймс Олмос |
| Лоренс Оливье       | 6319 Голливудский б-р            | - Лоренс Оливье - Эдвард Джеймс Олмос |
| Эдвард Джеймс Олмос | 7021 Голливудский б-р            | - Лоренс Оливье - Эдвард Джеймс Олмос |
| Кенни Ортега        | 6243 Голливудский б-р            | - Лоренс Оливье - Эдвард Джеймс Олмос |
| Джин Отри           | 6644 Голливудский б-р            | - Лоренс Оливье - Эдвард Джеймс Олмос |
| Джек Оуки           | 6752 Голливудский б-р            | - Лоренс Оливье - Эдвард Джеймс Олмос |

### П
| Имя, Фамилия         | Адрес (там где находится звезда) | Фотографии некоторых лауреатов                                                            |
| -------------------- | -------------------------------- | ----------------------------------------------------------------------------------------- |
| Денвер Пайл          | 7083 Голливудский б-р            | - Грегори Пек - Мэри Пикфорд - Ричард Прайор - Сидни Пуатье - Мишель Пфайффер - Винни-Пух |
| Катина Паксино       | 1651 Вайн-стрит                  | - Грегори Пек - Мэри Пикфорд - Ричард Прайор - Сидни Пуатье - Мишель Пфайффер - Винни-Пух |
| Джордж Пал           | 1720 Вайн-стрит                  | - Грегори Пек - Мэри Пикфорд - Ричард Прайор - Сидни Пуатье - Мишель Пфайффер - Винни-Пух |
| Джин Паркер          | 6666 Голливудский б-р            | - Грегори Пек - Мэри Пикфорд - Ричард Прайор - Сидни Пуатье - Мишель Пфайффер - Винни-Пух |
| Элинор Паркер        | 6340 Голливудский б-р            | - Грегори Пек - Мэри Пикфорд - Ричард Прайор - Сидни Пуатье - Мишель Пфайффер - Винни-Пух |
| Луэлла Парсонс       | 6418 Голливудский б-р            | - Грегори Пек - Мэри Пикфорд - Ричард Прайор - Сидни Пуатье - Мишель Пфайффер - Винни-Пух |
| Джо Пастернак        | 1541 Вайн-стрит                  | - Грегори Пек - Мэри Пикфорд - Ричард Прайор - Сидни Пуатье - Мишель Пфайффер - Винни-Пух |
| Джейн Пауэлл         | 6818 Голливудский б-р            | - Грегори Пек - Мэри Пикфорд - Ричард Прайор - Сидни Пуатье - Мишель Пфайффер - Винни-Пух |
| Дик Пауэлл           | 6915 Голливудский б-р            | - Грегори Пек - Мэри Пикфорд - Ричард Прайор - Сидни Пуатье - Мишель Пфайффер - Винни-Пух |
| Элинор Пауэлл        | 1541 Вайн-стрит                  | - Грегори Пек - Мэри Пикфорд - Ричард Прайор - Сидни Пуатье - Мишель Пфайффер - Винни-Пух |
| Уильям Пауэлл        | 1636 Вайн-стрит                  | - Грегори Пек - Мэри Пикфорд - Ричард Прайор - Сидни Пуатье - Мишель Пфайффер - Винни-Пух |
| Дэвид Пауэлл         | 1651 Вайн-стрит                  | - Грегори Пек - Мэри Пикфорд - Ричард Прайор - Сидни Пуатье - Мишель Пфайффер - Винни-Пух |
| Тайрон Пауэр         | 6747 Голливудский б-р            | - Грегори Пек - Мэри Пикфорд - Ричард Прайор - Сидни Пуатье - Мишель Пфайффер - Винни-Пух |
| Анита Пейдж          | 6116 Голливудский б-р            | - Грегори Пек - Мэри Пикфорд - Ричард Прайор - Сидни Пуатье - Мишель Пфайффер - Винни-Пух |
| Дженис Пейдж         | 6624 Голливудский б-р            | - Грегори Пек - Мэри Пикфорд - Ричард Прайор - Сидни Пуатье - Мишель Пфайффер - Винни-Пух |
| Джон Пейн            | 6125 Голливудский б-р            | - Грегори Пек - Мэри Пикфорд - Ричард Прайор - Сидни Пуатье - Мишель Пфайффер - Винни-Пух |
| Грегори Пек          | 6100 Голливудский б-р            | - Грегори Пек - Мэри Пикфорд - Ричард Прайор - Сидни Пуатье - Мишель Пфайффер - Винни-Пух |
| Джордж Пеппард       | 6675 Голливудский б-р            | - Грегори Пек - Мэри Пикфорд - Ричард Прайор - Сидни Пуатье - Мишель Пфайффер - Винни-Пух |
| Энтони Перкинс       | 6821 Голливудский б-р            | - Грегори Пек - Мэри Пикфорд - Ричард Прайор - Сидни Пуатье - Мишель Пфайффер - Винни-Пух |
| Тайлер Перри         | 7024 Голливудский б-р            | - Грегори Пек - Мэри Пикфорд - Ричард Прайор - Сидни Пуатье - Мишель Пфайффер - Винни-Пух |
| Джек Перрин          | 1777 Вайн-стрит                  | - Грегори Пек - Мэри Пикфорд - Ричард Прайор - Сидни Пуатье - Мишель Пфайффер - Винни-Пух |
| Ольга Петрова        | 6562 Голливудский б-р            | - Грегори Пек - Мэри Пикфорд - Ричард Прайор - Сидни Пуатье - Мишель Пфайффер - Винни-Пух |
| Уолтер Пиджн         | 6414 Голливудский б-р            | - Грегори Пек - Мэри Пикфорд - Ричард Прайор - Сидни Пуатье - Мишель Пфайффер - Винни-Пух |
| Джек Пикфорд         | 1523 Вайн-стрит                  | - Грегори Пек - Мэри Пикфорд - Ричард Прайор - Сидни Пуатье - Мишель Пфайффер - Винни-Пух |
| Мэри Пикфорд         | 6280 Голливудский б-р            | - Грегори Пек - Мэри Пикфорд - Ричард Прайор - Сидни Пуатье - Мишель Пфайффер - Винни-Пух |
| Джон Питерс          | 6925 Голливудский б-р            | - Грегори Пек - Мэри Пикфорд - Ричард Прайор - Сидни Пуатье - Мишель Пфайффер - Винни-Пух |
| Сьюзан Питерс        | 1601 Вайн-стрит                  | - Грегори Пек - Мэри Пикфорд - Ричард Прайор - Сидни Пуатье - Мишель Пфайффер - Винни-Пух |
| Хаус Питерс          | 6157 Голливудский б-р            | - Грегори Пек - Мэри Пикфорд - Ричард Прайор - Сидни Пуатье - Мишель Пфайффер - Винни-Пух |
| Сейзу Питтс          | 6554 Голливудский б-р            | - Грегори Пек - Мэри Пикфорд - Ричард Прайор - Сидни Пуатье - Мишель Пфайффер - Винни-Пух |
| Лаура Ла Планте      | 6378 Голливудский б-р            | - Грегори Пек - Мэри Пикфорд - Ричард Прайор - Сидни Пуатье - Мишель Пфайффер - Винни-Пух |
| Снуб Поллард         | 6415 Голливудский б-р            | - Грегори Пек - Мэри Пикфорд - Ричард Прайор - Сидни Пуатье - Мишель Пфайффер - Винни-Пух |
| Юджин Поллетт        | 6702 Голливудский б-р            | - Грегори Пек - Мэри Пикфорд - Ричард Прайор - Сидни Пуатье - Мишель Пфайффер - Винни-Пух |
| Генри Кондмен Поттер | 6633 Голливудский б-р            | - Грегори Пек - Мэри Пикфорд - Ричард Прайор - Сидни Пуатье - Мишель Пфайффер - Винни-Пух |
| Ричард Прайор        | 6438 Голливудский б-р            | - Грегори Пек - Мэри Пикфорд - Ричард Прайор - Сидни Пуатье - Мишель Пфайффер - Винни-Пух |
| Винсент Прайс        | 6201 Голливудский б-р            | - Грегори Пек - Мэри Пикфорд - Ричард Прайор - Сидни Пуатье - Мишель Пфайффер - Винни-Пух |
| Мари Прево           | 6201 Голливудский б-р            | - Грегори Пек - Мэри Пикфорд - Ричард Прайор - Сидни Пуатье - Мишель Пфайффер - Винни-Пух |
| Отто Премингер       | 6624 Голливудский б-р            | - Грегори Пек - Мэри Пикфорд - Ричард Прайор - Сидни Пуатье - Мишель Пфайффер - Винни-Пух |
| Эйлин Прингл         | 6723 Голливудский б-р            | - Грегори Пек - Мэри Пикфорд - Ричард Прайор - Сидни Пуатье - Мишель Пфайффер - Винни-Пух |
| Крис Прэтт           | 6834 Голливудский б-р            | - Грегори Пек - Мэри Пикфорд - Ричард Прайор - Сидни Пуатье - Мишель Пфайффер - Винни-Пух |
| Сидни Пуатье         | 7065 Голливудский б-р            | - Грегори Пек - Мэри Пикфорд - Ричард Прайор - Сидни Пуатье - Мишель Пфайффер - Винни-Пух |
| Винни-Пух            | 6834 Голливудский б-р            | - Грегори Пек - Мэри Пикфорд - Ричард Прайор - Сидни Пуатье - Мишель Пфайффер - Винни-Пух |
| Мишель Пфайффер      | 6801 Голливудский б-р            | - Грегори Пек - Мэри Пикфорд - Ричард Прайор - Сидни Пуатье - Мишель Пфайффер - Винни-Пух |
| Франклин Пэнгборн    | 1500 Вайн-стрит                  | - Грегори Пек - Мэри Пикфорд - Ричард Прайор - Сидни Пуатье - Мишель Пфайффер - Винни-Пух |
| Хелен Пэрриш         | 6263 Голливудский б-р            | - Грегори Пек - Мэри Пикфорд - Ричард Прайор - Сидни Пуатье - Мишель Пфайффер - Винни-Пух |
| Гвинет Пэлтроу       | 6931 Голливудский б-р            | - Грегори Пек - Мэри Пикфорд - Ричард Прайор - Сидни Пуатье - Мишель Пфайффер - Винни-Пух |

### Р
| Имя, Фамилия       | Адрес (там где находится звезда) | Фотографии некоторых лауреатов |
| ------------------ | -------------------------------- | --- |
| Чарльз Рагглз      | 6264 Голливудский б-р            | - Вайнона Райдер - Луиза Райнер - Айван Райтман - Джейн Расселл - Бёрт Рейнольдс - Кристофер Рив - Киану Ривз - Тим Роббинс - Джинджер Роджерс |
| Уэсли Рагглз       | 6424 Голливудский б-р            | - Вайнона Райдер - Луиза Райнер - Айван Райтман - Джейн Расселл - Бёрт Рейнольдс - Кристофер Рив - Киану Ривз - Тим Роббинс - Джинджер Роджерс |
| Пол Радд           | 6834 Голливудский б-р            | - Вайнона Райдер - Луиза Райнер - Айван Райтман - Джейн Расселл - Бёрт Рейнольдс - Кристофер Рив - Киану Ривз - Тим Роббинс - Джинджер Роджерс |
| Энн Разерфорд      | 6834 Голливудский б-р            | - Вайнона Райдер - Луиза Райнер - Айван Райтман - Джейн Расселл - Бёрт Рейнольдс - Кристофер Рив - Киану Ривз - Тим Роббинс - Джинджер Роджерс |
| Вайнона Райдер     | 7018 Голливудский б-р            | - Вайнона Райдер - Луиза Райнер - Айван Райтман - Джейн Расселл - Бёрт Рейнольдс - Кристофер Рив - Киану Ривз - Тим Роббинс - Джинджер Роджерс |
| Луиза Райнер       | 6300 Голливудский б-р            | - Вайнона Райдер - Луиза Райнер - Айван Райтман - Джейн Расселл - Бёрт Рейнольдс - Кристофер Рив - Киану Ривз - Тим Роббинс - Джинджер Роджерс |
| Роб Райнер         | 6421 Голливудский б-р            | - Вайнона Райдер - Луиза Райнер - Айван Райтман - Джейн Расселл - Бёрт Рейнольдс - Кристофер Рив - Киану Ривз - Тим Роббинс - Джинджер Роджерс |
| Тереза Райт        | 1680 Вайн-стрит                  | - Вайнона Райдер - Луиза Райнер - Айван Райтман - Джейн Расселл - Бёрт Рейнольдс - Кристофер Рив - Киану Ривз - Тим Роббинс - Джинджер Роджерс |
| Айван Райтман      | 7024 Голливудский б-р            | - Вайнона Райдер - Луиза Райнер - Айван Райтман - Джейн Расселл - Бёрт Рейнольдс - Кристофер Рив - Киану Ривз - Тим Роббинс - Джинджер Роджерс |
| Вера Ралстон       | 1752 Вайн-стрит                  | - Вайнона Райдер - Луиза Райнер - Айван Райтман - Джейн Расселл - Бёрт Рейнольдс - Кристофер Рив - Киану Ривз - Тим Роббинс - Джинджер Роджерс |
| Эстер Ралстон      | 6664 Голливудский б-р            | - Вайнона Райдер - Луиза Райнер - Айван Райтман - Джейн Расселл - Бёрт Рейнольдс - Кристофер Рив - Киану Ривз - Тим Роббинс - Джинджер Роджерс |
| Курт Рассел        | 6201 Голливудский б-р            | - Вайнона Райдер - Луиза Райнер - Айван Райтман - Джейн Расселл - Бёрт Рейнольдс - Кристофер Рив - Киану Ривз - Тим Роббинс - Джинджер Роджерс |
| Гарольд Рассел     | 6752 Голливудский б-р            | - Вайнона Райдер - Луиза Райнер - Айван Райтман - Джейн Расселл - Бёрт Рейнольдс - Кристофер Рив - Киану Ривз - Тим Роббинс - Джинджер Роджерс |
| Гэйл Расселл       | 6933 Голливудский б-р            | - Вайнона Райдер - Луиза Райнер - Айван Райтман - Джейн Расселл - Бёрт Рейнольдс - Кристофер Рив - Киану Ривз - Тим Роббинс - Джинджер Роджерс |
| Джейн Расселл      | 6850 Голливудский б-р            | - Вайнона Райдер - Луиза Райнер - Айван Райтман - Джейн Расселл - Бёрт Рейнольдс - Кристофер Рив - Киану Ривз - Тим Роббинс - Джинджер Роджерс |
| Розалинд Расселл   | 1708 Вайн-стрит                  | - Вайнона Райдер - Луиза Райнер - Айван Райтман - Джейн Расселл - Бёрт Рейнольдс - Кристофер Рив - Киану Ривз - Тим Роббинс - Джинджер Роджерс |
| Бретт Ратнер       | 6801 Голливудский б-р            | - Вайнона Райдер - Луиза Райнер - Айван Райтман - Джейн Расселл - Бёрт Рейнольдс - Кристофер Рив - Киану Ривз - Тим Роббинс - Джинджер Роджерс |
| Грегори Ратофф     | 6100 Голливудский б-р            | - Вайнона Райдер - Луиза Райнер - Айван Райтман - Джейн Расселл - Бёрт Рейнольдс - Кристофер Рив - Киану Ривз - Тим Роббинс - Джинджер Роджерс |
| Джордж Рафт        | 6159 Голливудский б-р            | - Вайнона Райдер - Луиза Райнер - Айван Райтман - Джейн Расселл - Бёрт Рейнольдс - Кристофер Рив - Киану Ривз - Тим Роббинс - Джинджер Роджерс |
| Марта Рей          | 6251 Голливудский б-р            | - Вайнона Райдер - Луиза Райнер - Айван Райтман - Джейн Расселл - Бёрт Рейнольдс - Кристофер Рив - Киану Ривз - Тим Роббинс - Джинджер Роджерс |
| Чарльз Рэй         | 6355 Голливудский б-р            | - Вайнона Райдер - Луиза Райнер - Айван Райтман - Джейн Расселл - Бёрт Рейнольдс - Кристофер Рив - Киану Ривз - Тим Роббинс - Джинджер Роджерс |
| Самнер Редстоун    | 7000 Голливудский б-р            | - Вайнона Райдер - Луиза Райнер - Айван Райтман - Джейн Расселл - Бёрт Рейнольдс - Кристофер Рив - Киану Ривз - Тим Роббинс - Джинджер Роджерс |
| Элла Рейнс         | 7021 Голливудский б-р            | - Вайнона Райдер - Луиза Райнер - Айван Райтман - Джейн Расселл - Бёрт Рейнольдс - Кристофер Рив - Киану Ривз - Тим Роббинс - Джинджер Роджерс |
| Ирвинг Рейс        | 6912 Голливудский б-р            | - Вайнона Райдер - Луиза Райнер - Айван Райтман - Джейн Расселл - Бёрт Рейнольдс - Кристофер Рив - Киану Ривз - Тим Роббинс - Джинджер Роджерс |
| Ли Ремик           | 6104 Голливудский б-р            | - Вайнона Райдер - Луиза Райнер - Айван Райтман - Джейн Расселл - Бёрт Рейнольдс - Кристофер Рив - Киану Ривз - Тим Роббинс - Джинджер Роджерс |
| Бёрт Рейнольдс     | 6838 Голливудский б-р            | - Вайнона Райдер - Луиза Райнер - Айван Райтман - Джейн Расселл - Бёрт Рейнольдс - Кристофер Рив - Киану Ривз - Тим Роббинс - Джинджер Роджерс |
| Дебби Рейнольдс    | 6654 Голливудский б-р            | - Вайнона Райдер - Луиза Райнер - Айван Райтман - Джейн Расселл - Бёрт Рейнольдс - Кристофер Рив - Киану Ривз - Тим Роббинс - Джинджер Роджерс |
| Райан Рейнольдс    | 6801 Голливудский б-р            | - Вайнона Райдер - Луиза Райнер - Айван Райтман - Джейн Расселл - Бёрт Рейнольдс - Кристофер Рив - Киану Ривз - Тим Роббинс - Джинджер Роджерс |
| Клод Рейнс         | 6400 Голливудский б-р            | - Вайнона Райдер - Луиза Райнер - Айван Райтман - Джейн Расселл - Бёрт Рейнольдс - Кристофер Рив - Киану Ривз - Тим Роббинс - Джинджер Роджерс |
| Рэй Реннахан       | 6916 Голливудский б-р            | - Вайнона Райдер - Луиза Райнер - Айван Райтман - Джейн Расселл - Бёрт Рейнольдс - Кристофер Рив - Киану Ривз - Тим Роббинс - Джинджер Роджерс |
| Жан Ренуар         | 6212 Голливудский б-р            | - Вайнона Райдер - Луиза Райнер - Айван Райтман - Джейн Расселл - Бёрт Рейнольдс - Кристофер Рив - Киану Ривз - Тим Роббинс - Джинджер Роджерс |
| Кристофер Рив      | 7021 Голливудский б-р            | - Вайнона Райдер - Луиза Райнер - Айван Райтман - Джейн Расселл - Бёрт Рейнольдс - Кристофер Рив - Киану Ривз - Тим Роббинс - Джинджер Роджерс |
| Киану Ривз         | 6801 Голливудский б-р            | - Вайнона Райдер - Луиза Райнер - Айван Райтман - Джейн Расселл - Бёрт Рейнольдс - Кристофер Рив - Киану Ривз - Тим Роббинс - Джинджер Роджерс |
| Донна Рид          | 1612 Вайн-стрит                  | - Вайнона Райдер - Луиза Райнер - Айван Райтман - Джейн Расселл - Бёрт Рейнольдс - Кристофер Рив - Киану Ривз - Тим Роббинс - Джинджер Роджерс |
| Уоллес Рид         | 6617 Голливудский б-р            | - Вайнона Райдер - Луиза Райнер - Айван Райтман - Джейн Расселл - Бёрт Рейнольдс - Кристофер Рив - Киану Ривз - Тим Роббинс - Джинджер Роджерс |
| Долорес дель Рио   | 1630 Вайн-стрит                  | - Вайнона Райдер - Луиза Райнер - Айван Райтман - Джейн Расселл - Бёрт Рейнольдс - Кристофер Рив - Киану Ривз - Тим Роббинс - Джинджер Роджерс |
| Айрин Рич          | 6225 Голливудский б-р            | - Вайнона Райдер - Луиза Райнер - Айван Райтман - Джейн Расселл - Бёрт Рейнольдс - Кристофер Рив - Киану Ривз - Тим Роббинс - Джинджер Роджерс |
| Кристина Риччи     | 6258 Голливудский б-р            | - Вайнона Райдер - Луиза Райнер - Айван Райтман - Джейн Расселл - Бёрт Рейнольдс - Кристофер Рив - Киану Ривз - Тим Роббинс - Джинджер Роджерс |
| Братья Ритц        | 6756 Голливудский б-р            | - Вайнона Райдер - Луиза Райнер - Айван Райтман - Джейн Расселл - Бёрт Рейнольдс - Кристофер Рив - Киану Ривз - Тим Роббинс - Джинджер Роджерс |
| Гарольд Роббинс    | 6743 Голливудский б-р            | - Вайнона Райдер - Луиза Райнер - Айван Райтман - Джейн Расселл - Бёрт Рейнольдс - Кристофер Рив - Киану Ривз - Тим Роббинс - Джинджер Роджерс |
| Тим Роббинс        | 6801 Голливудский б-р            | - Вайнона Райдер - Луиза Райнер - Айван Райтман - Джейн Расселл - Бёрт Рейнольдс - Кристофер Рив - Киану Ривз - Тим Роббинс - Джинджер Роджерс |
| Теодор Робертс     | 6166 Голливудский б-р            | - Вайнона Райдер - Луиза Райнер - Айван Райтман - Джейн Расселл - Бёрт Рейнольдс - Кристофер Рив - Киану Ривз - Тим Роббинс - Джинджер Роджерс |
| Клифф Робертсон    | 6801 Голливудский б-р            | - Вайнона Райдер - Луиза Райнер - Айван Райтман - Джейн Расселл - Бёрт Рейнольдс - Кристофер Рив - Киану Ривз - Тим Роббинс - Джинджер Роджерс |
| Эдвард Г. Робинсон | 6235 Голливудский б-р            | - Вайнона Райдер - Луиза Райнер - Айван Райтман - Джейн Расселл - Бёрт Рейнольдс - Кристофер Рив - Киану Ривз - Тим Роббинс - Джинджер Роджерс |
| Марк Робсон        | 1720 Вайн-стрит                  | - Вайнона Райдер - Луиза Райнер - Айван Райтман - Джейн Расселл - Бёрт Рейнольдс - Кристофер Рив - Киану Ривз - Тим Роббинс - Джинджер Роджерс |
| Поль Робсон        | 6660 Голливудский б-р            | - Вайнона Райдер - Луиза Райнер - Айван Райтман - Джейн Расселл - Бёрт Рейнольдс - Кристофер Рив - Киану Ривз - Тим Роббинс - Джинджер Роджерс |
| Бадди Роджерс      | 6135 Голливудский б-р            | - Вайнона Райдер - Луиза Райнер - Айван Райтман - Джейн Расселл - Бёрт Рейнольдс - Кристофер Рив - Киану Ривз - Тим Роббинс - Джинджер Роджерс |
| Джинджер Роджерс   | 6772 Голливудский б-р            | - Вайнона Райдер - Луиза Райнер - Айван Райтман - Джейн Расселл - Бёрт Рейнольдс - Кристофер Рив - Киану Ривз - Тим Роббинс - Джинджер Роджерс |
| Рой Роджерс        | 1752 Вайн-стрит                  | - Вайнона Райдер - Луиза Райнер - Айван Райтман - Джейн Расселл - Бёрт Рейнольдс - Кристофер Рив - Киану Ривз - Тим Роббинс - Джинджер Роджерс |
| Уилл Роджерс       | 6401 Голливудский б-р            | - Вайнона Райдер - Луиза Райнер - Айван Райтман - Джейн Расселл - Бёрт Рейнольдс - Кристофер Рив - Киану Ривз - Тим Роббинс - Джинджер Роджерс |
| Чарльз Роджерс     | 6135 Голливудский б-р            | - Вайнона Райдер - Луиза Райнер - Айван Райтман - Джейн Расселл - Бёрт Рейнольдс - Кристофер Рив - Киану Ривз - Тим Роббинс - Джинджер Роджерс |
| Крис Рок           | 7021 Голливудский б-р            | - Вайнона Райдер - Луиза Райнер - Айван Райтман - Джейн Расселл - Бёрт Рейнольдс - Кристофер Рив - Киану Ривз - Тим Роббинс - Джинджер Роджерс |
| Род Ла Рок         | 1580 Вайн-стрит                  | - Вайнона Райдер - Луиза Райнер - Айван Райтман - Джейн Расселл - Бёрт Рейнольдс - Кристофер Рив - Киану Ривз - Тим Роббинс - Джинджер Роджерс |
| Гилберт Роланд     | 6730 Голливудский б-р            | - Вайнона Райдер - Луиза Райнер - Айван Райтман - Джейн Расселл - Бёрт Рейнольдс - Кристофер Рив - Киану Ривз - Тим Роббинс - Джинджер Роджерс |
| Рут Роланд         | 6260 Голливудский б-р            | - Вайнона Райдер - Луиза Райнер - Айван Райтман - Джейн Расселл - Бёрт Рейнольдс - Кристофер Рив - Киану Ривз - Тим Роббинс - Джинджер Роджерс |
| Джордж Э. Ромеро   | 6604 Голливудский б-р            | - Вайнона Райдер - Луиза Райнер - Айван Райтман - Джейн Расселл - Бёрт Рейнольдс - Кристофер Рив - Киану Ривз - Тим Роббинс - Джинджер Роджерс |
| Сесар Ромеро       | 6615 Голливудский б-р            | - Вайнона Райдер - Луиза Райнер - Айван Райтман - Джейн Расселл - Бёрт Рейнольдс - Кристофер Рив - Киану Ривз - Тим Роббинс - Джинджер Роджерс |
| Роберт Россен      | 6821 Голливудский б-р            | - Вайнона Райдер - Луиза Райнер - Айван Райтман - Джейн Расселл - Бёрт Рейнольдс - Кристофер Рив - Киану Ривз - Тим Роббинс - Джинджер Роджерс |
| Лиллиан Рот        | 6330 Голливудский б-р            | - Вайнона Райдер - Луиза Райнер - Айван Райтман - Джейн Расселл - Бёрт Рейнольдс - Кристофер Рив - Киану Ривз - Тим Роббинс - Джинджер Роджерс |
| Херберт Роулинсон  | 6150 Голливудский б-р            | - Вайнона Райдер - Луиза Райнер - Айван Райтман - Джейн Расселл - Бёрт Рейнольдс - Кристофер Рив - Киану Ривз - Тим Роббинс - Джинджер Роджерс |
| Ричард Роулэндс    | 1549 Вайн-стрит                  | - Вайнона Райдер - Луиза Райнер - Айван Райтман - Джейн Расселл - Бёрт Рейнольдс - Кристофер Рив - Киану Ривз - Тим Роббинс - Джинджер Роджерс |
| Хэл Роуч           | 1654 Вайн-стрит                  | - Вайнона Райдер - Луиза Райнер - Айван Райтман - Джейн Расселл - Бёрт Рейнольдс - Кристофер Рив - Киану Ривз - Тим Роббинс - Джинджер Роджерс |
| Альма Рубенс       | 6409 Голливудский б-р            | - Вайнона Райдер - Луиза Райнер - Айван Райтман - Джейн Расселл - Бёрт Рейнольдс - Кристофер Рив - Киану Ривз - Тим Роббинс - Джинджер Роджерс |
| Пол Рубенс         | 6562 Голливудский б-р            | - Вайнона Райдер - Луиза Райнер - Айван Райтман - Джейн Расселл - Бёрт Рейнольдс - Кристофер Рив - Киану Ривз - Тим Роббинс - Джинджер Роджерс |
| Микки Руни         | 1718 Вайн-стрит                  | - Вайнона Райдер - Луиза Райнер - Айван Райтман - Джейн Расселл - Бёрт Рейнольдс - Кристофер Рив - Киану Ривз - Тим Роббинс - Джинджер Роджерс |
| Рой Дэл Рут        | 6150 Голливудский б-р            | - Вайнона Райдер - Луиза Райнер - Айван Райтман - Джейн Расселл - Бёрт Рейнольдс - Кристофер Рив - Киану Ривз - Тим Роббинс - Джинджер Роджерс |
| Марк Руффало       | 6777 Голливудский б-р            | - Вайнона Райдер - Луиза Райнер - Айван Райтман - Джейн Расселл - Бёрт Рейнольдс - Кристофер Рив - Киану Ривз - Тим Роббинс - Джинджер Роджерс |
| Дэниел Рэдклифф    | 6801 Голливудский б-р            | - Вайнона Райдер - Луиза Райнер - Айван Райтман - Джейн Расселл - Бёрт Рейнольдс - Кристофер Рив - Киану Ривз - Тим Роббинс - Джинджер Роджерс |
| Фэй Рэй            | 6349 Голливудский б-р            | - Вайнона Райдер - Луиза Райнер - Айван Райтман - Джейн Расселл - Бёрт Рейнольдс - Кристофер Рив - Киану Ривз - Тим Роббинс - Джинджер Роджерс |
| Джин Рэймонд       | 7001 Голливудский б-р            | - Вайнона Райдер - Луиза Райнер - Айван Райтман - Джейн Расселл - Бёрт Рейнольдс - Кристофер Рив - Киану Ривз - Тим Роббинс - Джинджер Роджерс |
| Марджори Рэмбю     | 6336 Голливудский б-р            | - Вайнона Райдер - Луиза Райнер - Айван Райтман - Джейн Расселл - Бёрт Рейнольдс - Кристофер Рив - Киану Ривз - Тим Роббинс - Джинджер Роджерс |
| Бэзил Рэтбоун      | 6549 Голливудский б-р            | |

### С
| Имя, Фамилия          | Адрес (там где находится звезда) | Фотографии некоторых лауреатов |
| --------------------- | -------------------------------- | --- |
| Сабу                  | 6251 Голливудский б-р            | - Сьюзан Сарандон - Фрэнк Синатра - Мартин Скорсезе - Кевин Спейси - Стивен Спилберг - Уильям Оливер Стоун - Шэрон Стоун - Мерил Стрип - Сильвестр Сталлоне - Барбра Стрейзанд - Джеймс Стюарт - Патрик Суэйзи |
| Телли Савалас         | 6801 Голливудский б-р            | - Сьюзан Сарандон - Фрэнк Синатра - Мартин Скорсезе - Кевин Спейси - Стивен Спилберг - Уильям Оливер Стоун - Шэрон Стоун - Мерил Стрип - Сильвестр Сталлоне - Барбра Стрейзанд - Джеймс Стюарт - Патрик Суэйзи |
| Дональд Сазерленд     | 7024 Голливудский б-р            | - Сьюзан Сарандон - Фрэнк Синатра - Мартин Скорсезе - Кевин Спейси - Стивен Спилберг - Уильям Оливер Стоун - Шэрон Стоун - Мерил Стрип - Сильвестр Сталлоне - Барбра Стрейзанд - Джеймс Стюарт - Патрик Суэйзи |
| Зои Салдана           | 6920 Голливудский б-р            | - Сьюзан Сарандон - Фрэнк Синатра - Мартин Скорсезе - Кевин Спейси - Стивен Спилберг - Уильям Оливер Стоун - Шэрон Стоун - Мерил Стрип - Сильвестр Сталлоне - Барбра Стрейзанд - Джеймс Стюарт - Патрик Суэйзи |
| Маргарет Саллаван     | 1751 Вайн-стрит                  | - Сьюзан Сарандон - Фрэнк Синатра - Мартин Скорсезе - Кевин Спейси - Стивен Спилберг - Уильям Оливер Стоун - Шэрон Стоун - Мерил Стрип - Сильвестр Сталлоне - Барбра Стрейзанд - Джеймс Стюарт - Патрик Суэйзи |
| Слим Саммервилл       | 6409 Голливудский б-р            | - Сьюзан Сарандон - Фрэнк Синатра - Мартин Скорсезе - Кевин Спейси - Стивен Спилберг - Уильям Оливер Стоун - Шэрон Стоун - Мерил Стрип - Сильвестр Сталлоне - Барбра Стрейзанд - Джеймс Стюарт - Патрик Суэйзи |
| Барри Салливан        | 6160 Голливудский б-р            | - Сьюзан Сарандон - Фрэнк Синатра - Мартин Скорсезе - Кевин Спейси - Стивен Спилберг - Уильям Оливер Стоун - Шэрон Стоун - Мерил Стрип - Сильвестр Сталлоне - Барбра Стрейзанд - Джеймс Стюарт - Патрик Суэйзи |
| Джордж Сандерс        | 1636 Вайн-стрит                  | - Сьюзан Сарандон - Фрэнк Синатра - Мартин Скорсезе - Кевин Спейси - Стивен Спилберг - Уильям Оливер Стоун - Шэрон Стоун - Мерил Стрип - Сильвестр Сталлоне - Барбра Стрейзанд - Джеймс Стюарт - Патрик Суэйзи |
| Сьюзан Сарандон       | 6801 Голливудский б-р            | - Сьюзан Сарандон - Фрэнк Синатра - Мартин Скорсезе - Кевин Спейси - Стивен Спилберг - Уильям Оливер Стоун - Шэрон Стоун - Мерил Стрип - Сильвестр Сталлоне - Барбра Стрейзанд - Джеймс Стюарт - Патрик Суэйзи |
| Глория Свенсон        | 6750 Голливудский б-р            | - Сьюзан Сарандон - Фрэнк Синатра - Мартин Скорсезе - Кевин Спейси - Стивен Спилберг - Уильям Оливер Стоун - Шэрон Стоун - Мерил Стрип - Сильвестр Сталлоне - Барбра Стрейзанд - Джеймс Стюарт - Патрик Суэйзи |
| Бланш Свит            | 1751 Вайн-стрит                  | - Сьюзан Сарандон - Фрэнк Синатра - Мартин Скорсезе - Кевин Спейси - Стивен Спилберг - Уильям Оливер Стоун - Шэрон Стоун - Мерил Стрип - Сильвестр Сталлоне - Барбра Стрейзанд - Джеймс Стюарт - Патрик Суэйзи |
| Дороти Себастиан      | 6655 Голливудский б-р            | - Сьюзан Сарандон - Фрэнк Синатра - Мартин Скорсезе - Кевин Спейси - Стивен Спилберг - Уильям Оливер Стоун - Шэрон Стоун - Мерил Стрип - Сильвестр Сталлоне - Барбра Стрейзанд - Джеймс Стюарт - Патрик Суэйзи |
| Эдвард Седжвик        | 6801 Голливудский б-р            | - Сьюзан Сарандон - Фрэнк Синатра - Мартин Скорсезе - Кевин Спейси - Стивен Спилберг - Уильям Оливер Стоун - Шэрон Стоун - Мерил Стрип - Сильвестр Сталлоне - Барбра Стрейзанд - Джеймс Стюарт - Патрик Суэйзи |
| Уилльям А. Сейтер     | 6240 Голливудский б-р            | - Сьюзан Сарандон - Фрэнк Синатра - Мартин Скорсезе - Кевин Спейси - Стивен Спилберг - Уильям Оливер Стоун - Шэрон Стоун - Мерил Стрип - Сильвестр Сталлоне - Барбра Стрейзанд - Джеймс Стюарт - Патрик Суэйзи |
| Дэвид Селзник         | 7000 Голливудский б-р            | - Сьюзан Сарандон - Фрэнк Синатра - Мартин Скорсезе - Кевин Спейси - Стивен Спилберг - Уильям Оливер Стоун - Шэрон Стоун - Мерил Стрип - Сильвестр Сталлоне - Барбра Стрейзанд - Джеймс Стюарт - Патрик Суэйзи |
| Льюис Селзник         | 6412 Голливудский б-р            | - Сьюзан Сарандон - Фрэнк Синатра - Мартин Скорсезе - Кевин Спейси - Стивен Спилберг - Уильям Оливер Стоун - Шэрон Стоун - Мерил Стрип - Сильвестр Сталлоне - Барбра Стрейзанд - Джеймс Стюарт - Патрик Суэйзи |
| Ева Мари Сейнт        | 6624 Голливудский б-р            | - Сьюзан Сарандон - Фрэнк Синатра - Мартин Скорсезе - Кевин Спейси - Стивен Спилберг - Уильям Оливер Стоун - Шэрон Стоун - Мерил Стрип - Сильвестр Сталлоне - Барбра Стрейзанд - Джеймс Стюарт - Патрик Суэйзи |
| Уильям Селиг          | 6116 Голливудский б-р            | - Сьюзан Сарандон - Фрэнк Синатра - Мартин Скорсезе - Кевин Спейси - Стивен Спилберг - Уильям Оливер Стоун - Шэрон Стоун - Мерил Стрип - Сильвестр Сталлоне - Барбра Стрейзанд - Джеймс Стюарт - Патрик Суэйзи |
| Том Селлек            | 6925 Голливудский б-р            | - Сьюзан Сарандон - Фрэнк Синатра - Мартин Скорсезе - Кевин Спейси - Стивен Спилберг - Уильям Оливер Стоун - Шэрон Стоун - Мерил Стрип - Сильвестр Сталлоне - Барбра Стрейзанд - Джеймс Стюарт - Патрик Суэйзи |
| Мак Сеннет            | 6710 Голливудский б-р            | - Сьюзан Сарандон - Фрэнк Синатра - Мартин Скорсезе - Кевин Спейси - Стивен Спилберг - Уильям Оливер Стоун - Шэрон Стоун - Мерил Стрип - Сильвестр Сталлоне - Барбра Стрейзанд - Джеймс Стюарт - Патрик Суэйзи |
| Эл Сент-Джон          | 6313 Голливудский б-р            | - Сьюзан Сарандон - Фрэнк Синатра - Мартин Скорсезе - Кевин Спейси - Стивен Спилберг - Уильям Оливер Стоун - Шэрон Стоун - Мерил Стрип - Сильвестр Сталлоне - Барбра Стрейзанд - Джеймс Стюарт - Патрик Суэйзи |
| Марк Серрерир         | 6667 Голливудский б-р            | - Сьюзан Сарандон - Фрэнк Синатра - Мартин Скорсезе - Кевин Спейси - Стивен Спилберг - Уильям Оливер Стоун - Шэрон Стоун - Мерил Стрип - Сильвестр Сталлоне - Барбра Стрейзанд - Джеймс Стюарт - Патрик Суэйзи |
| Джордж Сидни          | 6307 Голливудский б-р            | - Сьюзан Сарандон - Фрэнк Синатра - Мартин Скорсезе - Кевин Спейси - Стивен Спилберг - Уильям Оливер Стоун - Шэрон Стоун - Мерил Стрип - Сильвестр Сталлоне - Барбра Стрейзанд - Джеймс Стюарт - Патрик Суэйзи |
| Сильвия Сидни         | 6245 Голливудский б-р            | - Сьюзан Сарандон - Фрэнк Синатра - Мартин Скорсезе - Кевин Спейси - Стивен Спилберг - Уильям Оливер Стоун - Шэрон Стоун - Мерил Стрип - Сильвестр Сталлоне - Барбра Стрейзанд - Джеймс Стюарт - Патрик Суэйзи |
| Джоэл Сильвер         | 6925 Голливудский б-р            | - Сьюзан Сарандон - Фрэнк Синатра - Мартин Скорсезе - Кевин Спейси - Стивен Спилберг - Уильям Оливер Стоун - Шэрон Стоун - Мерил Стрип - Сильвестр Сталлоне - Барбра Стрейзанд - Джеймс Стюарт - Патрик Суэйзи |
| Милтон Силлс          | 6263 Голливудский б-р            | - Сьюзан Сарандон - Фрэнк Синатра - Мартин Скорсезе - Кевин Спейси - Стивен Спилберг - Уильям Оливер Стоун - Шэрон Стоун - Мерил Стрип - Сильвестр Сталлоне - Барбра Стрейзанд - Джеймс Стюарт - Патрик Суэйзи |
| Ларри Симон           | 6933 Голливудский б-р            | - Сьюзан Сарандон - Фрэнк Синатра - Мартин Скорсезе - Кевин Спейси - Стивен Спилберг - Уильям Оливер Стоун - Шэрон Стоун - Мерил Стрип - Сильвестр Сталлоне - Барбра Стрейзанд - Джеймс Стюарт - Патрик Суэйзи |
| Фрэнк Синатра         | 1600 Вайн-стрит                  | - Сьюзан Сарандон - Фрэнк Синатра - Мартин Скорсезе - Кевин Спейси - Стивен Спилберг - Уильям Оливер Стоун - Шэрон Стоун - Мерил Стрип - Сильвестр Сталлоне - Барбра Стрейзанд - Джеймс Стюарт - Патрик Суэйзи |
| Джон Синглтон         | 6915 Голливудский б-р            | - Сьюзан Сарандон - Фрэнк Синатра - Мартин Скорсезе - Кевин Спейси - Стивен Спилберг - Уильям Оливер Стоун - Шэрон Стоун - Мерил Стрип - Сильвестр Сталлоне - Барбра Стрейзанд - Джеймс Стюарт - Патрик Суэйзи |
| Пенни Синглтон        | 6547 Голливудский б-р            | - Сьюзан Сарандон - Фрэнк Синатра - Мартин Скорсезе - Кевин Спейси - Стивен Спилберг - Уильям Оливер Стоун - Шэрон Стоун - Мерил Стрип - Сильвестр Сталлоне - Барбра Стрейзанд - Джеймс Стюарт - Патрик Суэйзи |
| Джордж Ситон          | 1752 Вайн-стрит                  | - Сьюзан Сарандон - Фрэнк Синатра - Мартин Скорсезе - Кевин Спейси - Стивен Спилберг - Уильям Оливер Стоун - Шэрон Стоун - Мерил Стрип - Сильвестр Сталлоне - Барбра Стрейзанд - Джеймс Стюарт - Патрик Суэйзи |
| Мартин Скорсезе       | 6801 Голливудский б-р            | - Сьюзан Сарандон - Фрэнк Синатра - Мартин Скорсезе - Кевин Спейси - Стивен Спилберг - Уильям Оливер Стоун - Шэрон Стоун - Мерил Стрип - Сильвестр Сталлоне - Барбра Стрейзанд - Джеймс Стюарт - Патрик Суэйзи |
| Закари Скотт          | 6349 Голливудский б-р            | - Сьюзан Сарандон - Фрэнк Синатра - Мартин Скорсезе - Кевин Спейси - Стивен Спилберг - Уильям Оливер Стоун - Шэрон Стоун - Мерил Стрип - Сильвестр Сталлоне - Барбра Стрейзанд - Джеймс Стюарт - Патрик Суэйзи |
| Лизабет Скотт         | 1624 Вайн-стрит                  | - Сьюзан Сарандон - Фрэнк Синатра - Мартин Скорсезе - Кевин Спейси - Стивен Спилберг - Уильям Оливер Стоун - Шэрон Стоун - Мерил Стрип - Сильвестр Сталлоне - Барбра Стрейзанд - Джеймс Стюарт - Патрик Суэйзи |
| Ридли Скотт           | 6712 Голливудский б-р            | - Сьюзан Сарандон - Фрэнк Синатра - Мартин Скорсезе - Кевин Спейси - Стивен Спилберг - Уильям Оливер Стоун - Шэрон Стоун - Мерил Стрип - Сильвестр Сталлоне - Барбра Стрейзанд - Джеймс Стюарт - Патрик Суэйзи |
| Рэндольф Скотт        | 6243 Голливудский б-р            | - Сьюзан Сарандон - Фрэнк Синатра - Мартин Скорсезе - Кевин Спейси - Стивен Спилберг - Уильям Оливер Стоун - Шэрон Стоун - Мерил Стрип - Сильвестр Сталлоне - Барбра Стрейзанд - Джеймс Стюарт - Патрик Суэйзи |
| С. Обри Смит          | 6327 Голливудский б-р            | - Сьюзан Сарандон - Фрэнк Синатра - Мартин Скорсезе - Кевин Спейси - Стивен Спилберг - Уильям Оливер Стоун - Шэрон Стоун - Мерил Стрип - Сильвестр Сталлоне - Барбра Стрейзанд - Джеймс Стюарт - Патрик Суэйзи |
| Пит Смит              | 1621 Вайн-стрит                  | - Сьюзан Сарандон - Фрэнк Синатра - Мартин Скорсезе - Кевин Спейси - Стивен Спилберг - Уильям Оливер Стоун - Шэрон Стоун - Мерил Стрип - Сильвестр Сталлоне - Барбра Стрейзанд - Джеймс Стюарт - Патрик Суэйзи |
| Джимми Смитс          | 6100 Голливудский б-р            | - Сьюзан Сарандон - Фрэнк Синатра - Мартин Скорсезе - Кевин Спейси - Стивен Спилберг - Уильям Оливер Стоун - Шэрон Стоун - Мерил Стрип - Сильвестр Сталлоне - Барбра Стрейзанд - Джеймс Стюарт - Патрик Суэйзи |
| Эдвард Смолл          | 1501 Вайн-стрит                  | - Сьюзан Сарандон - Фрэнк Синатра - Мартин Скорсезе - Кевин Спейси - Стивен Спилберг - Уильям Оливер Стоун - Шэрон Стоун - Мерил Стрип - Сильвестр Сталлоне - Барбра Стрейзанд - Джеймс Стюарт - Патрик Суэйзи |
| Уэсли Снайпс          | 7018 Голливудский б-р            | - Сьюзан Сарандон - Фрэнк Синатра - Мартин Скорсезе - Кевин Спейси - Стивен Спилберг - Уильям Оливер Стоун - Шэрон Стоун - Мерил Стрип - Сильвестр Сталлоне - Барбра Стрейзанд - Джеймс Стюарт - Патрик Суэйзи |
| Снупи                 | 7021 Голливудский б-р            | - Сьюзан Сарандон - Фрэнк Синатра - Мартин Скорсезе - Кевин Спейси - Стивен Спилберг - Уильям Оливер Стоун - Шэрон Стоун - Мерил Стрип - Сильвестр Сталлоне - Барбра Стрейзанд - Джеймс Стюарт - Патрик Суэйзи |
| Энн Сотерн            | 1612 Вайн-стрит                  | - Сьюзан Сарандон - Фрэнк Синатра - Мартин Скорсезе - Кевин Спейси - Стивен Спилберг - Уильям Оливер Стоун - Шэрон Стоун - Мерил Стрип - Сильвестр Сталлоне - Барбра Стрейзанд - Джеймс Стюарт - Патрик Суэйзи |
| Октавия Спенсер       | 6623 Голливудский б-р            | - Сьюзан Сарандон - Фрэнк Синатра - Мартин Скорсезе - Кевин Спейси - Стивен Спилберг - Уильям Оливер Стоун - Шэрон Стоун - Мерил Стрип - Сильвестр Сталлоне - Барбра Стрейзанд - Джеймс Стюарт - Патрик Суэйзи |
| Кевин Спейси          | 6801 Голливудский б-р            | - Сьюзан Сарандон - Фрэнк Синатра - Мартин Скорсезе - Кевин Спейси - Стивен Спилберг - Уильям Оливер Стоун - Шэрон Стоун - Мерил Стрип - Сильвестр Сталлоне - Барбра Стрейзанд - Джеймс Стюарт - Патрик Суэйзи |
| Стивен Спилберг       | 6801 Голливудский б-р            | - Сьюзан Сарандон - Фрэнк Синатра - Мартин Скорсезе - Кевин Спейси - Стивен Спилберг - Уильям Оливер Стоун - Шэрон Стоун - Мерил Стрип - Сильвестр Сталлоне - Барбра Стрейзанд - Джеймс Стюарт - Патрик Суэйзи |
| Дэвид Спэйд           | 7018 Голливудский б-р            | - Сьюзан Сарандон - Фрэнк Синатра - Мартин Скорсезе - Кевин Спейси - Стивен Спилберг - Уильям Оливер Стоун - Шэрон Стоун - Мерил Стрип - Сильвестр Сталлоне - Барбра Стрейзанд - Джеймс Стюарт - Патрик Суэйзи |
| Сисси Спейсек         | 6834 Голливудский б-р            | - Сьюзан Сарандон - Фрэнк Синатра - Мартин Скорсезе - Кевин Спейси - Стивен Спилберг - Уильям Оливер Стоун - Шэрон Стоун - Мерил Стрип - Сильвестр Сталлоне - Барбра Стрейзанд - Джеймс Стюарт - Патрик Суэйзи |
| Род Стайгер           | 7080 Голливудский б-р            | - Сьюзан Сарандон - Фрэнк Синатра - Мартин Скорсезе - Кевин Спейси - Стивен Спилберг - Уильям Оливер Стоун - Шэрон Стоун - Мерил Стрип - Сильвестр Сталлоне - Барбра Стрейзанд - Джеймс Стюарт - Патрик Суэйзи |
| Макс Стайнер          | 1559 Вайн-стрит                  | - Сьюзан Сарандон - Фрэнк Синатра - Мартин Скорсезе - Кевин Спейси - Стивен Спилберг - Уильям Оливер Стоун - Шэрон Стоун - Мерил Стрип - Сильвестр Сталлоне - Барбра Стрейзанд - Джеймс Стюарт - Патрик Суэйзи |
| Джон М. Стал          | 6546 Голливудский б-р            | - Сьюзан Сарандон - Фрэнк Синатра - Мартин Скорсезе - Кевин Спейси - Стивен Спилберг - Уильям Оливер Стоун - Шэрон Стоун - Мерил Стрип - Сильвестр Сталлоне - Барбра Стрейзанд - Джеймс Стюарт - Патрик Суэйзи |
| Сильвестр Сталлоне    | 6712 Голливудский б-р            | - Сьюзан Сарандон - Фрэнк Синатра - Мартин Скорсезе - Кевин Спейси - Стивен Спилберг - Уильям Оливер Стоун - Шэрон Стоун - Мерил Стрип - Сильвестр Сталлоне - Барбра Стрейзанд - Джеймс Стюарт - Патрик Суэйзи |
| Полин Старк           | 6125 Голливудский б-р            | - Сьюзан Сарандон - Фрэнк Синатра - Мартин Скорсезе - Кевин Спейси - Стивен Спилберг - Уильям Оливер Стоун - Шэрон Стоун - Мерил Стрип - Сильвестр Сталлоне - Барбра Стрейзанд - Джеймс Стюарт - Патрик Суэйзи |
| Ральф Стауб           | 1752 Вайн-стрит                  | - Сьюзан Сарандон - Фрэнк Синатра - Мартин Скорсезе - Кевин Спейси - Стивен Спилберг - Уильям Оливер Стоун - Шэрон Стоун - Мерил Стрип - Сильвестр Сталлоне - Барбра Стрейзанд - Джеймс Стюарт - Патрик Суэйзи |
| Жуль С. Стейн         | 6821 Голливудский б-р            | - Сьюзан Сарандон - Фрэнк Синатра - Мартин Скорсезе - Кевин Спейси - Стивен Спилберг - Уильям Оливер Стоун - Шэрон Стоун - Мерил Стрип - Сильвестр Сталлоне - Барбра Стрейзанд - Джеймс Стюарт - Патрик Суэйзи |
| Джон Элиот Стерджес   | 6511 Голливудский б-р            | - Сьюзан Сарандон - Фрэнк Синатра - Мартин Скорсезе - Кевин Спейси - Стивен Спилберг - Уильям Оливер Стоун - Шэрон Стоун - Мерил Стрип - Сильвестр Сталлоне - Барбра Стрейзанд - Джеймс Стюарт - Патрик Суэйзи |
| Престон Стёрджес      | 1601 Вайн-стрит                  | - Сьюзан Сарандон - Фрэнк Синатра - Мартин Скорсезе - Кевин Спейси - Стивен Спилберг - Уильям Оливер Стоун - Шэрон Стоун - Мерил Стрип - Сильвестр Сталлоне - Барбра Стрейзанд - Джеймс Стюарт - Патрик Суэйзи |
| Форд Стерлинг         | 6612 Голливудский б-р            | - Сьюзан Сарандон - Фрэнк Синатра - Мартин Скорсезе - Кевин Спейси - Стивен Спилберг - Уильям Оливер Стоун - Шэрон Стоун - Мерил Стрип - Сильвестр Сталлоне - Барбра Стрейзанд - Джеймс Стюарт - Патрик Суэйзи |
| Джен Стерлинг         | 6638 Голливудский б-р            | - Сьюзан Сарандон - Фрэнк Синатра - Мартин Скорсезе - Кевин Спейси - Стивен Спилберг - Уильям Оливер Стоун - Шэрон Стоун - Мерил Стрип - Сильвестр Сталлоне - Барбра Стрейзанд - Джеймс Стюарт - Патрик Суэйзи |
| Джордж Стивенс        | 1709 Вайн-стрит                  | - Сьюзан Сарандон - Фрэнк Синатра - Мартин Скорсезе - Кевин Спейси - Стивен Спилберг - Уильям Оливер Стоун - Шэрон Стоун - Мерил Стрип - Сильвестр Сталлоне - Барбра Стрейзанд - Джеймс Стюарт - Патрик Суэйзи |
| Онслоу Стивенс        | 6349 Голливудский б-р            | - Сьюзан Сарандон - Фрэнк Синатра - Мартин Скорсезе - Кевин Спейси - Стивен Спилберг - Уильям Оливер Стоун - Шэрон Стоун - Мерил Стрип - Сильвестр Сталлоне - Барбра Стрейзанд - Джеймс Стюарт - Патрик Суэйзи |
| Мориц Стиллер         | 1713 Вайн-стрит                  | - Сьюзан Сарандон - Фрэнк Синатра - Мартин Скорсезе - Кевин Спейси - Стивен Спилберг - Уильям Оливер Стоун - Шэрон Стоун - Мерил Стрип - Сильвестр Сталлоне - Барбра Стрейзанд - Джеймс Стюарт - Патрик Суэйзи |
| Мэри Стинберджен      | 7021 Голливудский б-р            | - Сьюзан Сарандон - Фрэнк Синатра - Мартин Скорсезе - Кевин Спейси - Стивен Спилберг - Уильям Оливер Стоун - Шэрон Стоун - Мерил Стрип - Сильвестр Сталлоне - Барбра Стрейзанд - Джеймс Стюарт - Патрик Суэйзи |
| Дин Стоквелл          | 7000 Голливудский б-р            | - Сьюзан Сарандон - Фрэнк Синатра - Мартин Скорсезе - Кевин Спейси - Стивен Спилберг - Уильям Оливер Стоун - Шэрон Стоун - Мерил Стрип - Сильвестр Сталлоне - Барбра Стрейзанд - Джеймс Стюарт - Патрик Суэйзи |
| Эдит Сторей           | 1523 Вайн-стрит                  | - Сьюзан Сарандон - Фрэнк Синатра - Мартин Скорсезе - Кевин Спейси - Стивен Спилберг - Уильям Оливер Стоун - Шэрон Стоун - Мерил Стрип - Сильвестр Сталлоне - Барбра Стрейзанд - Джеймс Стюарт - Патрик Суэйзи |
| Джордж Э. Стоун       | 6932 Голливудский б-р            | - Сьюзан Сарандон - Фрэнк Синатра - Мартин Скорсезе - Кевин Спейси - Стивен Спилберг - Уильям Оливер Стоун - Шэрон Стоун - Мерил Стрип - Сильвестр Сталлоне - Барбра Стрейзанд - Джеймс Стюарт - Патрик Суэйзи |
| Льюис Стоун           | 6526 Голливудский б-р            | - Сьюзан Сарандон - Фрэнк Синатра - Мартин Скорсезе - Кевин Спейси - Стивен Спилберг - Уильям Оливер Стоун - Шэрон Стоун - Мерил Стрип - Сильвестр Сталлоне - Барбра Стрейзанд - Джеймс Стюарт - Патрик Суэйзи |
| Оливер Стоун          | 7013 Голливудский б-р            | - Сьюзан Сарандон - Фрэнк Синатра - Мартин Скорсезе - Кевин Спейси - Стивен Спилберг - Уильям Оливер Стоун - Шэрон Стоун - Мерил Стрип - Сильвестр Сталлоне - Барбра Стрейзанд - Джеймс Стюарт - Патрик Суэйзи |
| Фред Стоун            | 1634 Вайн-стрит                  | - Сьюзан Сарандон - Фрэнк Синатра - Мартин Скорсезе - Кевин Спейси - Стивен Спилберг - Уильям Оливер Стоун - Шэрон Стоун - Мерил Стрип - Сильвестр Сталлоне - Барбра Стрейзанд - Джеймс Стюарт - Патрик Суэйзи |
| Шэрон Стоун           | 6925 Голливудский б-р            | - Сьюзан Сарандон - Фрэнк Синатра - Мартин Скорсезе - Кевин Спейси - Стивен Спилберг - Уильям Оливер Стоун - Шэрон Стоун - Мерил Стрип - Сильвестр Сталлоне - Барбра Стрейзанд - Джеймс Стюарт - Патрик Суэйзи |
| Эндрю Л. Стоун        | 6777 Голливудский б-р            | - Сьюзан Сарандон - Фрэнк Синатра - Мартин Скорсезе - Кевин Спейси - Стивен Спилберг - Уильям Оливер Стоун - Шэрон Стоун - Мерил Стрип - Сильвестр Сталлоне - Барбра Стрейзанд - Джеймс Стюарт - Патрик Суэйзи |
| Ли Страсберг          | 6757 Голливудский б-р            | - Сьюзан Сарандон - Фрэнк Синатра - Мартин Скорсезе - Кевин Спейси - Стивен Спилберг - Уильям Оливер Стоун - Шэрон Стоун - Мерил Стрип - Сильвестр Сталлоне - Барбра Стрейзанд - Джеймс Стюарт - Патрик Суэйзи |
| Барбра Стрейзанд      | 6925 Голливудский б-р            | - Сьюзан Сарандон - Фрэнк Синатра - Мартин Скорсезе - Кевин Спейси - Стивен Спилберг - Уильям Оливер Стоун - Шэрон Стоун - Мерил Стрип - Сильвестр Сталлоне - Барбра Стрейзанд - Джеймс Стюарт - Патрик Суэйзи |
| Мерил Стрип           | 7018 Голливудский б-р            | - Сьюзан Сарандон - Фрэнк Синатра - Мартин Скорсезе - Кевин Спейси - Стивен Спилберг - Уильям Оливер Стоун - Шэрон Стоун - Мерил Стрип - Сильвестр Сталлоне - Барбра Стрейзанд - Джеймс Стюарт - Патрик Суэйзи |
| Стронгхарт            | 1724 Вайн-стрит                  | - Сьюзан Сарандон - Фрэнк Синатра - Мартин Скорсезе - Кевин Спейси - Стивен Спилберг - Уильям Оливер Стоун - Шэрон Стоун - Мерил Стрип - Сильвестр Сталлоне - Барбра Стрейзанд - Джеймс Стюарт - Патрик Суэйзи |
| Роберт Стэк           | 7001 Голливудский б-р            | - Сьюзан Сарандон - Фрэнк Синатра - Мартин Скорсезе - Кевин Спейси - Стивен Спилберг - Уильям Оливер Стоун - Шэрон Стоун - Мерил Стрип - Сильвестр Сталлоне - Барбра Стрейзанд - Джеймс Стюарт - Патрик Суэйзи |
| Барбара Стэнвик       | 1751 Вайн-стрит                  | - Сьюзан Сарандон - Фрэнк Синатра - Мартин Скорсезе - Кевин Спейси - Стивен Спилберг - Уильям Оливер Стоун - Шэрон Стоун - Мерил Стрип - Сильвестр Сталлоне - Барбра Стрейзанд - Джеймс Стюарт - Патрик Суэйзи |
| Анита Стюарт          | 6724 Голливудский б-р            | - Сьюзан Сарандон - Фрэнк Синатра - Мартин Скорсезе - Кевин Спейси - Стивен Спилберг - Уильям Оливер Стоун - Шэрон Стоун - Мерил Стрип - Сильвестр Сталлоне - Барбра Стрейзанд - Джеймс Стюарт - Патрик Суэйзи |
| Глория Стюарт         | 6714 Голливудский б-р            | - Сьюзан Сарандон - Фрэнк Синатра - Мартин Скорсезе - Кевин Спейси - Стивен Спилберг - Уильям Оливер Стоун - Шэрон Стоун - Мерил Стрип - Сильвестр Сталлоне - Барбра Стрейзанд - Джеймс Стюарт - Патрик Суэйзи |
| Джеймс Митланд Стюарт | 1708 Вайн-стрит                  | - Сьюзан Сарандон - Фрэнк Синатра - Мартин Скорсезе - Кевин Спейси - Стивен Спилберг - Уильям Оливер Стоун - Шэрон Стоун - Мерил Стрип - Сильвестр Сталлоне - Барбра Стрейзанд - Джеймс Стюарт - Патрик Суэйзи |
| Хилари Суонк          | 6925 Голливудский б-р            | - Сьюзан Сарандон - Фрэнк Синатра - Мартин Скорсезе - Кевин Спейси - Стивен Спилберг - Уильям Оливер Стоун - Шэрон Стоун - Мерил Стрип - Сильвестр Сталлоне - Барбра Стрейзанд - Джеймс Стюарт - Патрик Суэйзи |
| Мак Суэйн             | 1500 Вайн-стрит                  | - Сьюзан Сарандон - Фрэнк Синатра - Мартин Скорсезе - Кевин Спейси - Стивен Спилберг - Уильям Оливер Стоун - Шэрон Стоун - Мерил Стрип - Сильвестр Сталлоне - Барбра Стрейзанд - Джеймс Стюарт - Патрик Суэйзи |
| Патрик Суэйзи         | 7021 Голливудский б-р            | - Сьюзан Сарандон - Фрэнк Синатра - Мартин Скорсезе - Кевин Спейси - Стивен Спилберг - Уильям Оливер Стоун - Шэрон Стоун - Мерил Стрип - Сильвестр Сталлоне - Барбра Стрейзанд - Джеймс Стюарт - Патрик Суэйзи |
| Доктор Сьюз           | 6600 Голливудский б-р            | - Сьюзан Сарандон - Фрэнк Синатра - Мартин Скорсезе - Кевин Спейси - Стивен Спилберг - Уильям Оливер Стоун - Шэрон Стоун - Мерил Стрип - Сильвестр Сталлоне - Барбра Стрейзанд - Джеймс Стюарт - Патрик Суэйзи |
| Марк Сэндрич          | 1719 Вайн-стрит                  | - Сьюзан Сарандон - Фрэнк Синатра - Мартин Скорсезе - Кевин Спейси - Стивен Спилберг - Уильям Оливер Стоун - Шэрон Стоун - Мерил Стрип - Сильвестр Сталлоне - Барбра Стрейзанд - Джеймс Стюарт - Патрик Суэйзи |
| Адам Сэндлер          | 6262 Голливудский б-р            | - Сьюзан Сарандон - Фрэнк Синатра - Мартин Скорсезе - Кевин Спейси - Стивен Спилберг - Уильям Оливер Стоун - Шэрон Стоун - Мерил Стрип - Сильвестр Сталлоне - Барбра Стрейзанд - Джеймс Стюарт - Патрик Суэйзи |
| The Three Stooges     | 1560 Вайн-стрит                  | - Сьюзан Сарандон - Фрэнк Синатра - Мартин Скорсезе - Кевин Спейси - Стивен Спилберг - Уильям Оливер Стоун - Шэрон Стоун - Мерил Стрип - Сильвестр Сталлоне - Барбра Стрейзанд - Джеймс Стюарт - Патрик Суэйзи |

### Т
| Имя, Фамилия       | Адрес (там где находится звезда) | Фотографии некоторых лауреатов                                                                     |
| ------------------ | -------------------------------- | -------------------------------------------------------------------------------------------------- |
| Сисели Тайсон      | 7080 Голливудский б-р            | - Аким Тамиров - Элизабет Тейлор - Шарлиз Терон - Эмма Томпсон - Билли Боб Торнтон - Джон Траволта |
| Софи Такер         | 6321 Голливудский б-р            | - Аким Тамиров - Элизабет Тейлор - Шарлиз Терон - Эмма Томпсон - Билли Боб Торнтон - Джон Траволта |
| Форрест Такер      | 6385 Голливудский б-р            | - Аким Тамиров - Элизабет Тейлор - Шарлиз Терон - Эмма Томпсон - Билли Боб Торнтон - Джон Траволта |
| Филлис Такстер     | 6531 Голливудский б-р            | - Аким Тамиров - Элизабет Тейлор - Шарлиз Терон - Эмма Томпсон - Билли Боб Торнтон - Джон Траволта |
| Том Талли          | 6119 Голливудский б-р            | - Аким Тамиров - Элизабет Тейлор - Шарлиз Терон - Эмма Томпсон - Билли Боб Торнтон - Джон Траволта |
| Ирвинг Тальберг    | 7006 Голливудский б-р            | - Аким Тамиров - Элизабет Тейлор - Шарлиз Терон - Эмма Томпсон - Билли Боб Торнтон - Джон Траволта |
| Аким Тамиров       | 1634 Вайн-стрит                  | - Аким Тамиров - Элизабет Тейлор - Шарлиз Терон - Эмма Томпсон - Билли Боб Торнтон - Джон Траволта |
| Квентин Тарантино  | 6927 Голливудский б-р            | - Аким Тамиров - Элизабет Тейлор - Шарлиз Терон - Эмма Томпсон - Билли Боб Торнтон - Джон Траволта |
| Норман Таурог      | 1600 Вайн-стрит                  | - Аким Тамиров - Элизабет Тейлор - Шарлиз Терон - Эмма Томпсон - Билли Боб Торнтон - Джон Траволта |
| Хелен Твелвтрис    | 6263 Голливудский б-р            | - Аким Тамиров - Элизабет Тейлор - Шарлиз Терон - Эмма Томпсон - Билли Боб Торнтон - Джон Траволта |
| Роберт Тейлор      | 1500 Вайн-стрит                  | - Аким Тамиров - Элизабет Тейлор - Шарлиз Терон - Эмма Томпсон - Билли Боб Торнтон - Джон Траволта |
| Элизабет Тейлор    | 6336 Голливудский б-р            | - Аким Тамиров - Элизабет Тейлор - Шарлиз Терон - Эмма Томпсон - Билли Боб Торнтон - Джон Траволта |
| Эстель Тейлор      | 1620 Вайн-стрит                  | - Аким Тамиров - Элизабет Тейлор - Шарлиз Терон - Эмма Томпсон - Билли Боб Торнтон - Джон Траволта |
| Ширли Темпл        | 1500 Вайн-стрит                  | - Аким Тамиров - Элизабет Тейлор - Шарлиз Терон - Эмма Томпсон - Билли Боб Торнтон - Джон Траволта |
| Морис Тернер       | 6243 Голливудский б-р            | - Аким Тамиров - Элизабет Тейлор - Шарлиз Терон - Эмма Томпсон - Билли Боб Торнтон - Джон Траволта |
| Шарлиз Терон       | 6801 Голливудский б-р            | - Аким Тамиров - Элизабет Тейлор - Шарлиз Терон - Эмма Томпсон - Билли Боб Торнтон - Джон Траволта |
| Элис Терри         | 6626 Голливудский б-р            | - Аким Тамиров - Элизабет Тейлор - Шарлиз Терон - Эмма Томпсон - Билли Боб Торнтон - Джон Траволта |
| Глинн Тёрмен       | 7065 Голливудский б-р            | - Аким Тамиров - Элизабет Тейлор - Шарлиз Терон - Эмма Томпсон - Билли Боб Торнтон - Джон Траволта |
| Лана Тёрнер        | 6241 Голливудский б-р            | - Аким Тамиров - Элизабет Тейлор - Шарлиз Терон - Эмма Томпсон - Билли Боб Торнтон - Джон Траволта |
| Бен Тёрпин         | 1651 Вайн-стрит                  | - Аким Тамиров - Элизабет Тейлор - Шарлиз Терон - Эмма Томпсон - Билли Боб Торнтон - Джон Траволта |
| Рин Тин Тин        | 1623 Вайн-стрит                  | - Аким Тамиров - Элизабет Тейлор - Шарлиз Терон - Эмма Томпсон - Билли Боб Торнтон - Джон Траволта |
| Джин Тирни         | 6125 Голливудский б-р            | - Аким Тамиров - Элизабет Тейлор - Шарлиз Терон - Эмма Томпсон - Билли Боб Торнтон - Джон Траволта |
| Стив Тиш           | 6522 Голливудский б-р            | - Аким Тамиров - Элизабет Тейлор - Шарлиз Терон - Эмма Томпсон - Билли Боб Торнтон - Джон Траволта |
| Женевьев Тобин     | 6119 Голливудский б-р            | - Аким Тамиров - Элизабет Тейлор - Шарлиз Терон - Эмма Томпсон - Билли Боб Торнтон - Джон Траволта |
| Телма Тодд         | 6262 Голливудский б-р            | - Аким Тамиров - Элизабет Тейлор - Шарлиз Терон - Эмма Томпсон - Билли Боб Торнтон - Джон Траволта |
| Констанс Толмадж   | 6300 Голливудский б-р            | - Аким Тамиров - Элизабет Тейлор - Шарлиз Терон - Эмма Томпсон - Билли Боб Торнтон - Джон Траволта |
| Норма Толмадж      | 1500 Вайн-стрит                  | - Аким Тамиров - Элизабет Тейлор - Шарлиз Терон - Эмма Томпсон - Билли Боб Торнтон - Джон Траволта |
| Боб Томас          | 6841 Голливудский б-р            | - Аким Тамиров - Элизабет Тейлор - Шарлиз Терон - Эмма Томпсон - Билли Боб Торнтон - Джон Траволта |
| Лоуэлл Томас       | 6433 Голливудский б-р            | - Аким Тамиров - Элизабет Тейлор - Шарлиз Терон - Эмма Томпсон - Билли Боб Торнтон - Джон Траволта |
| Фред Томсон        | 6850 Голливудский б-р            | - Аким Тамиров - Элизабет Тейлор - Шарлиз Терон - Эмма Томпсон - Билли Боб Торнтон - Джон Траволта |
| Эмма Томпсон       | 6714 Голливудский б-р            | - Аким Тамиров - Элизабет Тейлор - Шарлиз Терон - Эмма Томпсон - Билли Боб Торнтон - Джон Траволта |
| Билли Боб Торнтон  | 6801 Голливудский б-р            | - Аким Тамиров - Элизабет Тейлор - Шарлиз Терон - Эмма Томпсон - Билли Боб Торнтон - Джон Траволта |
| Гильермо дель Торо | 6918 Голливудский б-р            | - Аким Тамиров - Элизабет Тейлор - Шарлиз Терон - Эмма Томпсон - Билли Боб Торнтон - Джон Траволта |
| Ричард Торп        | 6101 Голливудский б-р            | - Аким Тамиров - Элизабет Тейлор - Шарлиз Терон - Эмма Томпсон - Билли Боб Торнтон - Джон Траволта |
| Дэвид Торренс      | 6564 Голливудский б-р            | - Аким Тамиров - Элизабет Тейлор - Шарлиз Терон - Эмма Томпсон - Билли Боб Торнтон - Джон Траволта |
| Эрнест Торренс     | 6801 Голливудский б-р            | - Аким Тамиров - Элизабет Тейлор - Шарлиз Терон - Эмма Томпсон - Билли Боб Торнтон - Джон Траволта |
| Франшо Тоун        | 6560 Голливудский б-р            | - Аким Тамиров - Элизабет Тейлор - Шарлиз Терон - Эмма Томпсон - Билли Боб Торнтон - Джон Траволта |
| Джон Траволта      | 6901 Голливудский б-р            | - Аким Тамиров - Элизабет Тейлор - Шарлиз Терон - Эмма Томпсон - Билли Боб Торнтон - Джон Траволта |
| Клер Тревор        | 6933 Голливудский б-р            | - Аким Тамиров - Элизабет Тейлор - Шарлиз Терон - Эмма Томпсон - Билли Боб Торнтон - Джон Траволта |
| Лоренс Тримбл      | 6340 Голливудский б-р            | - Аким Тамиров - Элизабет Тейлор - Шарлиз Терон - Эмма Томпсон - Билли Боб Торнтон - Джон Траволта |
| Артур Тричер       | 6274 Голливудский б-р            | - Аким Тамиров - Элизабет Тейлор - Шарлиз Терон - Эмма Томпсон - Билли Боб Торнтон - Джон Траволта |
| Ли Трейси          | 1638 Вайн-стрит                  | - Аким Тамиров - Элизабет Тейлор - Шарлиз Терон - Эмма Томпсон - Билли Боб Торнтон - Джон Траволта |
| Спенсер Трейси     | 6814 Голливудский б-р            | - Аким Тамиров - Элизабет Тейлор - Шарлиз Терон - Эмма Томпсон - Билли Боб Торнтон - Джон Траволта |
| Реджис Туми        | 7021 Голливудский б-р            | - Аким Тамиров - Элизабет Тейлор - Шарлиз Терон - Эмма Томпсон - Билли Боб Торнтон - Джон Траволта |
| Джимми Тэгнипез    | 1980 Голливудский б-р            | - Аким Тамиров - Элизабет Тейлор - Шарлиз Терон - Эмма Томпсон - Билли Боб Торнтон - Джон Траволта |
| Мейбл Талиаферро   | 6720 Голливудский б-р            | - Аким Тамиров - Элизабет Тейлор - Шарлиз Терон - Эмма Томпсон - Билли Боб Торнтон - Джон Траволта |
| Джессика Тэнди     | 6284 Голливудский б-р            | - Аким Тамиров - Элизабет Тейлор - Шарлиз Терон - Эмма Томпсон - Билли Боб Торнтон - Джон Траволта |

### У
| Имя, Фамилия           | Адрес (там где находится звезда) | Фотографии некоторых лауреатов                                                                                        |
| ---------------------- | -------------------------------- | --- |
| Роберт Уайз            | 6340 Голливудский б-р            | - Роберт Уайз - Сигурни Уивер - Брюс Уиллис - Робин Уильямс - Форест Уитакер - Марк Уолберг - Джон Уэйн - Ракель Уэлч |
| Корнел Уайлд           | 1635 Вайн-стрит                  | - Роберт Уайз - Сигурни Уивер - Брюс Уиллис - Робин Уильямс - Форест Уитакер - Марк Уолберг - Джон Уэйн - Ракель Уэлч |
| Билли Уайлдер          | 1751 Вайн-стрит                  | - Роберт Уайз - Сигурни Уивер - Брюс Уиллис - Робин Уильямс - Форест Уитакер - Марк Уолберг - Джон Уэйн - Ракель Уэлч |
| Уильям Уайлер          | 1731 Вайн-стрит                  | - Роберт Уайз - Сигурни Уивер - Брюс Уиллис - Робин Уильямс - Форест Уитакер - Марк Уолберг - Джон Уэйн - Ракель Уэлч |
| Джейн Уайман           | 6607 Голливудский б-р            | - Роберт Уайз - Сигурни Уивер - Брюс Уиллис - Робин Уильямс - Форест Уитакер - Марк Уолберг - Джон Уэйн - Ракель Уэлч |
| Джек Уайт              | 6366 Голливудский б-р            | - Роберт Уайз - Сигурни Уивер - Брюс Уиллис - Робин Уильямс - Форест Уитакер - Марк Уолберг - Джон Уэйн - Ракель Уэлч |
| Джулс Уайт             | 1559 Вайн-стрит                  | - Роберт Уайз - Сигурни Уивер - Брюс Уиллис - Робин Уильямс - Форест Уитакер - Марк Уолберг - Джон Уэйн - Ракель Уэлч |
| Пирл Уайт              | 6838 Голливудский б-р            | - Роберт Уайз - Сигурни Уивер - Брюс Уиллис - Робин Уильямс - Форест Уитакер - Марк Уолберг - Джон Уэйн - Ракель Уэлч |
| Элис Уайт              | 1511 Вайн-стрит                  | - Роберт Уайз - Сигурни Уивер - Брюс Уиллис - Робин Уильямс - Форест Уитакер - Марк Уолберг - Джон Уэйн - Ракель Уэлч |
| Сигурни Уивер          | 7021 Голливудский б-р            | - Роберт Уайз - Сигурни Уивер - Брюс Уиллис - Робин Уильямс - Форест Уитакер - Марк Уолберг - Джон Уэйн - Ракель Уэлч |
| Ричард Уидмарк         | 6800 Голливудский б-р            | - Роберт Уайз - Сигурни Уивер - Брюс Уиллис - Робин Уильямс - Форест Уитакер - Марк Уолберг - Джон Уэйн - Ракель Уэлч |
| Джейн Уитерс           | 6119 Голливудский б-р            | - Роберт Уайз - Сигурни Уивер - Брюс Уиллис - Робин Уильямс - Форест Уитакер - Марк Уолберг - Джон Уэйн - Ракель Уэлч |
| Риз Уизерспун          | 6262 Голливудский б-р            | - Роберт Уайз - Сигурни Уивер - Брюс Уиллис - Робин Уильямс - Форест Уитакер - Марк Уолберг - Джон Уэйн - Ракель Уэлч |
| Генри Уилкоксон        | 6256 Голливудский б-р            | - Роберт Уайз - Сигурни Уивер - Брюс Уиллис - Робин Уильямс - Форест Уитакер - Марк Уолберг - Джон Уэйн - Ракель Уэлч |
| Брюс Уиллис            | 6915 Голливудский б-р            | - Роберт Уайз - Сигурни Уивер - Брюс Уиллис - Робин Уильямс - Форест Уитакер - Марк Уолберг - Джон Уэйн - Ракель Уэлч |
| Чилл Уиллс             | 6923 Голливудский б-р            | - Роберт Уайз - Сигурни Уивер - Брюс Уиллис - Робин Уильямс - Форест Уитакер - Марк Уолберг - Джон Уэйн - Ракель Уэлч |
| Уоррен Уильям          | 1559 Вайн-стрит                  | - Роберт Уайз - Сигурни Уивер - Брюс Уиллис - Робин Уильямс - Форест Уитакер - Марк Уолберг - Джон Уэйн - Ракель Уэлч |
| Кэри Уилсон            | 6301 Голливудский б-р            | - Роберт Уайз - Сигурни Уивер - Брюс Уиллис - Робин Уильямс - Форест Уитакер - Марк Уолберг - Джон Уэйн - Ракель Уэлч |
| Лоис Уилсон            | 6933 Голливудский б-р            | - Роберт Уайз - Сигурни Уивер - Брюс Уиллис - Робин Уильямс - Форест Уитакер - Марк Уолберг - Джон Уэйн - Ракель Уэлч |
| Мари Уилсон            | 6601 Голливудский б-р            | - Роберт Уайз - Сигурни Уивер - Брюс Уиллис - Робин Уильямс - Форест Уитакер - Марк Уолберг - Джон Уэйн - Ракель Уэлч |
| Рита Уилсон            | 7024 Голливудский б-р            | - Роберт Уайз - Сигурни Уивер - Брюс Уиллис - Робин Уильямс - Форест Уитакер - Марк Уолберг - Джон Уэйн - Ракель Уэлч |
| Билли Ди Уильямс       | 1521 Вайн-стрит                  | - Роберт Уайз - Сигурни Уивер - Брюс Уиллис - Робин Уильямс - Форест Уитакер - Марк Уолберг - Джон Уэйн - Ракель Уэлч |
| Кэтлин Уильямс         | 7038 Голливудский б-р            | - Роберт Уайз - Сигурни Уивер - Брюс Уиллис - Робин Уильямс - Форест Уитакер - Марк Уолберг - Джон Уэйн - Ракель Уэлч |
| Робин Уильямс          | 6925 Голливудский б-р            | - Роберт Уайз - Сигурни Уивер - Брюс Уиллис - Робин Уильямс - Форест Уитакер - Марк Уолберг - Джон Уэйн - Ракель Уэлч |
| Эстер Уильямс          | 1560 Вайн-стрит                  | - Роберт Уайз - Сигурни Уивер - Брюс Уиллис - Робин Уильямс - Форест Уитакер - Марк Уолберг - Джон Уэйн - Ракель Уэлч |
| Эрл Уильямс            | 1560 Вайн-стрит                  | - Роберт Уайз - Сигурни Уивер - Брюс Уиллис - Робин Уильямс - Форест Уитакер - Марк Уолберг - Джон Уэйн - Ракель Уэлч |
| Ирвин Уинклер          | 6801 Голливудский б-р            | - Роберт Уайз - Сигурни Уивер - Брюс Уиллис - Робин Уильямс - Форест Уитакер - Марк Уолберг - Джон Уэйн - Ракель Уэлч |
| Эд Уинн                | 1541 Вайн-стрит                  | - Роберт Уайз - Сигурни Уивер - Брюс Уиллис - Робин Уильямс - Форест Уитакер - Марк Уолберг - Джон Уэйн - Ракель Уэлч |
| Мари Уинсдор           | 1549 Вайн-стрит                  | - Роберт Уайз - Сигурни Уивер - Брюс Уиллис - Робин Уильямс - Форест Уитакер - Марк Уолберг - Джон Уэйн - Ракель Уэлч |
| Стэнли Уинстон         | 6522 Голливудский б-р            | - Роберт Уайз - Сигурни Уивер - Брюс Уиллис - Робин Уильямс - Форест Уитакер - Марк Уолберг - Джон Уэйн - Ракель Уэлч |
| Шелли Уинтерс          | 1752 Вайн-стрит                  | - Роберт Уайз - Сигурни Уивер - Брюс Уиллис - Робин Уильямс - Форест Уитакер - Марк Уолберг - Джон Уэйн - Ракель Уэлч |
| Кейт Уинслет           | 6262 Голливудский б-р            | - Роберт Уайз - Сигурни Уивер - Брюс Уиллис - Робин Уильямс - Форест Уитакер - Марк Уолберг - Джон Уэйн - Ракель Уэлч |
| Форест Уитакер         | 6801 Голливудский б-р            | - Роберт Уайз - Сигурни Уивер - Брюс Уиллис - Робин Уильямс - Форест Уитакер - Марк Уолберг - Джон Уэйн - Ракель Уэлч |
| Стюарт Уитман          | 7083 Голливудский б-р            | - Роберт Уайз - Сигурни Уивер - Брюс Уиллис - Робин Уильямс - Форест Уитакер - Марк Уолберг - Джон Уэйн - Ракель Уэлч |
| Марк Уолберг           | 6259 Голливудский б-р            | - Роберт Уайз - Сигурни Уивер - Брюс Уиллис - Робин Уильямс - Форест Уитакер - Марк Уолберг - Джон Уэйн - Ракель Уэлч |
| Роберт Уокер           | 1709 Вайн-стрит                  | - Роберт Уайз - Сигурни Уивер - Брюс Уиллис - Робин Уильямс - Форест Уитакер - Марк Уолберг - Джон Уэйн - Ракель Уэлч |
| Ричард Уоллес          | 1560 Вайн-стрит                  | - Роберт Уайз - Сигурни Уивер - Брюс Уиллис - Робин Уильямс - Форест Уитакер - Марк Уолберг - Джон Уэйн - Ракель Уэлч |
| Генри Б. Уолтхолл      | 6201 Голливудский б-р            | - Роберт Уайз - Сигурни Уивер - Брюс Уиллис - Робин Уильямс - Форест Уитакер - Марк Уолберг - Джон Уэйн - Ракель Уэлч |
| Чарльз Уолтерс         | 6402 Голливудский б-р            | - Роберт Уайз - Сигурни Уивер - Брюс Уиллис - Робин Уильямс - Форест Уитакер - Марк Уолберг - Джон Уэйн - Ракель Уэлч |
| Рауль Уолш             | 6135 Голливудский б-р            | - Роберт Уайз - Сигурни Уивер - Брюс Уиллис - Робин Уильямс - Форест Уитакер - Марк Уолберг - Джон Уэйн - Ракель Уэлч |
| Гарри Уорнер           | 6441 Голливудский б-р            | - Роберт Уайз - Сигурни Уивер - Брюс Уиллис - Робин Уильямс - Форест Уитакер - Марк Уолберг - Джон Уэйн - Ракель Уэлч |
| Джек Л. Уорнер         | 6541 Голливудский б-р            | - Роберт Уайз - Сигурни Уивер - Брюс Уиллис - Робин Уильямс - Форест Уитакер - Марк Уолберг - Джон Уэйн - Ракель Уэлч |
| Рут Уоррик             | 6689 Голливудский б-р            | - Роберт Уайз - Сигурни Уивер - Брюс Уиллис - Робин Уильямс - Форест Уитакер - Марк Уолберг - Джон Уэйн - Ракель Уэлч |
| Г. Б. Уорнер           | 6600 Голливудский б-р            | - Роберт Уайз - Сигурни Уивер - Брюс Уиллис - Робин Уильямс - Форест Уитакер - Марк Уолберг - Джон Уэйн - Ракель Уэлч |
| Сэм Уорнер             | 6201 Голливудский б-р            | - Роберт Уайз - Сигурни Уивер - Брюс Уиллис - Робин Уильямс - Форест Уитакер - Марк Уолберг - Джон Уэйн - Ракель Уэлч |
| Семья Уотсон           | 6674 Голливудский б-р            | - Роберт Уайз - Сигурни Уивер - Брюс Уиллис - Робин Уильямс - Форест Уитакер - Марк Уолберг - Джон Уэйн - Ракель Уэлч |
| Джон Уотерс            | 6644 Голливудский б-р            | - Роберт Уайз - Сигурни Уивер - Брюс Уиллис - Робин Уильямс - Форест Уитакер - Марк Уолберг - Джон Уэйн - Ракель Уэлч |
| Клифтон Уэбб           | 6850 Голливудский б-р            | - Роберт Уайз - Сигурни Уивер - Брюс Уиллис - Робин Уильямс - Форест Уитакер - Марк Уолберг - Джон Уэйн - Ракель Уэлч |
| Джон Уэйн              | 1541 Вайн-стрит                  | - Роберт Уайз - Сигурни Уивер - Брюс Уиллис - Робин Уильямс - Форест Уитакер - Марк Уолберг - Джон Уэйн - Ракель Уэлч |
| Хаскелл Уэкслер        | 7070 Голливудский б-р            | - Роберт Уайз - Сигурни Уивер - Брюс Уиллис - Робин Уильямс - Форест Уитакер - Марк Уолберг - Джон Уэйн - Ракель Уэлч |
| Уильям Уэллман         | 6125 Голливудский б-р            | - Роберт Уайз - Сигурни Уивер - Брюс Уиллис - Робин Уильямс - Форест Уитакер - Марк Уолберг - Джон Уэйн - Ракель Уэлч |
| Орсон Уэллс            | 1600 Вайн-стрит                  | - Роберт Уайз - Сигурни Уивер - Брюс Уиллис - Робин Уильямс - Форест Уитакер - Марк Уолберг - Джон Уэйн - Ракель Уэлч |
| Ракель Уэлч            | 7021 Голливудский б-р            | - Роберт Уайз - Сигурни Уивер - Брюс Уиллис - Робин Уильямс - Форест Уитакер - Марк Уолберг - Джон Уэйн - Ракель Уэлч |
| Мэй Уэст               | 1560 Вайн-стрит                  | - Роберт Уайз - Сигурни Уивер - Брюс Уиллис - Робин Уильямс - Форест Уитакер - Марк Уолберг - Джон Уэйн - Ракель Уэлч |
| Майкл Уэстмор          | 1645 Вайн-стрит                  | - Роберт Уайз - Сигурни Уивер - Брюс Уиллис - Робин Уильямс - Форест Уитакер - Марк Уолберг - Джон Уэйн - Ракель Уэлч |
| Tichi Wilkerson Kassel | 7000 Голливудский б-р            | - Роберт Уайз - Сигурни Уивер - Брюс Уиллис - Робин Уильямс - Форест Уитакер - Марк Уолберг - Джон Уэйн - Ракель Уэлч |

### Ф
| Имя, Фамилия            | Адрес (там где находится звезда) | Фотографии некоторых лауреатов                                                                                           |
| ----------------------- | -------------------------------- | --- |
| Уильям Фавершэм         | 1724 Вайн-стрит                  | - Гленда Фаррел - Колин Фёрт - Эррол Флинн - Джейми Фокс - Майкл Джей Фокс - Генри Фонда - Харрисон Форд - Морган Фримен |
| Луис Фазенда            | 6801 Голливудский б-р            | - Гленда Фаррел - Колин Фёрт - Эррол Флинн - Джейми Фокс - Майкл Джей Фокс - Генри Фонда - Харрисон Форд - Морган Фримен |
| Кевин Файги             | 6840 Голливудский б-р            | - Гленда Фаррел - Колин Фёрт - Эррол Флинн - Джейми Фокс - Майкл Джей Фокс - Генри Фонда - Харрисон Форд - Морган Фримен |
| Макс Фактор             | 6922 Голливудский б-р            | - Гленда Фаррел - Колин Фёрт - Эррол Флинн - Джейми Фокс - Майкл Джей Фокс - Генри Фонда - Харрисон Форд - Морган Фримен |
| Ричард Фарнсуорт        | 1560 Вайн-стрит                  | - Гленда Фаррел - Колин Фёрт - Эррол Флинн - Джейми Фокс - Майкл Джей Фокс - Генри Фонда - Харрисон Форд - Морган Фримен |
| Дастин Фарнум           | 6635 Голливудский б-р            | - Гленда Фаррел - Колин Фёрт - Эррол Флинн - Джейми Фокс - Майкл Джей Фокс - Генри Фонда - Харрисон Форд - Морган Фримен |
| Уильям Фарнум           | 6322 Голливудский б-р            | - Гленда Фаррел - Колин Фёрт - Эррол Флинн - Джейми Фокс - Майкл Джей Фокс - Генри Фонда - Харрисон Форд - Морган Фримен |
| Крис Фарли              | 6366 Голливудский б-р            | - Гленда Фаррел - Колин Фёрт - Эррол Флинн - Джейми Фокс - Майкл Джей Фокс - Генри Фонда - Харрисон Форд - Морган Фримен |
| Джеральдина Фаррар      | 1620 Вайн-стрит                  | - Гленда Фаррел - Колин Фёрт - Эррол Флинн - Джейми Фокс - Майкл Джей Фокс - Генри Фонда - Харрисон Форд - Морган Фримен |
| Чарльз Фаррелл          | 7021 Голливудский б-р            | - Гленда Фаррел - Колин Фёрт - Эррол Флинн - Джейми Фокс - Майкл Джей Фокс - Генри Фонда - Харрисон Форд - Морган Фримен |
| Гленда Фаррелл          | 6524 Голливудский б-р            | - Гленда Фаррел - Колин Фёрт - Эррол Флинн - Джейми Фокс - Майкл Джей Фокс - Генри Фонда - Харрисон Форд - Морган Фримен |
| Джерри Фербенкс         | 6384 Голливудский б-р            | - Гленда Фаррел - Колин Фёрт - Эррол Флинн - Джейми Фокс - Майкл Джей Фокс - Генри Фонда - Харрисон Форд - Морган Фримен |
| Хелен Фергюсон          | 6153 Голливудский б-р            | - Гленда Фаррел - Колин Фёрт - Эррол Флинн - Джейми Фокс - Майкл Джей Фокс - Генри Фонда - Харрисон Форд - Морган Фримен |
| Бетти Фернесс           | 1533 Вайн-стрит                  | - Гленда Фаррел - Колин Фёрт - Эррол Флинн - Джейми Фокс - Майкл Джей Фокс - Генри Фонда - Харрисон Форд - Морган Фримен |
| Колин Фёрт              | 6714 Голливудский б-р            | - Гленда Фаррел - Колин Фёрт - Эррол Флинн - Джейми Фокс - Майкл Джей Фокс - Генри Фонда - Харрисон Форд - Морган Фримен |
| Уилл Феррелл            | 6767 Голливудский б-р            | - Гленда Фаррел - Колин Фёрт - Эррол Флинн - Джейми Фокс - Майкл Джей Фокс - Генри Фонда - Харрисон Форд - Морган Фримен |
| Мел Феррер              | 6268 Голливудский б-р            | - Гленда Фаррел - Колин Фёрт - Эррол Флинн - Джейми Фокс - Майкл Джей Фокс - Генри Фонда - Харрисон Форд - Морган Фримен |
| Хосе Феррер             | 6541 Голливудский б-р            | - Гленда Фаррел - Колин Фёрт - Эррол Флинн - Джейми Фокс - Майкл Джей Фокс - Генри Фонда - Харрисон Форд - Морган Фримен |
| Степин Фетчит           | 1751 Вайн-стрит                  | - Гленда Фаррел - Колин Фёрт - Эррол Флинн - Джейми Фокс - Майкл Джей Фокс - Генри Фонда - Харрисон Форд - Морган Фримен |
| Салли Филд              | 6767 Голливудский б-р            | - Гленда Фаррел - Колин Фёрт - Эррол Флинн - Джейми Фокс - Майкл Джей Фокс - Генри Фонда - Харрисон Форд - Морган Фримен |
| Уилльям Клод Филдс      | 7004 Голливудский б-р            | - Гленда Фаррел - Колин Фёрт - Эррол Флинн - Джейми Фокс - Майкл Джей Фокс - Генри Фонда - Харрисон Форд - Морган Фримен |
| Дороти Филлипс          | 6358 Голливудский б-р            | - Гленда Фаррел - Колин Фёрт - Эррол Флинн - Джейми Фокс - Майкл Джей Фокс - Генри Фонда - Харрисон Форд - Морган Фримен |
| Флора Финч              | 6673 Голливудский б-р            | - Гленда Фаррел - Колин Фёрт - Эррол Флинн - Джейми Фокс - Майкл Джей Фокс - Генри Фонда - Харрисон Форд - Морган Фримен |
| Бэрри Фицджералд        | 6252 Голливудский б-р            | - Гленда Фаррел - Колин Фёрт - Эррол Флинн - Джейми Фокс - Майкл Джей Фокс - Генри Фонда - Харрисон Форд - Морган Фримен |
| Джеральдин Фицджеральд  | 6353 Голливудский б-р            | - Гленда Фаррел - Колин Фёрт - Эррол Флинн - Джейми Фокс - Майкл Джей Фокс - Генри Фонда - Харрисон Форд - Морган Фримен |
| Джордж Фицморис         | 6601 Голливудский б-р            | - Гленда Фаррел - Колин Фёрт - Эррол Флинн - Джейми Фокс - Майкл Джей Фокс - Генри Фонда - Харрисон Форд - Морган Фримен |
| Джеймс Фицпатрик        | 1611 Вайн-стрит                  | - Гленда Фаррел - Колин Фёрт - Эррол Флинн - Джейми Фокс - Майкл Джей Фокс - Генри Фонда - Харрисон Форд - Морган Фримен |
| Кэрри Фишер             | 6840 Голливудский б-р            | - Гленда Фаррел - Колин Фёрт - Эррол Флинн - Джейми Фокс - Майкл Джей Фокс - Генри Фонда - Харрисон Форд - Морган Фримен |
| Ронда Флеминг           | 6660 Голливудский б-р            | - Гленда Фаррел - Колин Фёрт - Эррол Флинн - Джейми Фокс - Майкл Джей Фокс - Генри Фонда - Харрисон Форд - Морган Фримен |
| Виктор Флеминг          | 1719 Вайн-стрит                  | - Гленда Фаррел - Колин Фёрт - Эррол Флинн - Джейми Фокс - Майкл Джей Фокс - Генри Фонда - Харрисон Форд - Морган Фримен |
| Эррол Флинн             | 6654 Голливудский б-р            | - Гленда Фаррел - Колин Фёрт - Эррол Флинн - Джейми Фокс - Майкл Джей Фокс - Генри Фонда - Харрисон Форд - Морган Фримен |
| Джо Ван Флит            | 7010 Голливудский б-р            | - Гленда Фаррел - Колин Фёрт - Эррол Флинн - Джейми Фокс - Майкл Джей Фокс - Генри Фонда - Харрисон Форд - Морган Фримен |
| Эдди Фой                | 1725 Вайн-стрит                  | - Гленда Фаррел - Колин Фёрт - Эррол Флинн - Джейми Фокс - Майкл Джей Фокс - Генри Фонда - Харрисон Форд - Морган Фримен |
| Джейми Фокс             | 6801 Голливудский б-р            | - Гленда Фаррел - Колин Фёрт - Эррол Флинн - Джейми Фокс - Майкл Джей Фокс - Генри Фонда - Харрисон Форд - Морган Фримен |
| Майкл Джей Фокс         | 7021 Голливудский б-р            | - Гленда Фаррел - Колин Фёрт - Эррол Флинн - Джейми Фокс - Майкл Джей Фокс - Генри Фонда - Харрисон Форд - Морган Фримен |
| Уильям Фокс             | 6541 Голливудский б-р            | - Гленда Фаррел - Колин Фёрт - Эррол Флинн - Джейми Фокс - Майкл Джей Фокс - Генри Фонда - Харрисон Форд - Морган Фримен |
| Генри Фонда             | 1601 Вайн-стрит                  | - Гленда Фаррел - Колин Фёрт - Эррол Флинн - Джейми Фокс - Майкл Джей Фокс - Генри Фонда - Харрисон Форд - Морган Фримен |
| Питер Фонда             | 7018 Голливудский б-р            | - Гленда Фаррел - Колин Фёрт - Эррол Флинн - Джейми Фокс - Майкл Джей Фокс - Генри Фонда - Харрисон Форд - Морган Фримен |
| Джоан Фонтейн           | 1645 Вайн-стрит                  | - Гленда Фаррел - Колин Фёрт - Эррол Флинн - Джейми Фокс - Майкл Джей Фокс - Генри Фонда - Харрисон Форд - Морган Фримен |
| Гленн Форд              | 6933 Голливудский б-р            | - Гленда Фаррел - Колин Фёрт - Эррол Флинн - Джейми Фокс - Майкл Джей Фокс - Генри Фонда - Харрисон Форд - Морган Фримен |
| Харрисон Форд           | 6665 Голливудский б-р            | - Гленда Фаррел - Колин Фёрт - Эррол Флинн - Джейми Фокс - Майкл Джей Фокс - Генри Фонда - Харрисон Форд - Морган Фримен |
| Харрисон Форд           | 6801 Голливудский б-р            | - Гленда Фаррел - Колин Фёрт - Эррол Флинн - Джейми Фокс - Майкл Джей Фокс - Генри Фонда - Харрисон Форд - Морган Фримен |
| Джон Форд               | 1640 Вайн-стрит                  | - Гленда Фаррел - Колин Фёрт - Эррол Флинн - Джейми Фокс - Майкл Джей Фокс - Генри Фонда - Харрисон Форд - Морган Фримен |
| Ли де Форест            | 1752 Вайн-стрит                  | - Гленда Фаррел - Колин Фёрт - Эррол Флинн - Джейми Фокс - Майкл Джей Фокс - Генри Фонда - Харрисон Форд - Морган Фримен |
| Джоди Фостер            | 6927 Голливудский б-р            | - Гленда Фаррел - Колин Фёрт - Эррол Флинн - Джейми Фокс - Майкл Джей Фокс - Генри Фонда - Харрисон Форд - Морган Фримен |
| Нина Фох                | 6322 Голливудский б-р            | - Гленда Фаррел - Колин Фёрт - Эррол Флинн - Джейми Фокс - Майкл Джей Фокс - Генри Фонда - Харрисон Форд - Морган Фримен |
| Джеймс Франко           | 6838 Голливудский б-р            | - Гленда Фаррел - Колин Фёрт - Эррол Флинн - Джейми Фокс - Майкл Джей Фокс - Генри Фонда - Харрисон Форд - Морган Фримен |
| Сидни Франклин          | 6566 Голливудский б-р            | - Гленда Фаррел - Колин Фёрт - Эррол Флинн - Джейми Фокс - Майкл Джей Фокс - Генри Фонда - Харрисон Форд - Морган Фримен |
| Полин Фредерик          | 7000 Голливудский б-р            | - Гленда Фаррел - Колин Фёрт - Эррол Флинн - Джейми Фокс - Майкл Джей Фокс - Генри Фонда - Харрисон Форд - Морган Фримен |
| Уильям Фридкин          | 6925 Голливудский б-р            | - Гленда Фаррел - Колин Фёрт - Эррол Флинн - Джейми Фокс - Майкл Джей Фокс - Генри Фонда - Харрисон Форд - Морган Фримен |
| Фриз Фрилинг            | 7000 Голливудский б-р            | - Гленда Фаррел - Колин Фёрт - Эррол Флинн - Джейми Фокс - Майкл Джей Фокс - Генри Фонда - Харрисон Форд - Морган Фримен |
| И. Франк Фримэн         | 6821 Голливудский б-р            | - Гленда Фаррел - Колин Фёрт - Эррол Флинн - Джейми Фокс - Майкл Джей Фокс - Генри Фонда - Харрисон Форд - Морган Фримен |
| Морган Фримен           | 7021 Голливудский б-р            | - Гленда Фаррел - Колин Фёрт - Эррол Флинн - Джейми Фокс - Майкл Джей Фокс - Генри Фонда - Харрисон Форд - Морган Фримен |
| Уильям Фроули           | 6322 Голливудский б-р            | - Гленда Фаррел - Колин Фёрт - Эррол Флинн - Джейми Фокс - Майкл Джей Фокс - Генри Фонда - Харрисон Форд - Морган Фримен |
| Кэй Фрэнсис             | 6766 Голливудский б-р            | - Гленда Фаррел - Колин Фёрт - Эррол Флинн - Джейми Фокс - Майкл Джей Фокс - Генри Фонда - Харрисон Форд - Морган Фримен |
| Аннетт Фуничелло        | 6834 Голливудский б-р            | - Гленда Фаррел - Колин Фёрт - Эррол Флинн - Джейми Фокс - Майкл Джей Фокс - Генри Фонда - Харрисон Форд - Морган Фримен |
| Джулия Фэй              | 6501 Голливудский б-р            | - Гленда Фаррел - Колин Фёрт - Эррол Флинн - Джейми Фокс - Майкл Джей Фокс - Генри Фонда - Харрисон Форд - Морган Фримен |
| Фрэнк Фэй               | 6282 Голливудский б-р            | - Гленда Фаррел - Колин Фёрт - Эррол Флинн - Джейми Фокс - Майкл Джей Фокс - Генри Фонда - Харрисон Форд - Морган Фримен |
| Элис Фэй                | 6930 Голливудский б-р            | - Гленда Фаррел - Колин Фёрт - Эррол Флинн - Джейми Фокс - Майкл Джей Фокс - Генри Фонда - Харрисон Форд - Морган Фримен |
| Дуглас Фэрбенкс младший | 6318 Голливудский б-р            | - Гленда Фаррел - Колин Фёрт - Эррол Флинн - Джейми Фокс - Майкл Джей Фокс - Генри Фонда - Харрисон Форд - Морган Фримен |
| Дуглас Фэрбенкс старший | 7022 Голливудский б-р            | - Гленда Фаррел - Колин Фёрт - Эррол Флинн - Джейми Фокс - Майкл Джей Фокс - Генри Фонда - Харрисон Форд - Морган Фримен |
| Джон Фэрроу             | 6300 Голливудский б-р            | - Гленда Фаррел - Колин Фёрт - Эррол Флинн - Джейми Фокс - Майкл Джей Фокс - Генри Фонда - Харрисон Форд - Морган Фримен |

### Х
| Имя, Фамилия          | Адрес (там где находится звезда) | Фотографии некоторых лауреатов |
| --------------------- | -------------------------------- | --- |
| Рошель Хадсон         | 6200 Голливудский б-р            | - Рок Хадсон - Кэтрин Хепбёрн - Одри Хепбёрн - Чарлтон Хестон - Альфред Хичкок - Энтони Хопкинс - Деннис Хоппер - Боб Хоуп - Анжелика Хьюстон - Оливия Де Хэвилленд - Том Хэнкс |
| Рок Хадсон            | 6116 Голливудский б-р            | - Рок Хадсон - Кэтрин Хепбёрн - Одри Хепбёрн - Чарлтон Хестон - Альфред Хичкок - Энтони Хопкинс - Деннис Хоппер - Боб Хоуп - Анжелика Хьюстон - Оливия Де Хэвилленд - Том Хэнкс |
| Сальма Хайек          | 6901 Голливудский б-р            | - Рок Хадсон - Кэтрин Хепбёрн - Одри Хепбёрн - Чарлтон Хестон - Альфред Хичкок - Энтони Хопкинс - Деннис Хоппер - Боб Хоуп - Анжелика Хьюстон - Оливия Де Хэвилленд - Том Хэнкс |
| Джозефин Халл         | 6502 Голливудский б-р            | - Рок Хадсон - Кэтрин Хепбёрн - Одри Хепбёрн - Чарлтон Хестон - Альфред Хичкок - Энтони Хопкинс - Деннис Хоппер - Боб Хоуп - Анжелика Хьюстон - Оливия Де Хэвилленд - Том Хэнкс |
| Х. Брюс Хамберстоун   | 1752 Вайн-стрит                  | - Рок Хадсон - Кэтрин Хепбёрн - Одри Хепбёрн - Чарлтон Хестон - Альфред Хичкок - Энтони Хопкинс - Деннис Хоппер - Боб Хоуп - Анжелика Хьюстон - Оливия Де Хэвилленд - Том Хэнкс |
| Ким Хантер            | 1617 Вайн-стрит                  | - Рок Хадсон - Кэтрин Хепбёрн - Одри Хепбёрн - Чарлтон Хестон - Альфред Хичкок - Энтони Хопкинс - Деннис Хоппер - Боб Хоуп - Анжелика Хьюстон - Оливия Де Хэвилленд - Том Хэнкс |
| Холли Хантер          | 7000 Голливудский б-р            | - Рок Хадсон - Кэтрин Хепбёрн - Одри Хепбёрн - Чарлтон Хестон - Альфред Хичкок - Энтони Хопкинс - Деннис Хоппер - Боб Хоуп - Анжелика Хьюстон - Оливия Де Хэвилленд - Том Хэнкс |
| Ханна-Барбера         | 6753 Голливудский б-р            | - Рок Хадсон - Кэтрин Хепбёрн - Одри Хепбёрн - Чарлтон Хестон - Альфред Хичкок - Энтони Хопкинс - Деннис Хоппер - Боб Хоуп - Анжелика Хьюстон - Оливия Де Хэвилленд - Том Хэнкс |
| Седрик Хардвик        | 6201 Голливудский б-р            | - Рок Хадсон - Кэтрин Хепбёрн - Одри Хепбёрн - Чарлтон Хестон - Альфред Хичкок - Энтони Хопкинс - Деннис Хоппер - Боб Хоуп - Анжелика Хьюстон - Оливия Де Хэвилленд - Том Хэнкс |
| Оливер Харди          | 1500 Вайн-стрит                  | - Рок Хадсон - Кэтрин Хепбёрн - Одри Хепбёрн - Чарлтон Хестон - Альфред Хичкок - Энтони Хопкинс - Деннис Хоппер - Боб Хоуп - Анжелика Хьюстон - Оливия Де Хэвилленд - Том Хэнкс |
| Энн Хардинг           | 6201 Голливудский б-р            | - Рок Хадсон - Кэтрин Хепбёрн - Одри Хепбёрн - Чарлтон Хестон - Альфред Хичкок - Энтони Хопкинс - Деннис Хоппер - Боб Хоуп - Анжелика Хьюстон - Оливия Де Хэвилленд - Том Хэнкс |
| Джин Харлоу           | 6910 Голливудский б-р            | - Рок Хадсон - Кэтрин Хепбёрн - Одри Хепбёрн - Чарлтон Хестон - Альфред Хичкок - Энтони Хопкинс - Деннис Хоппер - Боб Хоуп - Анжелика Хьюстон - Оливия Де Хэвилленд - Том Хэнкс |
| Джек Х. Харрис        | 6764 Голливудский б-р            | - Рок Хадсон - Кэтрин Хепбёрн - Одри Хепбёрн - Чарлтон Хестон - Альфред Хичкок - Энтони Хопкинс - Деннис Хоппер - Боб Хоуп - Анжелика Хьюстон - Оливия Де Хэвилленд - Том Хэнкс |
| Милдред Харрис        | 6307 Голливудский б-р            | - Рок Хадсон - Кэтрин Хепбёрн - Одри Хепбёрн - Чарлтон Хестон - Альфред Хичкок - Энтони Хопкинс - Деннис Хоппер - Боб Хоуп - Анжелика Хьюстон - Оливия Де Хэвилленд - Том Хэнкс |
| Эд Харрис             | 6712 Голливудский б-р            | - Рок Хадсон - Кэтрин Хепбёрн - Одри Хепбёрн - Чарлтон Хестон - Альфред Хичкок - Энтони Хопкинс - Деннис Хоппер - Боб Хоуп - Анжелика Хьюстон - Оливия Де Хэвилленд - Том Хэнкс |
| Рекс Харрисон         | 6904 Голливудский б-р            | - Рок Хадсон - Кэтрин Хепбёрн - Одри Хепбёрн - Чарлтон Хестон - Альфред Хичкок - Энтони Хопкинс - Деннис Хоппер - Боб Хоуп - Анжелика Хьюстон - Оливия Де Хэвилленд - Том Хэнкс |
| Рэй Харрихаузен       | 6840 Голливудский б-р            | - Рок Хадсон - Кэтрин Хепбёрн - Одри Хепбёрн - Чарлтон Хестон - Альфред Хичкок - Энтони Хопкинс - Деннис Хоппер - Боб Хоуп - Анжелика Хьюстон - Оливия Де Хэвилленд - Том Хэнкс |
| Вильям Харт           | 6363 Голливудский б-р            | - Рок Хадсон - Кэтрин Хепбёрн - Одри Хепбёрн - Чарлтон Хестон - Альфред Хичкок - Энтони Хопкинс - Деннис Хоппер - Боб Хоуп - Анжелика Хьюстон - Оливия Де Хэвилленд - Том Хэнкс |
| Рут Хасси             | 1551 Вайн-стрит                  | - Рок Хадсон - Кэтрин Хепбёрн - Одри Хепбёрн - Чарлтон Хестон - Альфред Хичкок - Энтони Хопкинс - Деннис Хоппер - Боб Хоуп - Анжелика Хьюстон - Оливия Де Хэвилленд - Том Хэнкс |
| Синье Хассо           | 7080 Голливудский б-р            | - Рок Хадсон - Кэтрин Хепбёрн - Одри Хепбёрн - Чарлтон Хестон - Альфред Хичкок - Энтони Хопкинс - Деннис Хоппер - Боб Хоуп - Анжелика Хьюстон - Оливия Де Хэвилленд - Том Хэнкс |
| Бетти Хаттон          | 6259 Голливудский б-р            | - Рок Хадсон - Кэтрин Хепбёрн - Одри Хепбёрн - Чарлтон Хестон - Альфред Хичкок - Энтони Хопкинс - Деннис Хоппер - Боб Хоуп - Анжелика Хьюстон - Оливия Де Хэвилленд - Том Хэнкс |
| Реймонд Хаттон        | 1708 Вайн-стрит                  | - Рок Хадсон - Кэтрин Хепбёрн - Одри Хепбёрн - Чарлтон Хестон - Альфред Хичкок - Энтони Хопкинс - Деннис Хоппер - Боб Хоуп - Анжелика Хьюстон - Оливия Де Хэвилленд - Том Хэнкс |
| Сэссю Хаякава         | 1645 Вайн-стрит                  | - Рок Хадсон - Кэтрин Хепбёрн - Одри Хепбёрн - Чарлтон Хестон - Альфред Хичкок - Энтони Хопкинс - Деннис Хоппер - Боб Хоуп - Анжелика Хьюстон - Оливия Де Хэвилленд - Том Хэнкс |
| Типпи Хедрен          | 7060 Голливудский б-р            | - Рок Хадсон - Кэтрин Хепбёрн - Одри Хепбёрн - Чарлтон Хестон - Альфред Хичкок - Энтони Хопкинс - Деннис Хоппер - Боб Хоуп - Анжелика Хьюстон - Оливия Де Хэвилленд - Том Хэнкс |
| Рита Хейворт          | 1645 Вайн-стрит                  | - Рок Хадсон - Кэтрин Хепбёрн - Одри Хепбёрн - Чарлтон Хестон - Альфред Хичкок - Энтони Хопкинс - Деннис Хоппер - Боб Хоуп - Анжелика Хьюстон - Оливия Де Хэвилленд - Том Хэнкс |
| Глория Де Хейвен      | 6933 Голливудский б-р            | - Рок Хадсон - Кэтрин Хепбёрн - Одри Хепбёрн - Чарлтон Хестон - Альфред Хичкок - Энтони Хопкинс - Деннис Хоппер - Боб Хоуп - Анжелика Хьюстон - Оливия Де Хэвилленд - Том Хэнкс |
| Крейтон Хейл          | 6915 Голливудский б-р            | - Рок Хадсон - Кэтрин Хепбёрн - Одри Хепбёрн - Чарлтон Хестон - Альфред Хичкок - Энтони Хопкинс - Деннис Хоппер - Боб Хоуп - Анжелика Хьюстон - Оливия Де Хэвилленд - Том Хэнкс |
| Уильям Хейнс          | 7012 Голливудский б-р            | - Рок Хадсон - Кэтрин Хепбёрн - Одри Хепбёрн - Чарлтон Хестон - Альфред Хичкок - Энтони Хопкинс - Деннис Хоппер - Боб Хоуп - Анжелика Хьюстон - Оливия Де Хэвилленд - Том Хэнкс |
| Луис Хейуорд          | 1500 Вайн-стрит                  | - Рок Хадсон - Кэтрин Хепбёрн - Одри Хепбёрн - Чарлтон Хестон - Альфред Хичкок - Энтони Хопкинс - Деннис Хоппер - Боб Хоуп - Анжелика Хьюстон - Оливия Де Хэвилленд - Том Хэнкс |
| Айлин Хекарт          | 6140 Голливудский б-р            | - Рок Хадсон - Кэтрин Хепбёрн - Одри Хепбёрн - Чарлтон Хестон - Альфред Хичкок - Энтони Хопкинс - Деннис Хоппер - Боб Хоуп - Анжелика Хьюстон - Оливия Де Хэвилленд - Том Хэнкс |
| Крис Хемсворт         | 6819 Голливудский б-р            | - Рок Хадсон - Кэтрин Хепбёрн - Одри Хепбёрн - Чарлтон Хестон - Альфред Хичкок - Энтони Хопкинс - Деннис Хоппер - Боб Хоуп - Анжелика Хьюстон - Оливия Де Хэвилленд - Том Хэнкс |
| Соня Хени             | 6101 Голливудский б-р            | - Рок Хадсон - Кэтрин Хепбёрн - Одри Хепбёрн - Чарлтон Хестон - Альфред Хичкок - Энтони Хопкинс - Деннис Хоппер - Боб Хоуп - Анжелика Хьюстон - Оливия Де Хэвилленд - Том Хэнкс |
| Пол Хенрейд           | 6366 Голливудский б-р            | - Рок Хадсон - Кэтрин Хепбёрн - Одри Хепбёрн - Чарлтон Хестон - Альфред Хичкок - Энтони Хопкинс - Деннис Хоппер - Боб Хоуп - Анжелика Хьюстон - Оливия Де Хэвилленд - Том Хэнкс |
| Тараджи П. Хенсон     | 6212 Голливудский б-р            | - Рок Хадсон - Кэтрин Хепбёрн - Одри Хепбёрн - Чарлтон Хестон - Альфред Хичкок - Энтони Хопкинс - Деннис Хоппер - Боб Хоуп - Анжелика Хьюстон - Оливия Де Хэвилленд - Том Хэнкс |
| Кэтрин Хепбёрн        | 6284 Голливудский б-р            | - Рок Хадсон - Кэтрин Хепбёрн - Одри Хепбёрн - Чарлтон Хестон - Альфред Хичкок - Энтони Хопкинс - Деннис Хоппер - Боб Хоуп - Анжелика Хьюстон - Оливия Де Хэвилленд - Том Хэнкс |
| Одри Хепбёрн          | 1652 Вайн-стрит                  | - Рок Хадсон - Кэтрин Хепбёрн - Одри Хепбёрн - Чарлтон Хестон - Альфред Хичкок - Энтони Хопкинс - Деннис Хоппер - Боб Хоуп - Анжелика Хьюстон - Оливия Де Хэвилленд - Том Хэнкс |
| Гэйл Энн Хёрд         | 6621 Голливудский б-р            | - Рок Хадсон - Кэтрин Хепбёрн - Одри Хепбёрн - Чарлтон Хестон - Альфред Хичкок - Энтони Хопкинс - Деннис Хоппер - Боб Хоуп - Анжелика Хьюстон - Оливия Де Хэвилленд - Том Хэнкс |
| Хью Херберт           | 6251 Голливудский б-р            | - Рок Хадсон - Кэтрин Хепбёрн - Одри Хепбёрн - Чарлтон Хестон - Альфред Хичкок - Энтони Хопкинс - Деннис Хоппер - Боб Хоуп - Анжелика Хьюстон - Оливия Де Хэвилленд - Том Хэнкс |
| Айрин Херви           | 6336 Голливудский б-р            | - Рок Хадсон - Кэтрин Хепбёрн - Одри Хепбёрн - Чарлтон Хестон - Альфред Хичкок - Энтони Хопкинс - Деннис Хоппер - Боб Хоуп - Анжелика Хьюстон - Оливия Де Хэвилленд - Том Хэнкс |
| Жан Хершолт           | 6501 Голливудский б-р            | - Рок Хадсон - Кэтрин Хепбёрн - Одри Хепбёрн - Чарлтон Хестон - Альфред Хичкок - Энтони Хопкинс - Деннис Хоппер - Боб Хоуп - Анжелика Хьюстон - Оливия Де Хэвилленд - Том Хэнкс |
| Чарлтон Хестон        | 1628 Голливудский б-р            | - Рок Хадсон - Кэтрин Хепбёрн - Одри Хепбёрн - Чарлтон Хестон - Альфред Хичкок - Энтони Хопкинс - Деннис Хоппер - Боб Хоуп - Анжелика Хьюстон - Оливия Де Хэвилленд - Том Хэнкс |
| Ван Хефлин            | 6311 Голливудский б-р            | - Рок Хадсон - Кэтрин Хепбёрн - Одри Хепбёрн - Чарлтон Хестон - Альфред Хичкок - Энтони Хопкинс - Деннис Хоппер - Боб Хоуп - Анжелика Хьюстон - Оливия Де Хэвилленд - Том Хэнкс |
| Альфред Хичкок        | 6506 Голливудский б-р            | - Рок Хадсон - Кэтрин Хепбёрн - Одри Хепбёрн - Чарлтон Хестон - Альфред Хичкок - Энтони Хопкинс - Деннис Хоппер - Боб Хоуп - Анжелика Хьюстон - Оливия Де Хэвилленд - Том Хэнкс |
| Рон Ховард            | 6931 Голливудский б-р            | - Рок Хадсон - Кэтрин Хепбёрн - Одри Хепбёрн - Чарлтон Хестон - Альфред Хичкок - Энтони Хопкинс - Деннис Хоппер - Боб Хоуп - Анжелика Хьюстон - Оливия Де Хэвилленд - Том Хэнкс |
| Уильям К. Ховард      | 1500 Вайн-стрит                  | - Рок Хадсон - Кэтрин Хепбёрн - Одри Хепбёрн - Чарлтон Хестон - Альфред Хичкок - Энтони Хопкинс - Деннис Хоппер - Боб Хоуп - Анжелика Хьюстон - Оливия Де Хэвилленд - Том Хэнкс |
| Джон Холл             | 1724 Вайн-стрит                  | - Рок Хадсон - Кэтрин Хепбёрн - Одри Хепбёрн - Чарлтон Хестон - Альфред Хичкок - Энтони Хопкинс - Деннис Хоппер - Боб Хоуп - Анжелика Хьюстон - Оливия Де Хэвилленд - Том Хэнкс |
| Конрад Холл           | 7060 Голливудский б-р            | - Рок Хадсон - Кэтрин Хепбёрн - Одри Хепбёрн - Чарлтон Хестон - Альфред Хичкок - Энтони Хопкинс - Деннис Хоппер - Боб Хоуп - Анжелика Хьюстон - Оливия Де Хэвилленд - Том Хэнкс |
| Уильям Холден         | 1651 Вайн-стрит                  | - Рок Хадсон - Кэтрин Хепбёрн - Одри Хепбёрн - Чарлтон Хестон - Альфред Хичкок - Энтони Хопкинс - Деннис Хоппер - Боб Хоуп - Анжелика Хьюстон - Оливия Де Хэвилленд - Том Хэнкс |
| Джуди Холидей         | 6901 Голливудский б-р            | - Рок Хадсон - Кэтрин Хепбёрн - Одри Хепбёрн - Чарлтон Хестон - Альфред Хичкок - Энтони Хопкинс - Деннис Хоппер - Боб Хоуп - Анжелика Хьюстон - Оливия Де Хэвилленд - Том Хэнкс |
| Гордон Холингшед      | 6200 Голливудский б-р            | - Рок Хадсон - Кэтрин Хепбёрн - Одри Хепбёрн - Чарлтон Хестон - Альфред Хичкок - Энтони Хопкинс - Деннис Хоппер - Боб Хоуп - Анжелика Хьюстон - Оливия Де Хэвилленд - Том Хэнкс |
| Селеста Холм          | 1500 Вайн-стрит                  | - Рок Хадсон - Кэтрин Хепбёрн - Одри Хепбёрн - Чарлтон Хестон - Альфред Хичкок - Энтони Хопкинс - Деннис Хоппер - Боб Хоуп - Анжелика Хьюстон - Оливия Де Хэвилленд - Том Хэнкс |
| Бертон Холмс          | 6600 Голливудский б-р            | - Рок Хадсон - Кэтрин Хепбёрн - Одри Хепбёрн - Чарлтон Хестон - Альфред Хичкок - Энтони Хопкинс - Деннис Хоппер - Боб Хоуп - Анжелика Хьюстон - Оливия Де Хэвилленд - Том Хэнкс |
| Тейлор Холмс          | 6821 Голливудский б-р            | - Рок Хадсон - Кэтрин Хепбёрн - Одри Хепбёрн - Чарлтон Хестон - Альфред Хичкок - Энтони Хопкинс - Деннис Хоппер - Боб Хоуп - Анжелика Хьюстон - Оливия Де Хэвилленд - Том Хэнкс |
| Филлипс Холмс         | 6908 Голливудский б-р            | - Рок Хадсон - Кэтрин Хепбёрн - Одри Хепбёрн - Чарлтон Хестон - Альфред Хичкок - Энтони Хопкинс - Деннис Хоппер - Боб Хоуп - Анжелика Хьюстон - Оливия Де Хэвилленд - Том Хэнкс |
| Джек Холт             | 6313-1/2 Голливудский б-р        | - Рок Хадсон - Кэтрин Хепбёрн - Одри Хепбёрн - Чарлтон Хестон - Альфред Хичкок - Энтони Хопкинс - Деннис Хоппер - Боб Хоуп - Анжелика Хьюстон - Оливия Де Хэвилленд - Том Хэнкс |
| Джеймс Хонг           | 6931 Голливудский б-р            | - Рок Хадсон - Кэтрин Хепбёрн - Одри Хепбёрн - Чарлтон Хестон - Альфред Хичкок - Энтони Хопкинс - Деннис Хоппер - Боб Хоуп - Анжелика Хьюстон - Оливия Де Хэвилленд - Том Хэнкс |
| Энтони Хопкинс        | 6801 Голливудский б-р            | - Рок Хадсон - Кэтрин Хепбёрн - Одри Хепбёрн - Чарлтон Хестон - Альфред Хичкок - Энтони Хопкинс - Деннис Хоппер - Боб Хоуп - Анжелика Хьюстон - Оливия Де Хэвилленд - Том Хэнкс |
| Мириам Хопкинс        | 1709 Вайн-стрит                  | - Рок Хадсон - Кэтрин Хепбёрн - Одри Хепбёрн - Чарлтон Хестон - Альфред Хичкок - Энтони Хопкинс - Деннис Хоппер - Боб Хоуп - Анжелика Хьюстон - Оливия Де Хэвилленд - Том Хэнкс |
| Деннис Хоппер         | 6712 Голливудский б-р            | - Рок Хадсон - Кэтрин Хепбёрн - Одри Хепбёрн - Чарлтон Хестон - Альфред Хичкок - Энтони Хопкинс - Деннис Хоппер - Боб Хоуп - Анжелика Хьюстон - Оливия Де Хэвилленд - Том Хэнкс |
| Хэдда Хоппер          | 6313 Голливудский б-р            | - Рок Хадсон - Кэтрин Хепбёрн - Одри Хепбёрн - Чарлтон Хестон - Альфред Хичкок - Энтони Хопкинс - Деннис Хоппер - Боб Хоуп - Анжелика Хьюстон - Оливия Де Хэвилленд - Том Хэнкс |
| Лена Хорн             | 6282 Голливудский б-р            | - Рок Хадсон - Кэтрин Хепбёрн - Одри Хепбёрн - Чарлтон Хестон - Альфред Хичкок - Энтони Хопкинс - Деннис Хоппер - Боб Хоуп - Анжелика Хьюстон - Оливия Де Хэвилленд - Том Хэнкс |
| Эдвард Эверетт Хортон | 6427 Голливудский б-р            | - Рок Хадсон - Кэтрин Хепбёрн - Одри Хепбёрн - Чарлтон Хестон - Альфред Хичкок - Энтони Хопкинс - Деннис Хоппер - Боб Хоуп - Анжелика Хьюстон - Оливия Де Хэвилленд - Том Хэнкс |
| Говард Хоукс          | 1708 Вайн-стрит                  | - Рок Хадсон - Кэтрин Хепбёрн - Одри Хепбёрн - Чарлтон Хестон - Альфред Хичкок - Энтони Хопкинс - Деннис Хоппер - Боб Хоуп - Анжелика Хьюстон - Оливия Де Хэвилленд - Том Хэнкс |
| Голди Хоун            | 6201 Голливудский б-р            | - Рок Хадсон - Кэтрин Хепбёрн - Одри Хепбёрн - Чарлтон Хестон - Альфред Хичкок - Энтони Хопкинс - Деннис Хоппер - Боб Хоуп - Анжелика Хьюстон - Оливия Де Хэвилленд - Том Хэнкс |
| Боб Хоуп              | 6541 Голливудский б-р            | - Рок Хадсон - Кэтрин Хепбёрн - Одри Хепбёрн - Чарлтон Хестон - Альфред Хичкок - Энтони Хопкинс - Деннис Хоппер - Боб Хоуп - Анжелика Хьюстон - Оливия Де Хэвилленд - Том Хэнкс |
| Кэти Хурадо           | 7065 Голливудский б-р            | - Рок Хадсон - Кэтрин Хепбёрн - Одри Хепбёрн - Чарлтон Хестон - Альфред Хичкок - Энтони Хопкинс - Деннис Хоппер - Боб Хоуп - Анжелика Хьюстон - Оливия Де Хэвилленд - Том Хэнкс |
| Анжелика Хьюстон      | 6270 Голливудский б-р            | - Рок Хадсон - Кэтрин Хепбёрн - Одри Хепбёрн - Чарлтон Хестон - Альфред Хичкок - Энтони Хопкинс - Деннис Хоппер - Боб Хоуп - Анжелика Хьюстон - Оливия Де Хэвилленд - Том Хэнкс |
| Джон Хьюстон          | 1765 Голливудский б-р            | - Рок Хадсон - Кэтрин Хепбёрн - Одри Хепбёрн - Чарлтон Хестон - Альфред Хичкок - Энтони Хопкинс - Деннис Хоппер - Боб Хоуп - Анжелика Хьюстон - Оливия Де Хэвилленд - Том Хэнкс |
| Уолтер Хьюстон        | 6624 Голливудский б-р            | - Рок Хадсон - Кэтрин Хепбёрн - Одри Хепбёрн - Чарлтон Хестон - Альфред Хичкок - Энтони Хопкинс - Деннис Хоппер - Боб Хоуп - Анжелика Хьюстон - Оливия Де Хэвилленд - Том Хэнкс |
| Джун Хэвер            | 1777 Вайн-стрит                  | - Рок Хадсон - Кэтрин Хепбёрн - Одри Хепбёрн - Чарлтон Хестон - Альфред Хичкок - Энтони Хопкинс - Деннис Хоппер - Боб Хоуп - Анжелика Хьюстон - Оливия Де Хэвилленд - Том Хэнкс |
| Джун Хэвок            | 6618 Голливудский б-р            | - Рок Хадсон - Кэтрин Хепбёрн - Одри Хепбёрн - Чарлтон Хестон - Альфред Хичкок - Энтони Хопкинс - Деннис Хоппер - Боб Хоуп - Анжелика Хьюстон - Оливия Де Хэвилленд - Том Хэнкс |
| Оливия Де Хэвилленд   | 6762 Голливудский б-р            | - Рок Хадсон - Кэтрин Хепбёрн - Одри Хепбёрн - Чарлтон Хестон - Альфред Хичкок - Энтони Хопкинс - Деннис Хоппер - Боб Хоуп - Анжелика Хьюстон - Оливия Де Хэвилленд - Том Хэнкс |
| Эдит Хэд              | 6504 Голливудский б-р            | - Рок Хадсон - Кэтрин Хепбёрн - Одри Хепбёрн - Чарлтон Хестон - Альфред Хичкок - Энтони Хопкинс - Деннис Хоппер - Боб Хоуп - Анжелика Хьюстон - Оливия Де Хэвилленд - Том Хэнкс |
| Сьюзен Хэйворд        | 6251 Голливудский б-р            | - Рок Хадсон - Кэтрин Хепбёрн - Одри Хепбёрн - Чарлтон Хестон - Альфред Хичкок - Энтони Хопкинс - Деннис Хоппер - Боб Хоуп - Анжелика Хьюстон - Оливия Де Хэвилленд - Том Хэнкс |
| Алан Хейл старший     | 6532 Голливудский б-р            | - Рок Хадсон - Кэтрин Хепбёрн - Одри Хепбёрн - Чарлтон Хестон - Альфред Хичкок - Энтони Хопкинс - Деннис Хоппер - Боб Хоуп - Анжелика Хьюстон - Оливия Де Хэвилленд - Том Хэнкс |
| Монте Хэйл            | 7000 Голливудский б-р            | - Рок Хадсон - Кэтрин Хепбёрн - Одри Хепбёрн - Чарлтон Хестон - Альфред Хичкок - Энтони Хопкинс - Деннис Хоппер - Боб Хоуп - Анжелика Хьюстон - Оливия Де Хэвилленд - Том Хэнкс |
| Уилл Х. Хэйс          | 6116 Голливудский б-р            | - Рок Хадсон - Кэтрин Хепбёрн - Одри Хепбёрн - Чарлтон Хестон - Альфред Хичкок - Энтони Хопкинс - Деннис Хоппер - Боб Хоуп - Анжелика Хьюстон - Оливия Де Хэвилленд - Том Хэнкс |
| Хелен Хейс            | 6258 Голливудский б-р            | - Рок Хадсон - Кэтрин Хепбёрн - Одри Хепбёрн - Чарлтон Хестон - Альфред Хичкок - Энтони Хопкинс - Деннис Хоппер - Боб Хоуп - Анжелика Хьюстон - Оливия Де Хэвилленд - Том Хэнкс |
| Марк Хэмилл           | 6834 Голливудский б-р            | - Рок Хадсон - Кэтрин Хепбёрн - Одри Хепбёрн - Чарлтон Хестон - Альфред Хичкок - Энтони Хопкинс - Деннис Хоппер - Боб Хоуп - Анжелика Хьюстон - Оливия Де Хэвилленд - Том Хэнкс |
| Джордж Хэмилтон       | 7021 Голливудский б-р            | - Рок Хадсон - Кэтрин Хепбёрн - Одри Хепбёрн - Чарлтон Хестон - Альфред Хичкок - Энтони Хопкинс - Деннис Хоппер - Боб Хоуп - Анжелика Хьюстон - Оливия Де Хэвилленд - Том Хэнкс |
| Ллойд Хэмилтон        | 6141 Голливудский б-р            | - Рок Хадсон - Кэтрин Хепбёрн - Одри Хепбёрн - Чарлтон Хестон - Альфред Хичкок - Энтони Хопкинс - Деннис Хоппер - Боб Хоуп - Анжелика Хьюстон - Оливия Де Хэвилленд - Том Хэнкс |
| Нил Хэмилтон          | 6634 Голливудский б-р            | - Рок Хадсон - Кэтрин Хепбёрн - Одри Хепбёрн - Чарлтон Хестон - Альфред Хичкок - Энтони Хопкинс - Деннис Хоппер - Боб Хоуп - Анжелика Хьюстон - Оливия Де Хэвилленд - Том Хэнкс |
| Том Хэнкс             | 7000 Голливудский б-р            | - Рок Хадсон - Кэтрин Хепбёрн - Одри Хепбёрн - Чарлтон Хестон - Альфред Хичкок - Энтони Хопкинс - Деннис Хоппер - Боб Хоуп - Анжелика Хьюстон - Оливия Де Хэвилленд - Том Хэнкс |
| Генри Хэтэуэй         | 1638 Вайн-стрит                  | - Рок Хадсон - Кэтрин Хепбёрн - Одри Хепбёрн - Чарлтон Хестон - Альфред Хичкок - Энтони Хопкинс - Деннис Хоппер - Боб Хоуп - Анжелика Хьюстон - Оливия Де Хэвилленд - Том Хэнкс |
| Энн Хэтэуэй           | 6927 Голливудский б-р            | - Рок Хадсон - Кэтрин Хепбёрн - Одри Хепбёрн - Чарлтон Хестон - Альфред Хичкок - Энтони Хопкинс - Деннис Хоппер - Боб Хоуп - Анжелика Хьюстон - Оливия Де Хэвилленд - Том Хэнкс |

### Ц — Ч
| Имя, Фамилия      | Адрес (там где находится звезда) | Фотографии некоторых лауреатов         |
| ----------------- | -------------------------------- | -------------------------------------- |
| Ханс Циммер       | 6908 Голливудский б-р            |                                        |
| Фред Циннеман     | 6629 Голливудский б-р            | - Джеки Чан - Чарли Чаплин - Чеви Чейз |
| Адольф Цукор      | 1617 Вайн-стрит                  | - Джеки Чан - Чарли Чаплин - Чеви Чейз |
| Джеки Чан         | 6801 Голливудский б-р            | - Джеки Чан - Чарли Чаплин - Чеви Чейз |
| Чарли Чаплин      | 6751 Голливудский б-р            | - Джеки Чан - Чарли Чаплин - Чеви Чейз |
| Сид Чарисс        | 1601 Вайн-стрит                  | - Джеки Чан - Чарли Чаплин - Чеви Чейз |
| Рут Чаттертон     | 6263 Голливудский б-р            | - Джеки Чан - Чарли Чаплин - Чеви Чейз |
| Илка Чейз         | 6361 Голливудский б-р            | - Джеки Чан - Чарли Чаплин - Чеви Чейз |
| Чарли Чейз        | 6630 Голливудский б-р            | - Джеки Чан - Чарли Чаплин - Чеви Чейз |
| Чеви Чейз         | 7021 Голливудский б-р            | - Джеки Чан - Чарли Чаплин - Чеви Чейз |
| Лон Чейни         | 7046 Голливудский б-р            | - Джеки Чан - Чарли Чаплин - Чеви Чейз |
| Джон Чемберс      | 7006 Голливудский б-р            | - Джеки Чан - Чарли Чаплин - Чеви Чейз |
| Чарльз Чемплин    | 7076 Голливудский б-р            | - Джеки Чан - Чарли Чаплин - Чеви Чейз |
| Джефф Чендлер     | 1770 Вайн-стрит                  | - Джеки Чан - Чарли Чаплин - Чеви Чейз |
| Вирджиния Черрилл | 1545 Вайн-стрит                  | - Джеки Чан - Чарли Чаплин - Чеви Чейз |
| Моррис Честнат    | 6353 Голливудский б-р            | - Джеки Чан - Чарли Чаплин - Чеви Чейз |

### Ш
| Имя, Фамилия         | Адрес (там где находится звезда) | Фотографии некоторых лауреатов                  |
| -------------------- | -------------------------------- | ----------------------------------------------- |
| Леон Шамрой          | 6925 Голливудский б-р            | - Арнольд Шварценеггер - Мартин Шин - Чарли Шин |
| Арнольд Шварценеггер | 6764 Голливудский б-р            | - Арнольд Шварценеггер - Мартин Шин - Чарли Шин |
| Морис Шевалье        | 1651 Вайн-стрит                  | - Арнольд Шварценеггер - Мартин Шин - Чарли Шин |
| Эрнест Б. Шедсэк     | 6270 Голливудский б-р            | - Арнольд Шварценеггер - Мартин Шин - Чарли Шин |
| Джозеф Майкл Шенк    | 6757 Голливудский б-р            | - Арнольд Шварценеггер - Мартин Шин - Чарли Шин |
| Том Шерак            | 6910 Голливудский б-р            | - Арнольд Шварценеггер - Мартин Шин - Чарли Шин |
| Энн Шеридан          | 7024 Голливудский б-р            | - Арнольд Шварценеггер - Мартин Шин - Чарли Шин |
| Братья Шермен        | 6918 Голливудский б-р            | - Арнольд Шварценеггер - Мартин Шин - Чарли Шин |
| Виктор Шертзингер    | 1611 Вайн-стрит                  | - Арнольд Шварценеггер - Мартин Шин - Чарли Шин |
| Джозеф Шильдкраут    | 6780 Голливудский б-р            | - Арнольд Шварценеггер - Мартин Шин - Чарли Шин |
| Мартин Шин           | 1500 Вайн-стрит                  | - Арнольд Шварценеггер - Мартин Шин - Чарли Шин |
| Чарли Шин            | 7021 Голливудский б-р            | - Арнольд Шварценеггер - Мартин Шин - Чарли Шин |
| Норма Ширер          | 6636 Голливудский б-р            | - Арнольд Шварценеггер - Мартин Шин - Чарли Шин |
| Энн Ширли            | 7018 Голливудский б-р            | - Арнольд Шварценеггер - Мартин Шин - Чарли Шин |
| Шрек                 | 6931 Голливудский б-р            | - Арнольд Шварценеггер - Мартин Шин - Чарли Шин |
| Артур Шпигель        | 1680 Вайн-стрит                  | - Арнольд Шварценеггер - Мартин Шин - Чарли Шин |
| Джозеф фон Штернберг | 6401 Голливудский б-р            | - Арнольд Шварценеггер - Мартин Шин - Чарли Шин |
| Эрих фон Штрогейм    | 6826 Голливудский б-р            | - Арнольд Шварценеггер - Мартин Шин - Чарли Шин |
| Б. П. Шульберг       | 1500 Вайн-стрит                  | - Арнольд Шварценеггер - Мартин Шин - Чарли Шин |

### Э — Я
| Имя, Фамилия      | Адрес (там где находится звезда) | Фотографии некоторых лауреатов                                 |
| ----------------- | -------------------------------- | -------------------------------------------------------------- |
| Бад Эбботт        | 1611 Вайн-стрит                  | - Кёрсти Элли - Джули Эндрюс - Энн-Маргрет - Дженнифер Энистон |
| Бадди Эбсен       | 1765 Вайн-стрит                  | - Кёрсти Элли - Джули Эндрюс - Энн-Маргрет - Дженнифер Энистон |
| Мэдж Эванс        | 1752 Вайн-стрит                  | - Кёрсти Элли - Джули Эндрюс - Энн-Маргрет - Дженнифер Энистон |
| Роберт Эванс      | 6925 Голливудский б-р            | - Кёрсти Элли - Джули Эндрюс - Энн-Маргрет - Дженнифер Энистон |
| Блейк Эдвардс     | 6908 Голливудский б-р            | - Кёрсти Элли - Джули Эндрюс - Энн-Маргрет - Дженнифер Энистон |
| Нельсон Эдди      | 6311 Голливудский б-р            | - Кёрсти Элли - Джули Эндрюс - Энн-Маргрет - Дженнифер Энистон |
| Роберт Эдисон     | 1628 Вайн-стрит                  | - Кёрсти Элли - Джули Эндрюс - Энн-Маргрет - Дженнифер Энистон |
| Эдриэнн Эймс      | 1612 Вайн-стрит                  | - Кёрсти Элли - Джули Эндрюс - Энн-Маргрет - Дженнифер Энистон |
| Агнес Эйрс        | 6504 Голливудский б-р            | - Кёрсти Элли - Джули Эндрюс - Энн-Маргрет - Дженнифер Энистон |
| Лью Эйрс          | 6385 Голливудский б-р            | - Кёрсти Элли - Джули Эндрюс - Энн-Маргрет - Дженнифер Энистон |
| Арт Экорд         | 1709 Вайн-стрит                  | - Кёрсти Элли - Джули Эндрюс - Энн-Маргрет - Дженнифер Энистон |
| Фрэнк Элбертсон   | 6754 Голливудский б-р            | - Кёрсти Элли - Джули Эндрюс - Энн-Маргрет - Дженнифер Энистон |
| Кёрсти Элли       | 7000 Голливудский б-р            | - Кёрсти Элли - Джули Эндрюс - Энн-Маргрет - Дженнифер Энистон |
| Джун Эллисон      | 1537 Вайн-стрит                  | - Кёрсти Элли - Джули Эндрюс - Энн-Маргрет - Дженнифер Энистон |
| Фэй Эмерсон       | 6529 Голливудский б-р            | - Кёрсти Элли - Джули Эндрюс - Энн-Маргрет - Дженнифер Энистон |
| Хэзер Эйнджел     | 6301 Голливудский б-р            | - Кёрсти Элли - Джули Эндрюс - Энн-Маргрет - Дженнифер Энистон |
| Джули Эндрюс      | 6901 Голливудский б-р            | - Кёрсти Элли - Джули Эндрюс - Энн-Маргрет - Дженнифер Энистон |
| Дженнифер Энистон | 6270 Голливудский б-р            | - Кёрсти Элли - Джули Эндрюс - Энн-Маргрет - Дженнифер Энистон |
| Энн-Маргрет       | 6501 Голливудский б-р            | - Кёрсти Элли - Джули Эндрюс - Энн-Маргрет - Дженнифер Энистон |
| Леон Эррол        | 6801 Голливудский б-р            | - Кёрсти Элли - Джули Эндрюс - Энн-Маргрет - Дженнифер Энистон |
| Рут Эттинг        | 6563 Голливудский б-р            | - Кёрсти Элли - Джули Эндрюс - Энн-Маргрет - Дженнифер Энистон |
| Зак Эфрон         | 6426 Голливудский б-р            | - Кёрсти Элли - Джули Эндрюс - Энн-Маргрет - Дженнифер Энистон |
| Лоретта Янг       | 6100 Голливудский б-р            | - Кёрсти Элли - Джули Эндрюс - Энн-Маргрет - Дженнифер Энистон |
| Роберт Янг        | 6933 Голливудский б-р            | - Кёрсти Элли - Джули Эндрюс - Энн-Маргрет - Дженнифер Энистон |
| Роланд Янг        | 6523 Голливудский б-р            | - Кёрсти Элли - Джули Эндрюс - Энн-Маргрет - Дженнифер Энистон |
| Эмиль Яннингс     | 1630 Вайн-стрит                  | - Кёрсти Элли - Джули Эндрюс - Энн-Маргрет - Дженнифер Энистон |